# Groupes de résistance anticommuniste en Roumanie
La Résistance anticommuniste roumaine est caractérisée par une multiplicité et une grande diversité de groupes de maquisards roumains,,. On en décompte plus d'un millier ainsi qu'une dizaine de centres de résistance,. Il n'est pas seulement question de groupes armés, mais aussi d'organisations subversives, nombre d'entre-elles situées dans des localités urbaines. Leur activité fut le plus souvent éphémère, certaines étant impliquées dans l'impression et la diffusion de manifestes. Peu ont réussi à se coordonner par région. Selon les archives de la Securitate qui ont pu être récupérées, et d'après quelques témoignages de maquisards survivants, certains groupes plus importants se détachent. Par importance, on entend soit le nombre de membres, soit les actions exceptionnelles entreprises, soit la trace vivace qu'ils ont laissée dans la région où ils ont combattu. Il est toutefois difficile de classer les groupes sachant que toutes les informations ne sont disponibles sur certains d'entre eux (dossiers encore classés secrets aux archives du SRI), et que d'autre part, les témoins ont parfois été tous éliminés par les autorités communistes ou ont simplement disparu. Sur le critère de l'importance de leurs activités, sept groupes sont retenus et ils sont ici décrits brièvement. Si l'on considère uniquement la taille des dossiers dans les archives officielles de l’État, un nombre beaucoup plus important de groupes se détache,. Après la description des sept réseaux remarquables, un tableau de synthèse rassemble tous les groupes recensés comme importants par le CNSAS (Conseil National pour l'Etude des Archives de la Securitate (ro)).
6 mars 1945 – 22 décembre 1989
(44 ans, 9 mois et 16 jours)
Entités précédentes :
- Royaume de Roumanie

Entités suivantes :
- Union soviétique (dans l'île des Serpents et quelques autres, 1948)
- Roumanie (1989)

## Les sept réseaux remarquables de la résistance

### Teodor Șușman

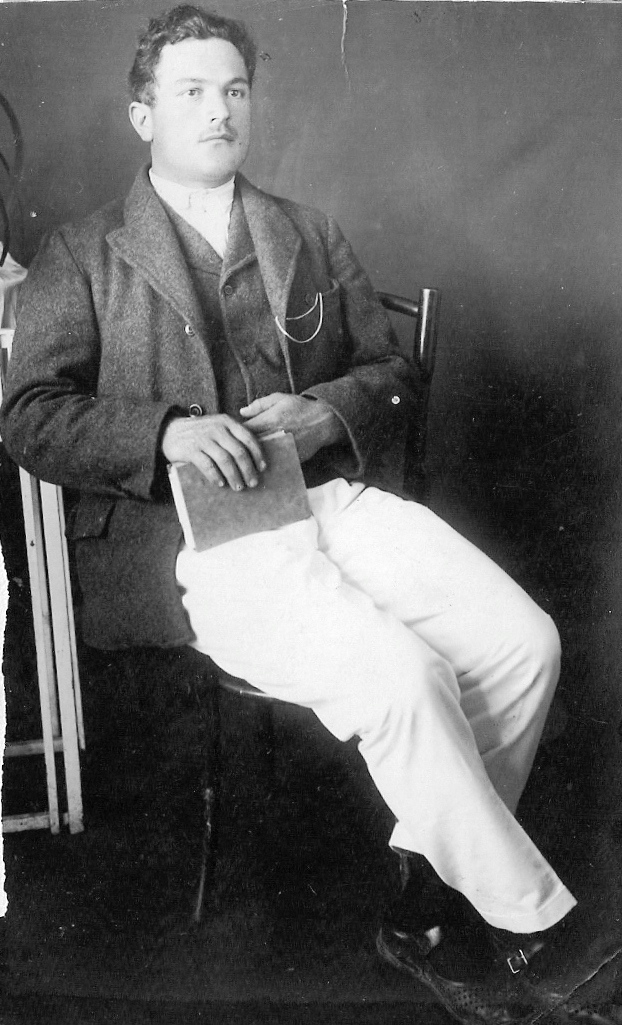
Teodor Șușman, résistant dans les Apuseni.

Maire de Răchițele (dans les monts Apuseni) trois fois pendant plus de 10 ans avant 1945, Teodor Șușman (ro) est devenu l'un des résistants les plus connus après la découverte de sa dépouille le 23 juin 2010 par le Centrul de Investigare a Crimelor Comunismului (Centre de recherche sur les crimes du communisme), ainsi que les recherches faites les 5 et 6 juillet 2011 pour retrouver celles de ses fils qui l'ont suivi dans son combat : Toader et Avisalon Șușman.
Chef respecté et reconnu de la région du Pays des Moți (Țara Moților), il sera rapidement dans le collimateur des autorités communistes, puis destitué de sa fonction de maire peu de temps après la prise de pouvoir des communistes en 1945. Gréco-catholique soutenant le Parti national paysan, il sera calomnié et faussement accusé par des communistes locaux opportunistes et jaloux de sa réussite personnelle. Après avoir tenté en vain par plusieurs lettres de faire reconnaître son innocence, comme la perfidie de ses accusateurs, se sentant en danger, il décide de prendre la fuite dans les montagnes. Il prendra le maquis en août 1948 accompagné de ses trois fils Toader (Teodor junior), Avisalon et Traian. Leur résistance se limitera d'abord à assurer leur survie puis à répondre à la terreur imposée par les communistes sur les villageois qui les aidaient. Ils attaqueront plusieurs coopératives et sociétés d'exploitation forestières, sans jamais user de violence contre les ouvriers ou employés, et en essayant de minimiser les conséquences pour ces derniers. Après trois années de résistance à la tête d'un groupe d'une dizaine de personnes, Teodor sera abattu en 1951. Deux de ses trois fils périront en 1958 dans une grange incendiée par la Securitate. Toute la famille Șușman connaîtra un destin tragique. Seul Traian survira après de longues années de prison.

### Major Nicolae Dabija- Réseau «Frontul Apărării Naționale, Corpul de Haiduci»

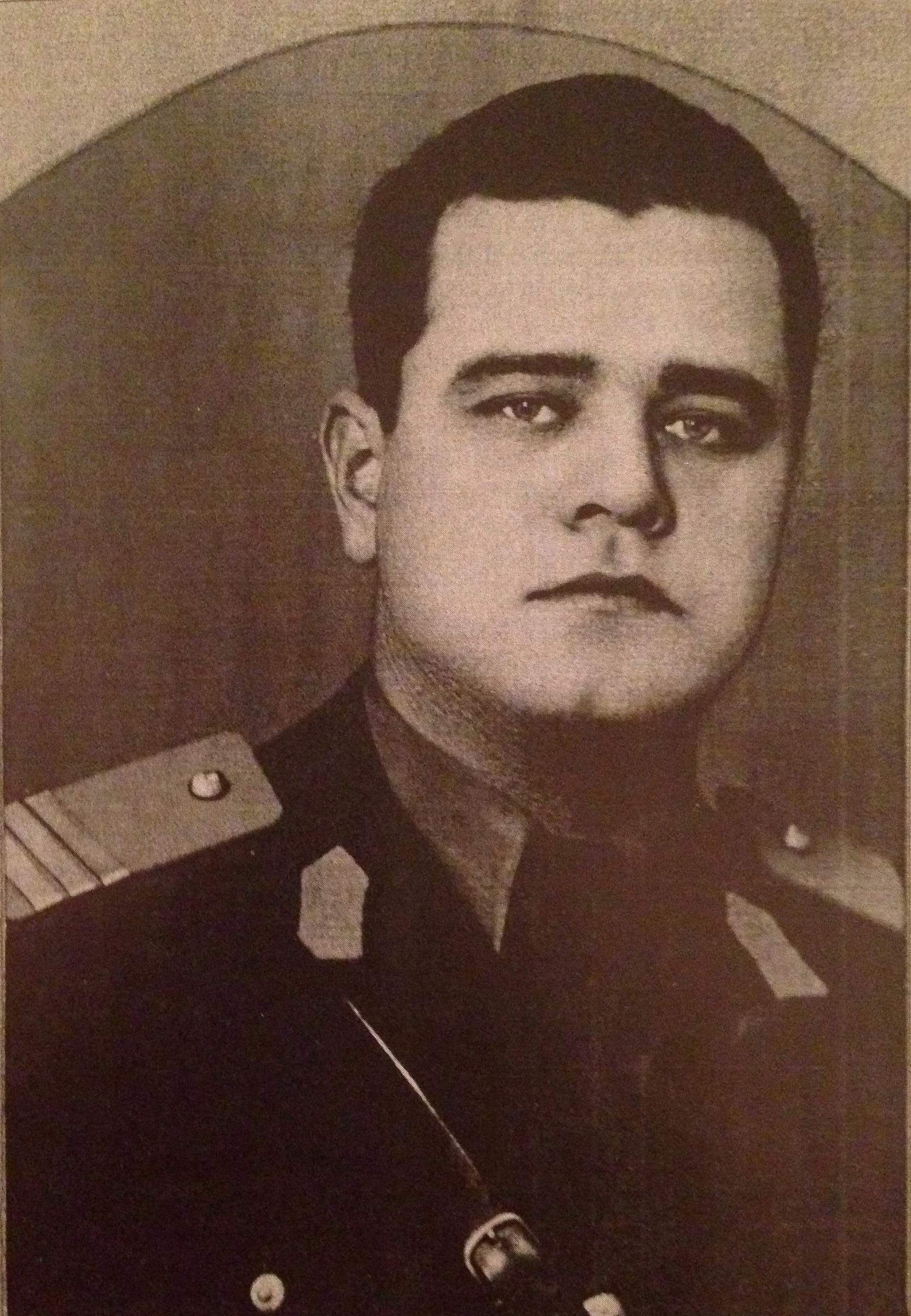
Major Nicolae Dabija, résistant dans les Apuseni.

Un autre groupe armé de la région des monts Apuseni, appelé « Front de défense nationale - Corps des haidouks », est considéré comme important par les historiens. Ayant à sa tête un ancien officier de l'armée royale qui participa à la guerre contre l'URSS sur le front de l'Est, le Nicolae Dabija (major) (ro), le groupe attaquera le bureau de perception des impôts à Teiuș, armé de carabines et d'armes de poing. Les autorités roumaines découvrent le refuge des rebelles après que l'un d'entre eux a été arrêté et a révèlé leur repaire à Muntele Mare. Une opération conduite par les forces de sécurité se lance à l'attaque des rebelles au matin du 4 mars 1949. Dirigées par le Colonel Mihai Patriciu, elles donnèrent l'assaut sur le pic où les rebelles avaient trouvé refuge. Une fusillade et un combat au corps à corps s'ensuivirent. On dénombrera trois morts et trois blessés dans le camp communiste. Dabija fut arrêté le 22 mars 1949 après une dénonciation par un villageois. Le 28 octobre 1949, sept membres du groupe, dont le major Nicolae Dabija, seront exécutés à Sibiu,.

### Colonel Ion Uță

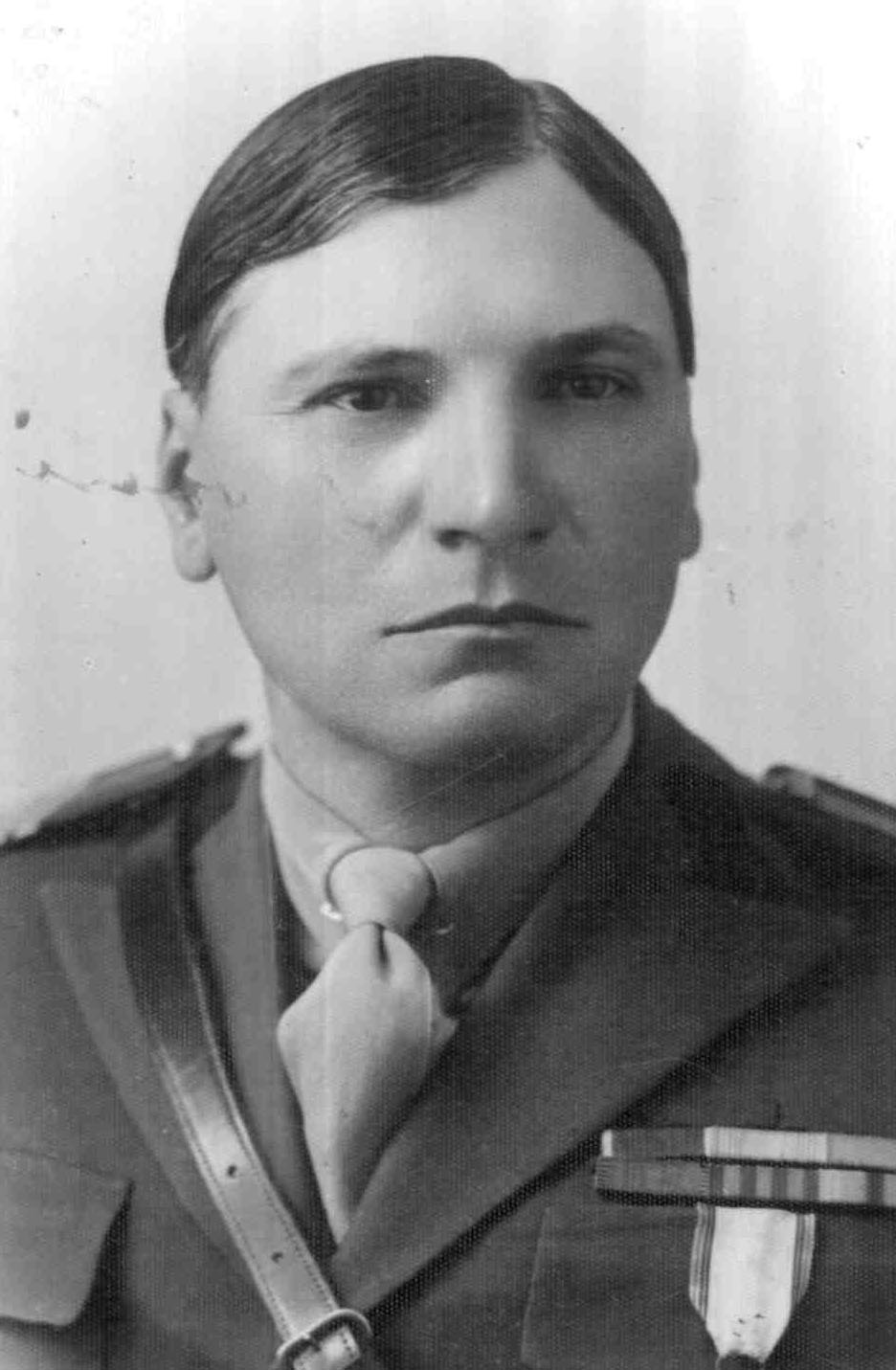
Colonel Ioan ou Ion Uță, résistant dans le Banat.

Initiateur d'un groupe de résistance important du Banat roumain, le Colonel Ion Uță (ro) est l'un des personnages les plus remarquables de la résistance roumaine. L'un des groupes de résistance qu'il a fondé fut impliqué dans une véritable bataille à Pietrele Albe contre les troupes de la Securitate, un fait très rare dans les mouvements de résistance roumains, plus souvent sur la défensive. Préfet du județ de Severin (entre-deux guerres) en 1943-1944 et capitaine dans l'armée roumaine, Ion (ou Ioan) Uță fut nommé colonel puis mis en réserve dans le cadre de l'épuration de l'armée par les communistes. Chef de file du Parti national paysan (PNT) lors des élections législatives roumaines de 1946, il a dû fuir se sachant poursuivi par la police politique. Il se retire alors dans les montagnes de Țarcul et Cernei. Il cherchera, dès son engagement dans la résistance, à organiser et articuler les différents groupes de résistance roumains du Banat, dans le but de renforcer et d'unifier les forces en présence, puis d'organiser une révolte populaire générale dans la région. Il est l'un des rares chefs de réseau à avoir voulu donner une ossature régionale, puis nationale, à la résistance au travers d'un plan précis et d'un calendrier. Constitué exclusivement d'habitants des villages de montagne du județ de Severin, devenu plus tard le județ de Caraș-Severin, comprenant la commune de Teregova, l'une de ses principales zones d'activité, son groupe comptera une trentaine de personnes. Il sera infiltré par la Securitate puis décapité en 1949.

### Gogu (Gheorghe) Puiu- Réseau «Haiducii Dobrogei»

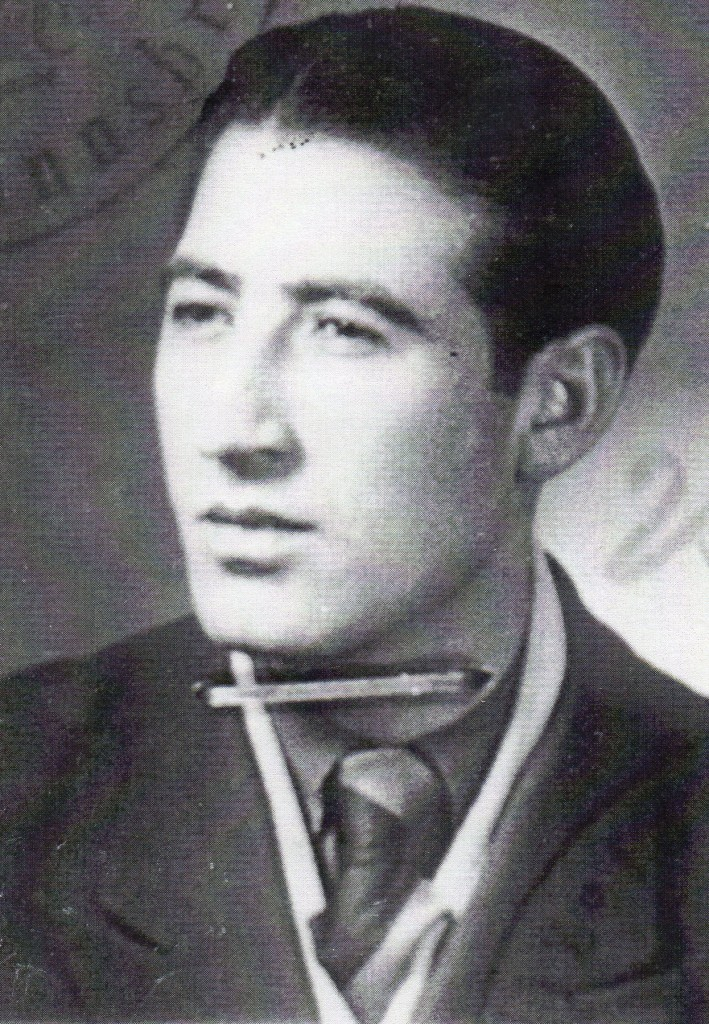
Gogu Puiu, résistant de la Dobroudja.

Vers juillet 1947, la mise en route d'une organisation de résistance coordonnée en Dobroudja est décidée à Bucarest. Déclenchée en 1948, sous le commandement des frères Nicolae et Dumitru Fudulea (au nord de la Dobroudja), et de Gogu Puiu (ro) (au sud de la Dobroudja). Ils seront rejoints par Nicolae Ciolacu qui conduira le mouvement dans le centre de la région. Il sera le seul survivant des Haidouks de Dobroudja et publiera en 1995 un ouvrage complet sur la résistance dans cette région.
Le groupe fut dénommé Les Haidouks de la Dobroudja. Légionnaire macédo-roumain, revenu d'Allemagne avec quelques camarades, Gogu Puiu organisa et structura la résistance en s'appuyant sur de petits noyaux de maquisards par localité, agissant indépendamment, ayant chacun son chef. La coordination sera réalisée par un groupe de commandement communiquant grâce à un système de courriers efficaces. Entre 1947 et 1956, la Dobroudja fut un centre de résistance particulièrement actif, ou de très nombreuses familles furent impliquées ou victimes de la répression communiste. Les combattants seront presque tous abattus par la Securitate, ou succomberont sous la torture. Les survivants seront envoyés en camps de travaux forcés pour le creusement du canal Danube-Mer Noire, des camps de la mort par épuisement où le régime communiste envoyait les opposants ou les intellectuels dont il ne souhaitait pas voir le retour dans la société.
Il existe plusieurs dossiers « Gogu Puiu » au Conseil National pour l’Étude des Archives de la Securitate (CNSAS) , mais les éléments accessibles ne contiennent d'informations précises et détaillées concernant ses activités de résistant. Les informations libres d'accès à son sujet sont partielles, parfois contradictoires et se limitent à des rapports de gendarmerie ou des notes de police couvrant son activité de chef de cellule légionnaire dans les années 1934-1940,. Selon les quelques éléments consultables, il existe apparemment deux dossiers produits par la Securitate, un de 5 volumes sur Gogu Puiu et un autre de 2 volumes sur Olimpia, sa compagne. Cependant, les deux dossiers sont toujours classés secrets et par conséquents innaccessibles, ce qui limite le travail des historiens.
Gogu Puiu est suivi et surveillé dès son engagement légionnaire en 1934 et est considéré par la Securitate comme un « terroriste » et un « fasciste ». Les éléments d'information écrits connus sur ses activités de résistant sont très restreints. Il est cependant presque certain que, selon les archives disponibles et les témoignages recueillis, Gogu Puiu a été en contact avec les services secrets français et américains à Berlin et à Vienne dans les années 1945-1947, puis a été formé à la lutte clandestine et à la guérilla. Charismatique, il laissera la trace d'un combattant courageux, martial et haut en couleur, tel les « haïdouks » des siècles passés. En juillet 1949, il préfère se donner la mort en faisant exploser la grenade dont il ne se séparait jamais, plutôt que de tomber entre les mains des communistes.
L'objectif de la résistance de la Dobroudja était de préparer la Roumanie à l'éventualité d'une guerre entre l'Occident et l'URSS. Dans ce contexte, Gogu Puiu aurait été un agent de liaison et celui qui devait préparer le terrain pour l'arrivée des Américains.

### Ion Gavrilă Ogoranu- Réseau «Carpatin Făgărășan»

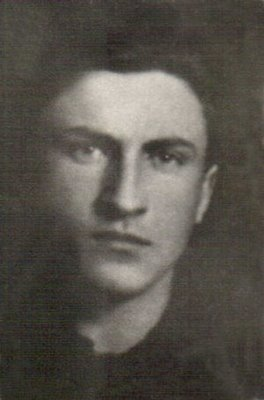
Ion Gavrilă Ogoranu, réseau Carpatin Făgărășan, Monts Făgăraș (nord).

C'est à la suite des arrestations massives de 1947 qui touchent particulièrement des centaines d'étudiants, militaires et légionnaires de la région de Făgăraș, que ceux qui ont échappé à la rafle constituent le groupe Carpatin Făgărășan,,,
La longévité du groupe : 9 ans, s’explique par son organisation militaire et la tactique employée. Aucune centralisation géographique, pas de quartier général, une très vaste zone d'intervention et une grande mobilité, le tout afin de surprendre l'ennemi et rendre les recherches très difficiles. Usant de tactiques de guérilla et se séparant régulièrement en petits groupes pour augmenter ses chances de survie, Grupul Carpatin de Rezistență Națională Armată est particulièrement connu grâce à la survivance de son chef Ion Gavrilă Ogoranu (ro), sa personnalité marquante et ses écrits, qui apportent de nombreux détails sur la survie des partisans en montagne, dans des conditions particulièrement rudes. Légionnaire haut en couleur, fervent croyant, Ion Gavrilă Ogoranu (ro) a marqué les esprits et a même servi d'inspiration pour un film roumain narrant la vie de tous les jours d'un groupe de jeunes résistants anticommunistes. Sur la vingtaine de jeunes qui choisiront de sacrifier leur jeunesse et leur vie sociale pour le combat de la liberté, seuls deux résistants survivront à la traque de la Securitate, la plupart seront soit abattus lors d'escarmouches avec la Securitate, soit trahis par des proches ou des agents infiltrés.

### Toma Arnăuțoiu- Réseau «Haiducii Muscelului»

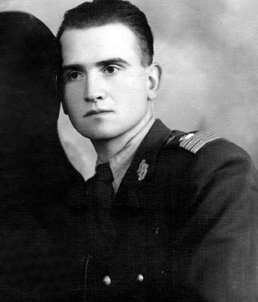
Lieutenant Toma Arnăuțoiu, réseau Haiducii Muscelului, Monts Făgăraș (sud).

Fondé par le lieutenant-colonel Gheorghe Arsenescu et Toma Arnăuțoiu, la longévité est la première caractéristique du groupe de résistants mené par le lieutenant Toma Arnăuțoiu (ro). Les Haïdouks de Muscel ont donné 10 ans de leur vie pour la lutte contre le communisme. Partageant souvent le même sort s'ils étaient pris, de nombreux villageois, et en particulier des femmes courageuses les ont soutenus pendant toute cette période. La plupart des résistants furent exécutés sommairement, les autres ont été jetés en prison pour de longues années dans des conditions inhumaines, où beaucoup n'ont pas survécu. Elisabeta Rizea a échappé à cette fatalité, subissant torture et persécution, elle deviendra un symbole vivant puis une icône de la résistance roumaine. La durée de ce combat a laissé beaucoup de traces dans les archives de la Securitate, permettant ainsi de multiples études et analyses par les historiens. Comme on le retrouve quasi systématiquement dans les rapports et témoignages disponibles sur les réseaux de résistance, c'est par la corruption de ses membres, trahisons et infiltrations que la Securitate met fin à son activité.

### Victor Lupșa- Réseau «Vlad Țepeș II»
Personnage controversé de la résistance de la région de Vrancea, Victor Lupșa était pour certains un chef respecté et dynamique, un colonel formé en Yougoslavie, et pour d'autres un menteur qui n'avait pas dépassé l'école primaire, réformé à cause d'une jambe trop courte, ou encore un espion à la solde de la Securitate et un traître. Les données accessibles et disponibles en 2025 ne permettent pas de trancher la question avec certitude, ni même de savoir dans quelles conditions il a été arrêté en 1955 puis exécuté en 1956. Il semble cependant qu'il s'agissait d'un personnage fantasque usant de mensonges grossiers et exagérations pour convaincre les paysans de se révolter. Il racontera partout qu'il avait le soutien de Tito et des Américains et que ces derniers livreraient armes et matériel. À partir de l'été 1948, Victor Lupșa et Gheorghe Cornelia (« Szarvas ») ont mis en place l'organisation Vlad Țepeș II principalement dans le Județ de Vrancea. Leur objectif était de soulever les populations des régions montagneuses.

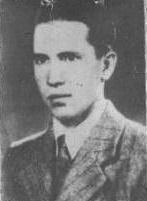
Victor Lupșa.

En 1948, il rédige un tract-manifeste anticommuniste signé de son nom et estampillé par une croix chrétienne entourée de la mention Vlad Țepeș II, et le distribue aux chefs de groupes des différents villages où il a lancé son mouvement. Le message et la référence à un grand prince roumain connu pour son honnêteté et sa droiture, mais aussi pour sa lutte impitoyable contre les voleurs et les envahisseurs turcs, semble avoir séduit les gens simples et facilité la fondation de ce mouvement. Mais des particularismes locaux ont aussi favorisé l'adhésion à cet appel : la mentalité régionale très indépendante (une culture du secret ainsi que des réunions clandestines dans les forêts étaient pratiquées depuis des siècles), une région reculée et arriérée, des accès difficiles, des routes très mauvaises voire inexistantes. Lupșa croyait, comme beaucoup d'autres Roumains, à la venue imminente des Américains pour libérer le territoire des communistes, et agissait en conséquence. Il mit ainsi en place des noyaux de résistance et prépara sans relâche des structures pour permettre une révolte massive. Son organisation était militaire, comprenant même des grades et des signes de reconnaissance visibles. Victor Lupșa prendra contact avec plusieurs groupes civils ou religieux et tentera aussi, mais en vain, de faire passer une enveloppe à la légation américaine. Sa tête étant mise à prix par la Securitate, à partir de février ou mars 1950, il se cachera avec Gheorghe Cornelia dans les montagnes.
L'épisode dit de la Kermesse jettera un trouble sur les intentions réelles de Victor Lupșa,. En effet, dans la nuit du 23 au 24 juillet 1950, un bruit court que le signal du début de la révolte va être donné. 19 villages l'attendent en vain ainsi qu'une aide promise en armes, ravitaillement et équipements qui devaient être parachutés. Une seule commune passera à l'action : Bârsești. Un groupe de paysans armés réussira à arrêter les miliciens et les activistes communistes. Se rendant compte de la fausse alerte en constatant l'inertie de tous les autres villages, les révoltés se réfugieront dans les bois. La plupart seront pris par la Securitate, jugés et envoyés en prison. Plus de 100 partisans se cachaient dans les monts de Vrancea en septembre 1950. Gheorghe Cornelia se donnera la mort en 1951 pour échapper à ses poursuivants communistes et Lupșa se réfugiera dans les forêts de Zagon, son pays. Après plusieurs années de traque et de fuite, le 27 novembre 1955, il finit par se rendre aux autorités de Câmpulung Muscel, déclarant ne pas faire de recours contre la sentence de juin 1951 le condamnant à mort par contumace. Il sera exécuté dans le pénitencier de Iași, le 3 décembre 1956.
Au-delà de la zone d'ombre qui plane sur le personnage de Victor Lupșa, le mouvement Vlad Țepeș II reste, de très loin, le plus important de tous les mouvements de résistance du pays. Des milliers de paysans seront arrêtés et envoyés en prison à la suite de la plus grande opération de répression jamais lancée par la Securitate entre juillet et octobre 1950.

Carte de la Roumanie indiquant par des points rouges les principaux points de résistance armée.

- Portraits de résistants roumains -
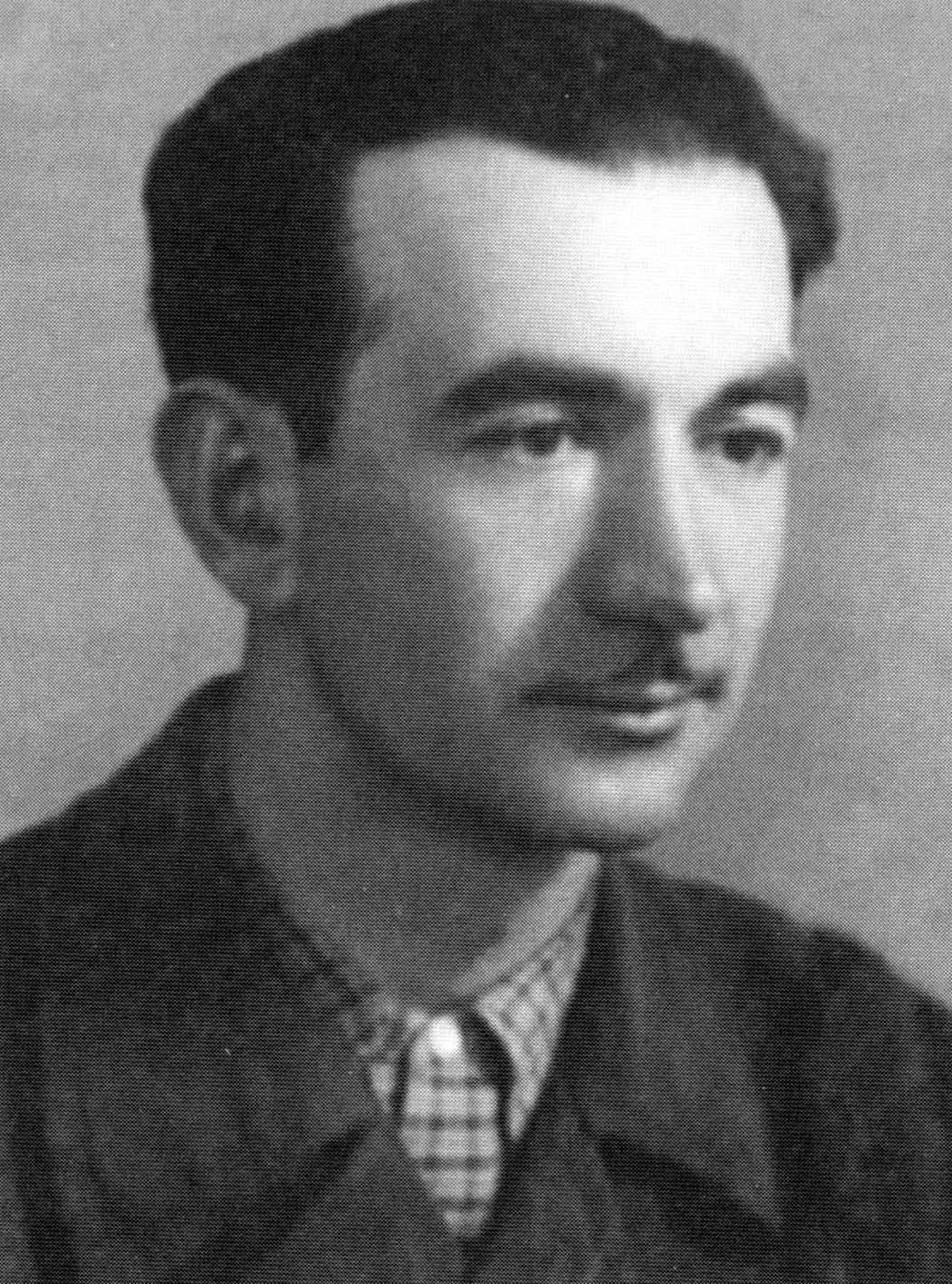
Iosif Capotă, Apuseni.
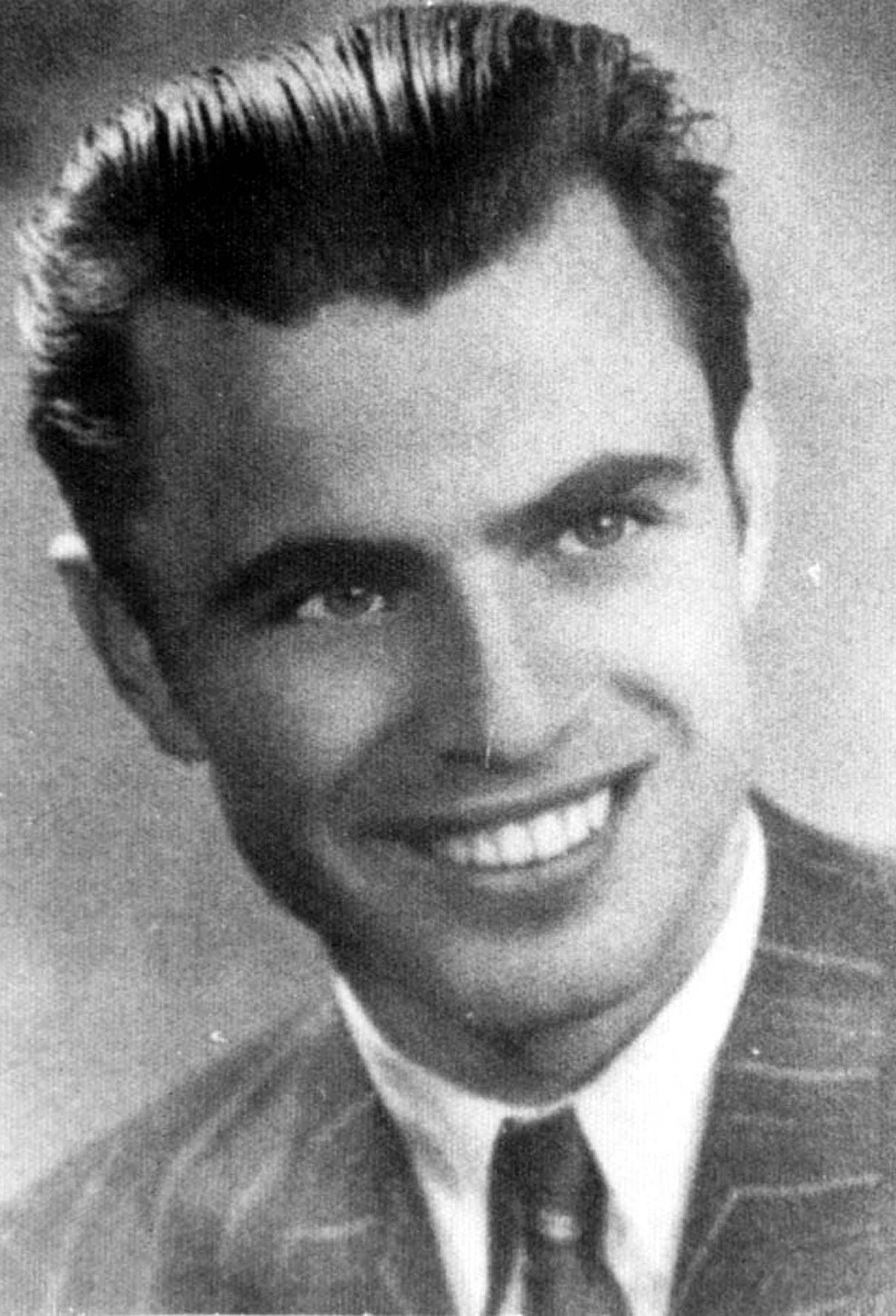
Alexandru Dejeu, Apuseni.
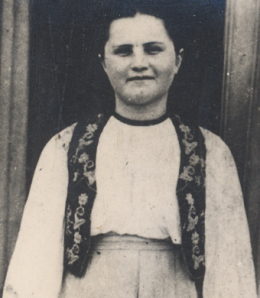
Lucreția Jurj, groupe Teodor Șușman, Apuseni.
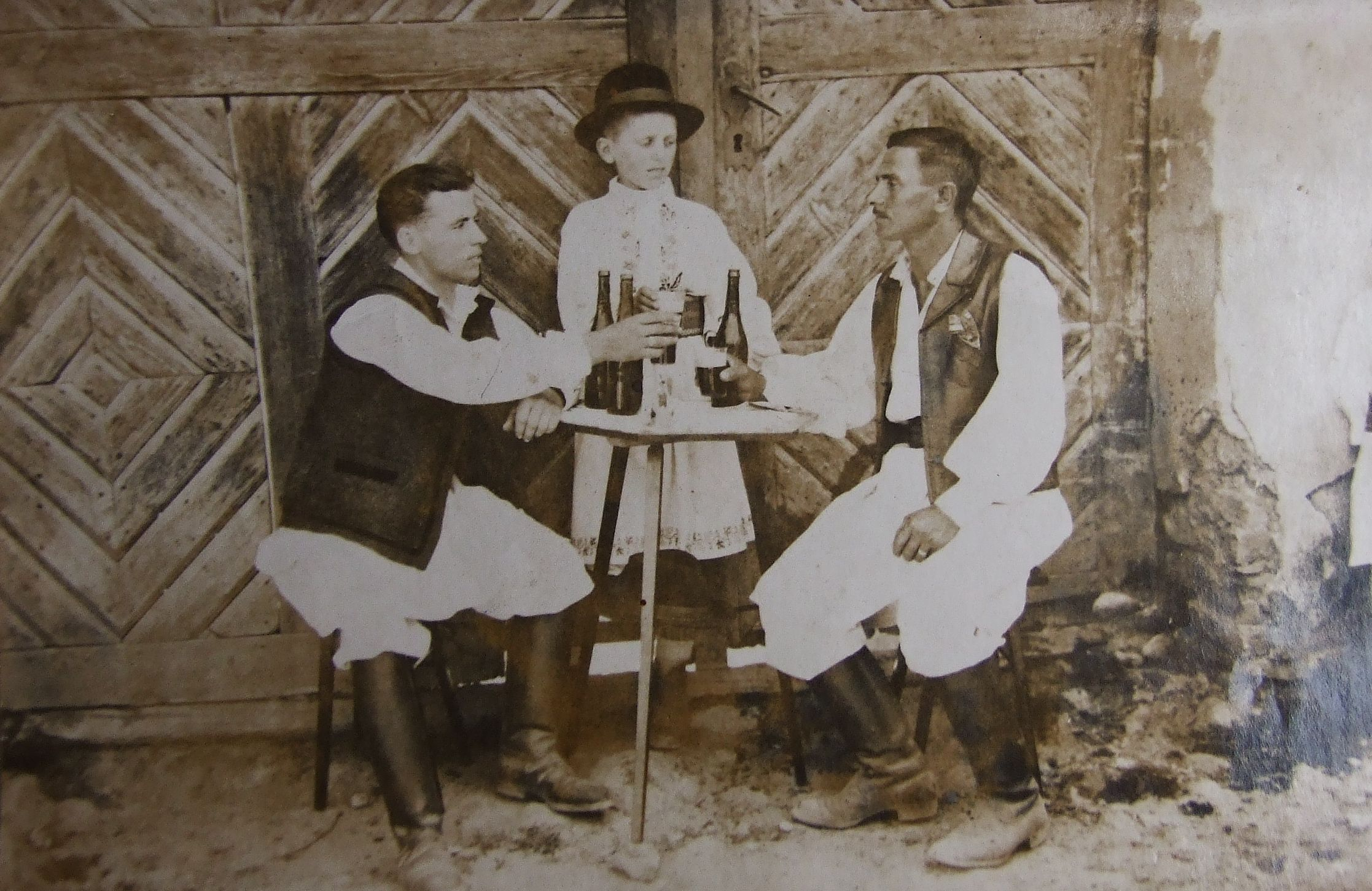
Dumitru Ișfănuț (à droite sur la photo), Banat.
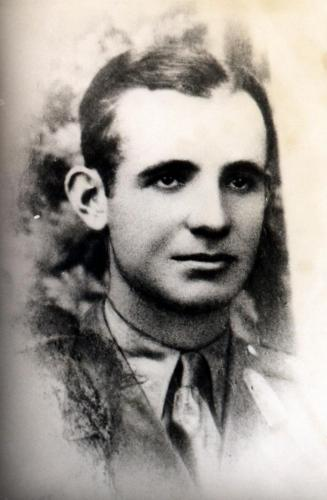
Capitaine Leonida Bodiu, Bistrița-Năsăud - Monts Rodna.
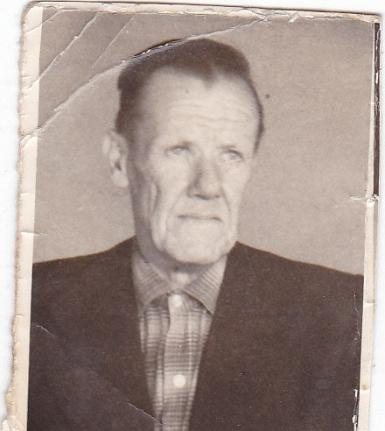
Père Ioan Valeanu, prêtre gréco-catholique[18], groupe du Capitaine Leonida Bodiu, Bistrița-Năsăud - Monts Rodna.
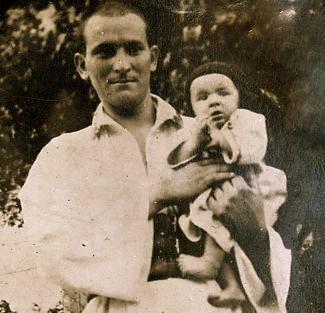
Dumitru Toader, Bistrița-Năsăud - Monts Rodna.
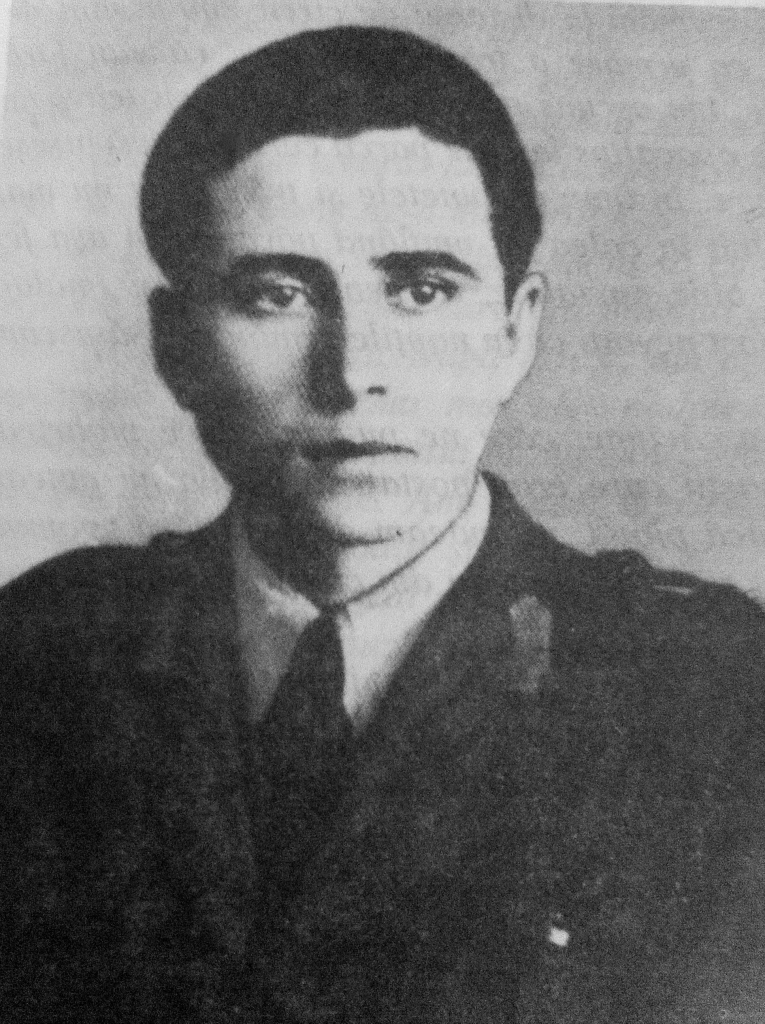
Sergent-Major de gendarmerie Gavril Vatamaniuc, Bucovine.
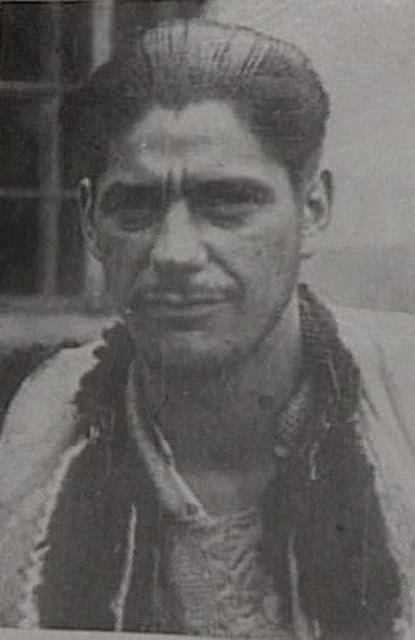
Vasile Motrescu, Bucovine.
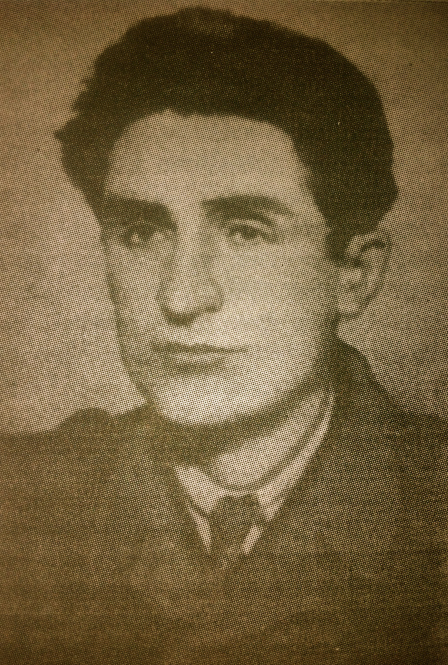
Vladimir Macoveiciuc, Bucovine.
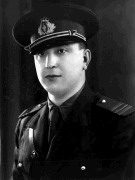
Colonel Gheorghe Arsenescu, Monts Făgăraș (sud).
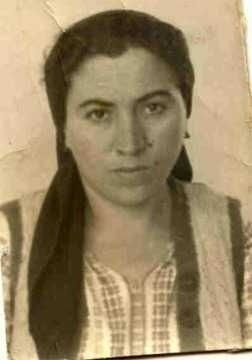
Ana Simion, réseau Haiducii Muscelului, Monts Făgăraș (sud).
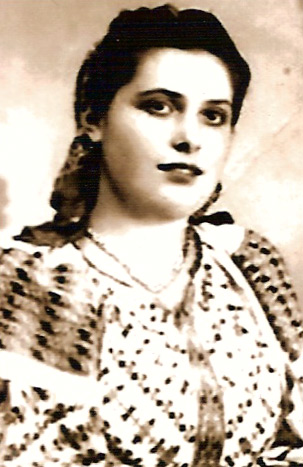
Maria Andreescu (épouse de prêtre orthodoxe), Monts Făgăraș (sud).
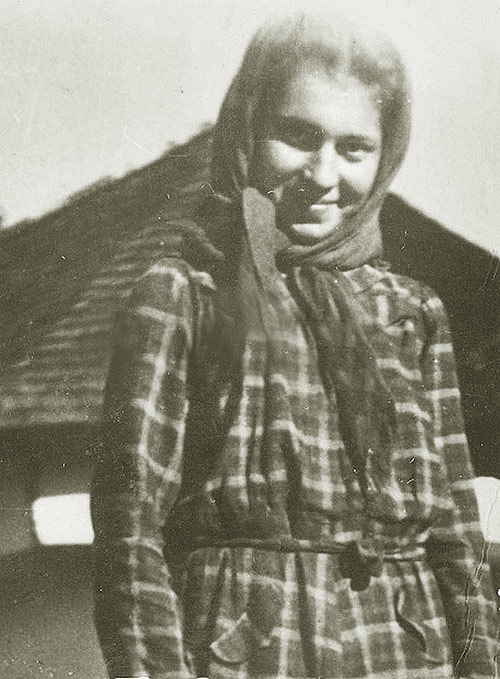
Maria Plop (épouse de Toma Arnăuțoiu), Monts Făgăraș (sud).
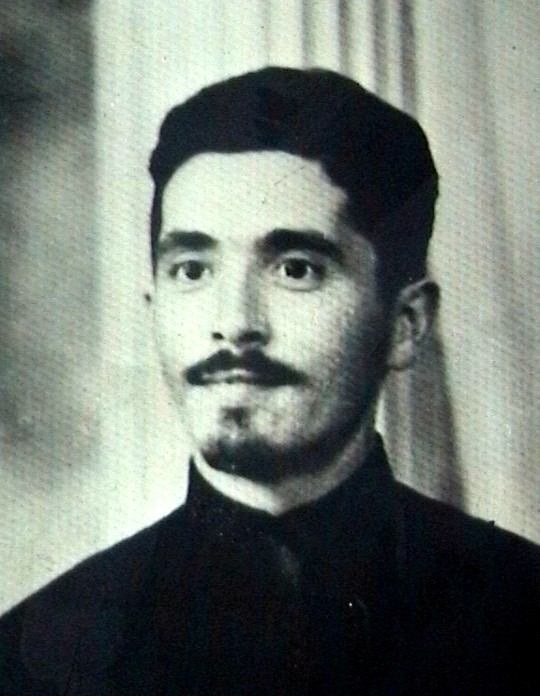
Père Ioan Constantinescu, prêtre orthodoxe, groupe Haiducii Muscelului, Monts Făgăraș (sud).
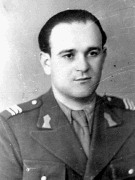
Capitaine Grigore Brâncuși, Gorj.
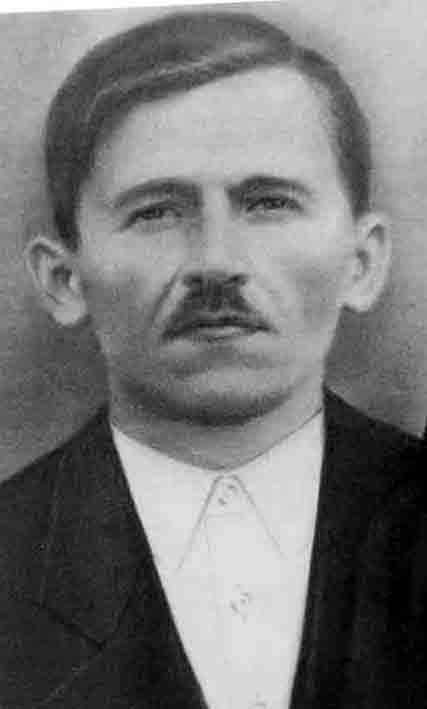
Nicolae Pop, Maramureș.
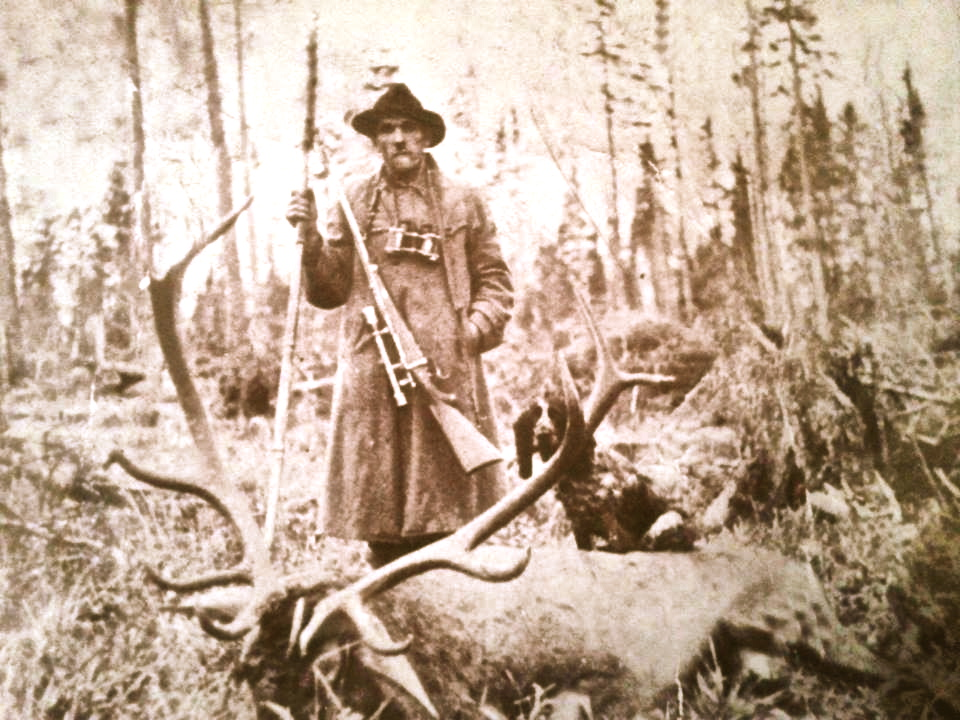
Gheorghe Pașca, Maramureș.
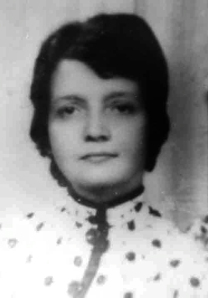
Aristina Pop, réseau Nicolae Pop (son père), Maramureș.
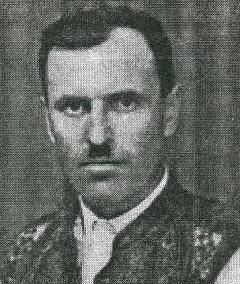
Gavrilă Mihali-Ștrifundă, Maramureș.
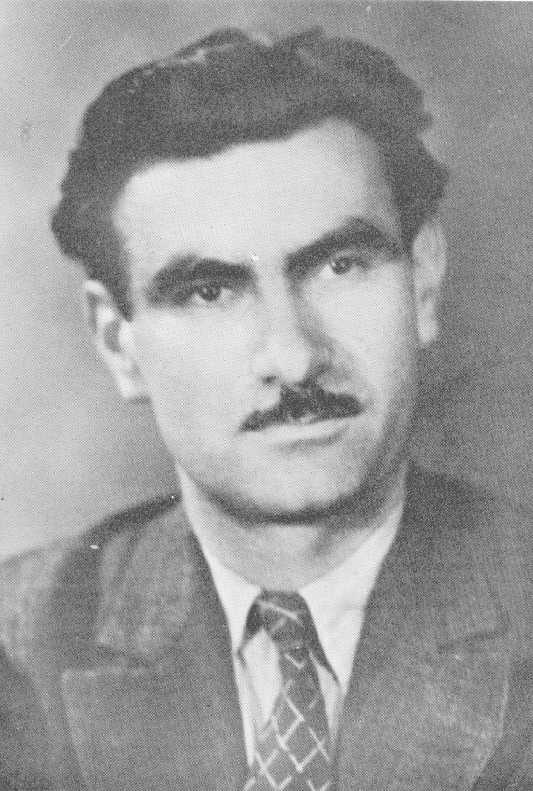
Ică Tănase, légionnaire parachuté en Roumanie en 1953.
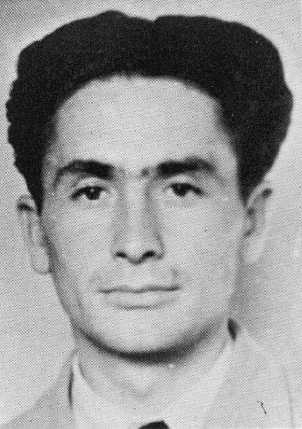
Ion Golea, légionnaire parachuté en Roumanie en 1953.
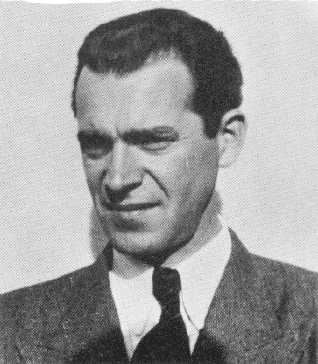
Ion Samoilă, légionnaire parachuté en Roumanie en 1953.
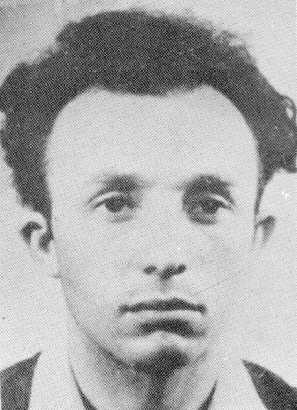
Ion Tolan, légionnaire parachuté en Roumanie en 1953.

## Principaux réseaux de résistance
| Région                        | Zone d'action                                                                             | Nom du groupe | Chef de groupe (principaux membres) | Période   |
| ----------------------------- | ----------------------------------------------------------------------------------------- | --- | --- | --------- |
| Transylvanie                  |                                                                                           | | |           |
| Apuseni                       | Teodor Șușman                                                                             | Teodor Șușman (ro) (Toader -Teodor junior- , Avisalon et Traian Șușman, Nuțu Bortoș, Gheorghe Mihuț, Ion Ciota, Roman Oneț, Mihai Jurj) | 1948-1958 |           |
| Apuseni                       | Partizanii Regelui Mihai - Armata Secretă,                                                | Capitaine Alexandru Suciu (Père Gheorghe Mureșan, Lazăr Bondor, Ionel Manu) | 1948-1950 |           |
| Apuseni                       | Capotă-Dejeu                                                                              | Dr Iosif Capotă et le Dr Alexandru Dejeu | 1947-1957 |           |
| Apuseni                       | Frontul Apărării Naționale, Corpul de Haiduci,                                            | Nicolae Dabija (major) (ro) (les frères Traian et Alexandru Macavei, Sandu Maxim, Sandu Maxim, Cornel Pascu, Iosif Clamba, Ioan Scridon, Titus Onea, Alexandra Pop, Augustin Rațiu, Gheorghe Oprița, Ioan Cigmăianu, Victor Vandor, Viorica Buțuțui) | 1948-1949 |           |
| Apuseni                       | Organizația Cruce și Spadă                                                                | Gheorghe Gheorghiu Mărășești (Gavrilă Fortu, Aurel Potra, Alexandru Covaci, Traian Mereuț, Nicolae Negoiță, Mircea Oprescu, Nicu Boiangiu, Nicolae Pituru, Aurel Ciurcel, Ionel Iordan, Traian Pașca, Ion Torcea) | 1948-1949 |           |
| Apuseni                       | Leon Șușman                                                                               | Leon Șușman (Simion Roșa, Gheorghe Şușman, Vasile Crișan, Ilie Vlad, Teodor Trânca, Vasile Răfăilă, Andrei Bicuț) | 1948-1957 |           |
| Apuseni                       | Ștefan Popa                                                                               | Ștefan Popa (Ioan Robu, Bratu, Nicolae Suciu, Petre Mărgineanu, Silvestru Bolfa, Nicodim Lazăr, Sandu Maxim) | 1948-1949 |           |
| Apuseni                       | Sandu (Alexandru) Maxim                                                                   | Sandu (Alexandru) Maxim (Cornel Pascu, le prêtre gréco-catholique Nicolae Suciu, Petre ou Petru Mărgineanu, Florian Picoș, Mihai Florinc) | 1948-1949 |           |
| Apuseni                       | Frații Spaniol                                                                            | Aron et Vasile Spaniol (Mulea Gavrilă, Popa Romul) | 1948-1950 |           |
| Apuseni                       | Major Emil Oniga                                                                          | Major Emil Oniga | 1948-1949 |           |
| Apuseni                       | Cornel Deac - Nicolae Moldovan                                                            | Cornel Deac (Nicolae Moldovan, Ioan Mărgineanu, Miclea Ilie junior, Miclea Ilie senior) | 1949-1953 |           |
| Apuseni                       | Capitaine Diamandi Ionescu                                                                | Capitaine d'aviation Diamandi Ionescu (Iosif Codoreanu, Simion Gălbează, Victor Marc, Ioan Mârzan, Gheorghe Spulbatu, Victor Lădar, Vasile Marc, Doctor Remus, Simion Grozav, Vasie Vătcă, Constantin Vătcă, Filon Metodie Cirebea, Filip Grozav, Gavril Herculea, Ioan Vlad, Iosif Giurgiu, Ştefan Vătcă, Nicodim Cirebea, Augustin țolea, Iona Ciulea, Ioan Cidrea, Vasile Iancu, Laurențiu Pop junior, Victor Puiu, Gligor Cidrea, Ioan Stoica) | 1949-1950 |           |
| Bistrița-Năsăud               | Haiducii lui Avram Iancu - Divizia Sumanele Negre (ro)                                    | Capitaine Gavrilă Olteanu (Lieutenants Dumitru Șteanță et Nicolae Paleacu) | 1946 |           |
| Bistrița-Năsăud - Monts Rodna | Liga Națională Creștină ou Garda Albă,                                                    | Capitaine Leonida Bodiu (Ioan Burdeț, Dumitru Toader) | 1948-1949 |           |
| Brașov                        |                                                                                           | | |           |
| Crișana et Arad               | Valer Șirianu                                                                             | Valer Șirianu (Général Baloșiu, colonel Rădulescu, dr. Boieriu, PèreTiberiu Dârlea, sous-officier Ion Ardelean, Sabin I.) | 1948 |           |
| Crișana et Arad               | Gligor Cantemir                                                                           | Gligor Cantemir (Ioan Faur de Baltele, Pavel Bacoș de Valea Mare, Hagea Iulian dit Leanu, Dărău Igna de Cil, Ioan Lazăr de Roșia, Ioan Jurcuța, Iulian Hagea, Ioan Lulușa, Pavel Dobre, Pavel Lulușa, Ioan Lupei) | 1947-1952 |           |
| Crișana et Arad               | Mișcarea Națională de Eliberare                                                           | Ioan Blăgăilă (Ioan Grosolina) | 1949-1952 |           |
| Crișana et Arad               | Adrian Mihuț                                                                              | Adrian Mihuț (Gheorghe Poenaru, Pavel Suciu, Moise Sârb, Constantin Buțiu, Pavel Bonța, Gheorghe Maniu, Gheorghe Deheleanu, Simion Văcean, Teodor Ardelean, Virgil Căpitan, Ioan Stoica, Pavel Ignișca, Părintele Ioan Crișan, Aurelia Crișan, Ioan Balaj, Gheorghe Momac, Iacob Opreț) | 1948-1956 |           |
| Monts Făgăraș (Nord)          | Carpatin Făgărășan,                                                                       | Ion Gavrilă Ogoranu (ro) (Ion Ilioiu, Remus Sofonea, Gheorghe Arsu, Virgil Radeș, Gheorghe Șovăială, Ion Chiujdea, Ion Novac, Ion Mogoș, lon-Victor Pica, Nicolae Mazilu, Petre Novac, Jean Pop, Laurian Hașu, Andrei Hașu, Cornel Cîlțea, Marcel Cornea, Gelu Novac, Gheorghe Hașu, Mihai Malgan, Gheorghe Ramba, Dumitru-Bambu Moldovan, Vasile Moldovan, Ion Bărcuț, Toma Pîrîu dit Porîmbu) | 1948-1956 / 1976 |           |
| Monts Făgăraș (Sud)           | Haiducii Muscelului ou Gruparea Nucșoara                                                  | Toma Arnăuțoiu (ro) et le lieutenant-colonel Gheorghe Arsenescu (Petre Arnăuțoiu, Titu Jubleanu, Marina et Ion Chircă, Elisabeta Rizea, Constantin-Tică Jubleanu, Maria Jubleanu, Benone Milea, Virgil Marinescu, Ion Marinescu, Alexandru Marinescu, Gheorghe Mămăligă, Maria Plop, Cornel Drăgoi, Père Ion Drăgoi, Nicolae Ciolan, Mihai Gheorghe, Ion Pățitu, Nicolae Pățitu, Ion Săndoiu, Nicolae Adămoiu) | 1948-1958 |           |
| Monts Făgăraș (Sud)           | Apostol                                                                                   | Dumitru Apostol (Ștefan Ghelmeci, Gheorghe Ștefănescu, Père Nicolae Donescu , Ghe. Dorobanțu, Grigore Dumitrașcu) | 1948-1949 |           |
| Hunedoara                     | Liga Partizanilor Romani din Hațeg                                                        | Lazăr Caragea (Petru Vitan, Iosif Nandra, Costa Ion Catănă, Costa Adam Bălaj, Costa Ion Daru, Costa Ion Daru junior) | 1948-1952 |           |
| Maramureș (Marmatie)          | Grupuri de preoți uniați (dans différents groupes de résistance)                          | (Prêtre gréco-catholique Vasile Chindris, prêtre gréco-catholique Vasile Hotico, nonne gréco-catholique sœur Pelagia Iusco, prêtre gréco-catholique Ioan Dunca Joldea, prêtre gréco-catholique Gheorghe Mureșan, prêtre gréco-catholique călugăr Miclea, prêtre gréco-catholique Eusebiu Cutcan, prêtre gréco-catholique Andrei Biriș, prêtre gréco-catholique Vasile Gherman, prêtre gréco-catholique Emil Riti) | 1948-1967 |           |
| Maramureș (Marmatie)          | Gavrilă Mihali-Ștrifundă                                                                  | Gavrilă Mihali-Ștrifundă | 1945-1949 |           |
| Maramureș (Marmatie)          | Vasile Popșa                                                                              | Vasile Popșa (Ion Popșa, Mihai Sofron, Ioan Rusu, Ioan Hotea zis Hricu, Stefan Tand, Gavrila I. Iusco, Gavrila G. Iusco, Ioan Dunca, Pères gréco-catholiques : Ioan Dunca Joldea, Alexandru Chindriș et Vasile Iusco, Moine Pelagia Iusco, Maria Sas) | 1948-1949 |           |
| Maramureș (Marmatie)          | Grupul Dragomirești                                                                       | Ion Popșa, Vasile Popșa, Ion Ilban (Ilie Zubașcu, Les frères Gheorghe et Dumitru Pașca) | 1949-1956 |           |
| Maramureș (Marmatie)          | Vasile Dunca                                                                              | Vasile Dunca (Părăscău, Șerban Vasile-Simion, frați Gherman, Ion Frunză, frați Șandordin Budești, Ion Andreiea, Vasile Tomoioagă, Gheorghe Dunca) | 1948 |           |
| Maramureș (Marmatie)          | Nicolae Pop                                                                               | Nicolae Pop (Achim et Aristina Pop, Père gréco-catholique Atanasie Oniga, Vasile Pașca, Vasile Hotea, Ioan Mâț, Ilieș Dunca, Gavrilă Dunca, Ioan Hotico, Dumitru Hotico, Vasile Chindriș, Ștefan Chindriș, Dumitru Chindriș, Mircea Dobre, Ioan Rusu, Vasile Tivadar, Vasile Blaga) | 1949-1953 |           |
| Maramureș (Marmatie)          | Gheorghe Pașca                                                                            | Gheorghe Pașca (Ioana Vlad) | 1946-1956 |           |
| Sibiu                         | Groupe Fetea (Pădurile Fetea - Noul Săsesc)                                               | Ionel Golea (Ion Golea, Ștefan Popa, Axente Păcurariu, Ion Samoilă, Vasile Vlad, Șerban Secu, Ion Cristea, Bubu Pintea, dr. Teofil Mija, ing. Aurel Ursu) | 1944-1948 |           |
| Banat                         | Colonel Ion Uță                                                                           | Ion Uță (colonel) (ro) (Mircea Vlădescu, Dumitru Mutașcu, Dumitru Ișfănuț, Duicu și Gheorghe Cristescu, Ilie Cristescu, Nicolae Ciurică) | 1947-1949 |           |
| Banat                         | Organizația Națională Creștină de Luptă Împotriva Comunismului, Partizanii României Mari, | Arcadie Goian (Teodor Vasile, Sever Micula, Emil Casapu, Elena Botez, Gelu Fătăceanu, Mihai Ceclan, Ion Hudiță, Ștefan Oanca, Alexandrina Pretescu) | 1948-1949 |           |
| Banat                         | Groupe de Teregova                                                                        | Notaire Gheorghe Ionescu Spiru Blănaru, Commandeur Petre (ou Petru) Domășneanu, Pavel Stoichescu, Ion Stoichescu, Moise Anculia, Petru Berzescu, Ion Berzescu, Iacob Cimpoca, Tudor Rușeț, Petru Anculia, Iovan Berzescu, Gheorghe Ivănici, Ilie Ghimboașă, Ianăș Grozăvescu, Gheorghe Smultea, Horea Smultea, Romulus Marițescu, Nicolae Ghimboașă, Iancu Ghimboașă, Martin Copăceanu, Gavrilă Stoichescu, Nicolae Ciurică, Romulus Anculia) | 1948-1949 |           |
| Banat                         | Aurel Vernichescu et l'avocat Ioan Târziu                                                 | Aurel Vernichescu et l'avocat Ioan Târziu (Constantin Jumanca, Miron Ivănescu, Sebastian Crăsnaru, Ion Jumanca, Gheorghe Cristea, Victor C. Bisericosul) | 1947-1949 |           |
| Banat                         | Petre (ou Petru) Ambruș                                                                   | Petre (ou Petru) Ambruș | 1948-1950 |           |
| Banat                         | Dumitru Ișfănuț (dit "Sfârloagă")                                                         | Dumitru Ișfănuț et Dumitru Mutașcu (Nistor Duicu, Ioan Caraibot, Victor Curescu, Gheorghe Serengău, Maria Vlădescu, Nicolae Ciurică, Iancu Baderca) | 1949-1954 |           |
| Banat                         | Nicolae Doran                                                                             | Nicolae Doran (Nicolae Popovici, Ilie Dancea, Nicolae Caragea, Nicolae Gîru, Avram Gîru, Pavel Cotârlă, Vasile Martin, Vasile Măran, Pavel Brânzei, Maxim Pârcea, Vichente Dancea, Pavel Andrei, Cornel Lazăr, Nicolae Zarcula, Nicolae Irimia, Adam Măran, Nicolae Murgu, Gheorghe Stoia, Ștefan Luca, Valeriu Lazăr, Ion Andrei, Constantin Coniac, Luca Damaschin, Ioan Botișan, Paul Cojan, Dica Paul Botoș, Strein Olaru, Octavian Botoș, Puiu Roșu, Ion Chirilă și Nicolae Pența) | 1948-1950 |           |
| Banat                         | Dr Liviu Vuc                                                                              | Dr Liviu Vuc (Iosif Hlobil, Virgil Atnagea, Anton Atnagea, Ștefan Drăgan, Ioan Beg) | 1948-1952 |           |
| Moldavie                      |                                                                                           | | |           |
| Bacău                         | "Uturea" ou Gheorghe Ungurașu.                                                            | Gheorghe Ungurașu (Petru C. Baciu, Vasile Ungurașu, Eugen Berza, Petre Dascălu, Gioga Parizian, Mircea Motei Neculai Ungurașu) | 1947-1948 |           |
| Bârlad                        | Constantin Dan                                                                            | Constantin Dan (Nicolae Borca, Costin Rusu) | 1958 |           |
| Suceava Bucovine              | Constantin Cenușă                                                                         | Constantin Cenușă (Vasile Motrescu) | 1948-1951 |           |
| Suceava Bucovine              | Vasile Motrescu                                                                           | Vasile Motrescu | 1948-1958 |           |
| Suceava Bucovine              | Gheorghe Munteanu                                                                         | Gheorghe Munteanu (Sorin Mărgineanu, colonel Vasile Cârlan, Virgil Cârlan, Gavril Poleacu, Costin Polec) | 1948-1950 |           |
| Suceava Bucovine              | Grigore Sandu                                                                             | Grigore Sandu (Dumitru Crăciun, Jenică Arnăutu, Grigorie Chelsoi) | 1949 |           |
| Suceava Bucovine              | Vasile Cămăruță                                                                           | Vasile Cămăruță | 1949-1950 |           |
| Suceava Bucovine              | Gavril Vatamaniuc                                                                         | Gavril Vatamaniuc (ro) (Ion Vatamaniuc, Mereuță Dumitru Constantin, Ion Chiraș et Gheorghe Chiraș, Vasile Motrescu, Vasile Marciuc) | 1948-1955 |           |
| Suceava Bucovine              | Vladimir Macoveiciuc                                                                      | Vladimir Macoveiciuc (Silvestru Macoveiciuc, Sava Onica, Florea Arcade, Anghel Coroamă, Dumitru Bădiliță, Vasile Onica, Simion Tudose, Gheorghe Cârdei) | 1944-1946 |           |
| Suceava Bucovine              | Silvestru Hazmei ou Harsmei,                                                              | Silvestru Hazmei ou Harsmei (Vasile Cujmir, Vasile Sved, Pavel Tiron, Alexandru Țurcanu, Ioan Motrescu, Alexandru Cosovan, Nicolae Preziuc, Gheorghe Horobeț) | |           |
| Suceava Bucovine              | Gărzile lui Decebal                                                                       | Filaret Gămălău et le sous-lieutenant Jenică Arnăutu (Radu Cacina, Strătescu, doctor Vasilache, Aurel Botnariuc, Gheorghe Petrescu, Nicolae Chelsoiu) | 1944-1949 |           |
| Vrancea                       | Groupe Paragină (ou Vrancea)                                                              | Les frères Ion et Cristea Paragină (Mihai Timaru, Aristide Zdru, Abbés Evghenie Hulea et Teodosie Filimon, Gheorghiță Bălan, Aurel Condrea) | 1948-1953 |           |
| Vrancea                       | Gheorghe Militaru (Dumitrești - Vrancea).                                                 | Gheorghe Militaru (colonel Ioan Strâmbei, Victor Isofăchescu, Ionel Militaru, Grigore Cucu, Constantin Cucu, Ioan Cucu) | 1948-1950 |           |
| Vrancea                       | Mâna Albă                                                                                 | Capitaine d'aviation Nicolae Mândrișteanu (Mihai Bragă, Ghiță Bragă, Constantin Bârdan, Gheorghe Sandu, Vasile Călărețu, Constantin Grecea, adjutantul aviator Sandu din Sascut) | 1951 |           |
| Vrancea                       | Organizația Vlad Țepeș II (Vrancea)                                                       | Victor Lupșa (Anton Macovei, Gheorghe Cornelia, Ion Caloianu, Dumitru T. Boștiog, Costică T. Danțiș, Simion Baraghina, Teodor Bușilă, les frères Nicolae et Maftei Dănilă, Pantazică (?), Costică et Gheorghe Pintilie, Luca Bratu, Oprea Roșca, Pompiliu Manoliu, familia Bercuci, Ion Bratu (père), Ion Bratu (fils), Ion Bunghez, Gheorghe Bălan (père), Gheorghiță Bălan (fils), les frères Ion et Gheorghe Brânzaru, Dumitru Rusu, le Père Manole Arghir, Vasile Maftei, Constantin Manoliu, Vasile Matei, Dumitru Botez, Ion Neagu, Victor Isofăchescu, Ionel Militaru, Dinu Bentea, Père Sebastian Popescu, lieutenant-colonel en disponibilité Ion Strâmbei, Dumitru Marola, Constantin Gabrieleanu) | 1948-1950 |           |
| Olténie                       |                                                                                           | | |           |
| Craiova                       | Mişcarea Naţională de Rezistenţă - Général Ion Carlaonț                                   | Ion Carlaonț (ro) ( Gherasim Iscu, colonelul Cărăușu, major Lucian Dimitriu, Constantin Grădinaru, Remus Radina, Tiberiu Țolescu, Ștefan Hălălău, Radu Ciuceanu (ro), Sergiu Mândinescu) | 1948 |           |
| Gorj                          | Capitaine Grigore Brâncuși,                                                               | Capitaine Grigore Brâncuși (Lieutenant-colonel Micandru Ionescu Vintilă, Ion Rădoi, Alexandru Stoichițescu, Constantin Tabacu, Gheorghe Martin, Gheorghe Dineu, Constanța Tabacu et Polina Sîrbulescu) | 1949-1951 |           |
| Vâlcea                        | Partizanii de la Arnota                                                                   | Gheorghe (Ghiță) Piele et Ion Oprițescu (Mihai Moronescu, Ion Costin, Temistocle Tomescu, Ștefan Teodorescu, Ion Constantin, Gabriel Bălănescu, Mircea Măzărean, Mișu Ocneriu, Constantin Văduva, Nicolae I. Constantin, Ioan Pavel zis Bostan, Gheorghe Popescu, Gheorghe Ionescu zis Brusture, Gheorghe Șitoianu, Peiciu Oprea, Ion Marinovici, Gheorghe Popescu, Constantin Ciorgan, Aristide Ionescu, Nicolae Păunescu, Ioan Chițoiu, Emil Sanfrancisco, Ioan Teodorescu, Ionescu Gheorghe (étudiant), Banu Petre, Ghiţă Băncescu Starovici (étudiant en 2ème année d'architecture), Nicolae Ştefan (electricien), Adrian Mohora (étudiant en 4ème année), Gheorghe Huţanu (ouvrier à l'Atelier C.F.R. de Paşcani), Nicolae Anghel (maçon de Râmnicu-Vâlcea), Ionescu Gheorghe, Văduva Constantin, Şitoianu Gheorghe, Pavel Ion, Nicolae Constantin, Ion Oprițescu, Ștefan Cetățeanu, Gheorghe Popescu, Nicolae Tărășescu, Ion Cetăţeanu, Mircea Măzăreanu, Ion Martin) | 1948-1949 |           |
| Dobroudja                     |                                                                                           | | |           |
| Dobroudja                     | Haiducii Dobrogei,                                                                        | Gogu Puiu (ro), responsable pour la zone Sud et chef pour l'ensemble de la région (Nicolae et Dumitru Fudulea, responsables pour la zone Nord, Nicolae Ciolacu, responsable pour la zone Centre, Gheorghe Filiu, Les frères Croitoru, Niculae Trocan, Gheorghe Garofil, Stere Piștalu, Gogu Minai, Gheorghe Moceanu, Gheorghe Manafu, lancu Zoricu, lancu Pirnea, professeur Florian, Iancu Ghiuvea, Iancu Beca, Cioșca, Stila Timu, Constantin Ghiță, Nicolae Conic, Gheorghe Grasu, Stere Grasu, Adam Ciungu, Stere Niculescu, Stere Hapa, Nicolae Hașoti, Iancu Cușu, Gheorghe Filiu, Père Mihăilescu, Nicolae Cocoș, Vasile Baciu, Gheorghe Dinu dit Donica, Niculae Jipa, Gica Perifan, Gheorghe Cresu, Gheorghe Gulea, Stila Timu, Plutonier Cenuse, Stere Stercu, Avganti, Nicu Marin, Toma Vasile, Gheorghe Arau, Ion Cotan, Stere Alexe) | 1947-1952 |           |
| Bessarabie (RSSM) ,           | Ungheni                                                                                   | Armata Neagră (ro) | Teodor Coșcodan, Ion Ganea, Vasile Plașca, Simion Alexa, Gavril Bodiu, Gheorghe Bogatu, Ion Coșcodan, Hariton Ciolpan, Pavel Cațer, Mihail Jardan, Grigore Iovu, Grigore Herța, Maria Buruiană | 1949-1950 |
| Bessarabie (RSSM) ,           | Bălți                                                                                     | Sabia Dreptății (Épée de la Justice) (ro) | Ion Moraru, Eugen Guțu, Mihail Gheorghelaș, Pavel Istrati, Vasile Oleinic, Alexandru Bobeică, Petru Lungu, Vasile Țurcanu, Chiril Morărescu, David Leahu | 1947-1950 |
| Bessarabie (RSSM) ,           | Bălți                                                                                     | Uniunea Democratică a Libertății (Union démocratique de la liberté) (ro) | Anatol Miliutin, Nicolai Postol, Boris Novac, Vasile Barbovschi, Vasile Hriplivâi, Piotr Kapusta, Simion Untu, Alexei Coval, Sava Lopatinski, Kondrat Boris, Maxim Hrapcenkov, Artiom Borisov, Porfirii Silivestrov, Ivan Kovaliov, Akim Borisov, Ivan Eșan, Alexandr Korceak, Grigori Pelevaniuc, Mihail Doneț, Dumitru Pădureț, Alexandru Gonța, Djupo Golentunder, Nicolai Usatâi | 1951-1952 |
| Bessarabie (RSSM) ,           | Soroca                                                                                    | Arcașii lui Ștefan (Les archers d'Étienne) (ro) | Vasile Bătrânac, (les frères ?) Ion et Maxim Brumă, Pricopie Trofim, Vasile Cvasniuc, Vasile Băleanu, Mihail Ursachi, Teodor Colesnic, Vasile Cibotaru, Victor Solovei, Nicolae Prăjină, Teodosie Guzun, Anton Romașcan, Nichita Brumă | 1945-1947 |

## Institutions publiques relatives à la mémoire
- Institutul de Investigare a Crimelor Comunismului și Memoria Exilului Românesc - Institut de recherche sur les crimes du communisme et la mémoire de l'exil roumain ou (IICCMER) : une institution d’État dont le président est nommé par le gouvernement roumain[102].
- Centrul de Studii asupra Comunismului și Postcomunismului - Centre de recherche sur le communisme et le postcommunisme) : institution dépend conjointement de l'IICCMER et de la faculté d'histoire de l'université Alexandru Ioan Cuza de Iași.
- Consiliul Național pentru Studierea Arhivelor Securității - Conseil National pour l’Étude des Archives de la Securitate ou CNSAS : institution d’État dont le président est nommé par le gouvernement roumain. Les membres du Collège (de direction) sont proposés par les différents pouvoirs et nommés par le Parlement. Il comprennent un représentant de la société civile, proposé par le Président de la Roumanie ; un représentant de la société civile, proposé par le Premier ministre ; et neuf membres, sur proposition des groupes parlementaires, selon la configuration politique des deux Chambres. Sur la base d'un rapport conjoint, établi par les commissions juridiques de la Chambre, Les députés et le Sénat réunis en séance commune nomment les membres du Collège pour une durée de 6 ans[Notes 14].
- Arhivele Naționale ale României - Archives nationales roumaines : institution d’État dont le président est nommé par le gouvernement roumain.
- Institutul Național pentru Studiul Totalitarismului - Institut national pour l’étude du Totalitarisme) ou INST : entité de l'Académie roumaine.

## Organisations non gouvernementales et initiatives privées sur la résistance ou la mémoire
- (ro) Association des Anciens Détenus Politiques de Roumanie - Asociația foștilor deținuți politici din România. Fondée en janvier 1990, l’Association des Anciens Détenus Politiques défend la mémoire de la répression communiste et conserve les témoignages oraux de ses membres. L'association se bat aussi pour faire reconnaître l'ampleur de la persécution communiste et faire condamner les crimes et les abus du régime communiste.
- (ro + fr + en + de) La Fondation Academia Civică administre le Mémorial des victimes du communisme et de la résistance au musée du Sighet, ainsi que le Centre international d’études sur le communisme (CIEC) de Bucarest, dédié à la mémoire des victimes du communisme et à la résistance roumaine. La page d'accueil du site décrit les objectifs de la Fondation : « La victoire la plus importante du communisme, dont on ne s’est rendu compte qu’après 1989, a été la création de l’individu sans mémoire, le soi-disant homme nouveau, qui ignore qui il était, ce qu’il possédait et ce qu’il faisait avant le communisme. Le Mémorial des Victimes du Communisme et de la Résistance se propose de contrecarrer cette victoire et de raviver la mémoire collective. Le Mémorial se compose du Musée de Sighet et du Centre International d’Etudes sur le Communisme, dont le siège se trouve à Bucarest et qui organise chaque année l’Ecole d’Eté de Sighet. Il est une institution de la Mémoire, unique en son genre en raison du fait qu’il est à la fois un institut de recherche, de muséographie et d’enseignement ».
- (ro) Fondation Culturelle Memoria Fundația Culturală MEMORIA. Créée juste après la révolution de 1989 par Banu Rădulescu, son fondateur, écrivain et ancien détenu politique. Elle vise à porter à la connaissance du public les crimes et des abus du communisme. La Fondation édite sur papier et sur internet mémoires de prison et de déportation ainsi que témoignages de résistants. La revue Mémoire, la revue de la pensée arrêtée a pour mission la dénonciation du communisme. Elle est dédiée aux témoignages des anciens détenus politiques, elle est éditée par la fondation sous l'égide de l'Union des Écrivains Roumains - Memoria ONLINE. Le premier numéro de la revue Memoria, Revista gândirii arestate fut édité en 1990.
- (ro) Le Procès du communisme Procesul comunismului, contrarevolutiei și tranzitiei criminale. Site créé en 2004 rassemblant témoignages, livres et photographies des victimes du communisme, en préparation pour un procès du communisme en Roumanie. Cette initiative de Cicerone Ioniţoiu (ro) pour promouvoir un procès du communisme a permis de déposer une requête à la CEDH en 2013 pour reconnaitre le caractère criminel de ce régime.
- (ro) Site internet Memoria.ro, bibliothèque numérique d'interviews, mémoires, études et histoires orales ainsi que de livres et images de l'histoire récente de la Roumanie - Memoria.ro.
- (ro) Centre de recherche sur les crimes du communisme de Roumanie ou CICCR Centrul de Investigare a Crimelor Comunismului : institution privée indépendante de l’État roumain, fondé par Marius Oprea en 2010, et soutenu par la Fondation Konrad Adenauer, développée dans le cadre de l'Association pour la mémoire des victimes du communisme - Centrul de Investigare a Crimelor Comunismului[Notes 15]. Le Centre semble ne plus avoir d'activité depuis 2013.
- (ro) Mémoire de la résistance par d'anciens détenus politiques roumains (association "Cei 40 de Mucenici") - Memoria Rezistenței.
- (ro) Série documentaire le Mémorial de la Souffrance, une suite de 250 documentaires réalisés par Lucia Hossu Longin (ro) sur les résistants qui ont survécu à la dictature communiste. Elle contient de nombreux documentaires, témoignages et interviews d'opposants ou de résistants torturés et emprisonnés par la Securitate, mais aussi de tortionnaires, sécuristes et directeurs de prisons communistes : Memorialul Durerii / O istorie care nu se învață la școală. La plupart des documentaires (plus de 250) sont disponibles sur le site officiel TVR sur YouTube : TVR YouTube - Recherche sur Memorialul Durerii. Devenus un véritable monument d'histoire, les 120 premiers numéros ont été rachetés par le Congrès américain et sont en accès libre - Page internet "Youtube" de la TVR présentant les 120 documentaires historiques de la série Memorialul Durerii : TVR - Memorialul Durerii. O istorie care nu se invata la scoala.
- (ro + fr + en) Site internet : Toma Arnăuțoiu 1921-1959 | Memorial Toma Arnăuțoiu, Biographie, photographies et documents sur le lieutenant Toma Arnăuțoiu (ro). Le site appartient à sa créatrice Ioana Raluca Voicu-Arnăuțoiu -  Toma Arnăuțoiu.
- (ro) Site internet Les Héroïnes Nucșoara, un site consacré aux femmes combattantes dans la résistance anticommuniste. Le site appartient à sa fondatrice Ioana Raluca Voicu-Arnăuțoiu - Eroine Nucșoara.
- (ro) Association Gogu Puiu, consacrée à la mémoire du combattant anticommuniste du même nom. Il a été créé par sa petite fille Elena Rădulescu - Gogu Puiu - Asociația „Gogu Puiu și Haiducii Dobrogei”. Au-delà de la mise à disposition d'informations historiques sur le combattant et son groupe, l'association est particulièrement active par le biais d'actions culturelles, d'événements commémoratifs, de lancements de livres, de projections de films, de concerts, d'événements artistiques, de camps sport-études et de projets éducatifs.
- (ro) Fondation Ogoranu, consacré à la mémoire du combattant anticommuniste Ion Gavrilă Ogoranu (ro) - Fundatia Ion Gavrilă Ogoranu. La fondation organise différents évènements commémoratifs, des expositions et interventions d'anciens prisonniers politiques dans les lycées, ainsi que des visites au fort de Jilava en partenarait avec l'association Gogu Puiu și Haiducii Dobrogei.
- (ro + fr + en) Despre demnitate - Povestea unor oameni (aproape) necunoscuți - Site : Le livre sur la dignité - L'histoire de quelques hommes presque inconnus, par Alexandru Pătrașcu.

- Une initiative originale sur la mémoire de la résistance roumaine. Dédié à ceux qui ont gardé leur dignité pendant la terreur communiste, le site a pour ambition la diffusion du savoir sur cette période auprès du grand public. Le livre qui a été publié est le résultat d'essais, d'interviews de maquisards ou de leurs proches, mais aussi d'émotions et de réactions des lecteurs sur la résistance roumaine. Plusieurs pages ont été traduites en français et en anglais. Voici l'esprit du site tel qu'il est décrit sur la page Le livre de la Dignité : Qu’en savons-nous, en dehors des idées reçues ? Assez peu de choses finalement. L’une des idées les plus malheureuses est que le phénomène de la résistance anticommuniste des montagnes roumaines est unique au monde. Pourquoi s’acharner à rechercher cette originalité ? À quoi cela sert-il ? Il a déjà été prouvé, par des moyens très simples, que cette idée d'unicité est aussi grotesque qu'une autre affirmant que tous les combattants des montagnes étaient des gens d’extrême droite. C'est faux, même si, parmi eux, il y avait aussi des légionnaires.
- Le blog a été publié sous le titre : Cartea despre demnitate, Alexandru Pătrașcu, préface de Marius Ghilezan, Editura Virtuală, Bucarest, 2012,  (ISBN 978-606-93389-1-9).

### Sources principales

#### Livres
- (ro) Cicerone Ionițoiu, Rezistența anticomunistă din munții României, 1946-1958 [« La résistance anticommuniste dans les montagnes roumaine »], Bucarest, Gîndirea Românească, 1993, 2e éd. (ISBN 973-95668-0-4, OCLC 636590060, présentation en ligne, lire en ligne).
- (ro) Ion Gavrilă Ogoranu (en), Brazii se frâng, dar nu se îndoiesc [« Les sapins se brisent mais ne ploient pas au vent, Vol. I »], vol. I, Timișoara et Baia Mare, Editura Marineasa puis Editura Marist, 2009, 2e éd. (1re éd. 1993 / 1995) (ISBN 978-973-95729-4-1 et 973-95729-4-4, présentation en ligne).
- (ro) Ion Gavrilă Ogoranu (en), Brazii se frâng, dar nu se îndoiesc [« Les sapins se brisent mais ne ploient pas au vent, Vol. II »], vol. II, Timișoara et Baia Mare, Editura Marineasa puis Editura Marist, 2009, 2e éd. (1re éd. 1996) (ISBN 978-973-9185-11-0 et 973-9185-11-8, présentation en ligne).
- (ro) Ion Gavrilă Ogoranu (en) et Lucia Baki Nicoara, Brazii se frâng, dar nu se îndoiesc [« Les sapins se brisent mais ne ploient pas au vent, Vol. III »], vol. III, Timișoara et Făgăraș, Editura Marineasa puis Editura Mesagerul de Făgăraș, 2011, 2e éd. (1re éd. 1999) (ISBN 978-973-85045-8-5 et 973-85045-8-9, présentation en ligne).
- (ro) Ion Gavrilă Ogoranu (en), Brazii se frâng, dar nu se îndoiesc [« Les sapins se brisent mais ne ploient pas au vent, Vol. IV »], vol. IV, Făgăraș, Editura Mesagerul de Făgăraș, 2004 (ISBN 973-85045-6-2, présentation en ligne).
- (ro) Ion Gavrilă Ogoranu (en), Brazii se frâng, dar nu se îndoiesc : La pas prin Frăția de Cruce [« Les sapins se brisent mais ne ploient pas au vent, Vol. V »], vol. V, Madrid, Editura Mișcării Legionare, 2006 (ISBN 973-99293-2-X, présentation en ligne).
- (ro) Ion Gavrilă Ogoranu (en), Brazii se frâng, dar nu se îndoiesc : Episcopul Ioan Suciu în față furtunii [« Les sapins se brisent mais ne ploient pas au vent, Vol. VI. L'évêque Ioan Suciu face à la tempête »], vol. VI, Cluj, Editura Viața Creștină, 2006 (ISBN 973-674-055-2, présentation en ligne).
- (ro) Ion Gavrilă Ogoranu (en), Brazii se frang, dar nu se indoiesc. Volumul VII: Miscarea de rezistenta din Muntii Apuseni [« Les sapins se brisent mais ne ploient pas au vent. Vol. VII - La résistance anticommuniste des Monts Apuseni. »], vol. VII, Baia Mare, Editura Marist, 2007 (ISBN 978-973-8935-44-0 et 973-8935-44-X, présentation en ligne, lire en ligne).
- (ro) Nicolae Ciolacu, Nicolae Ciolacu : Haiducii Dobrogei. Rezistența armată în Munții Babadagului, Dobrogea [« Nicolae Ciolacu - les Haïdouks de Dobrouja. La résistance armée dans les monts de Babadag, en Dobroudja »], Hallandale, Florida, Colectia „Omul Nou”, 1995 (lire en ligne).
- (ro) Cicerone Ionițoiu, Cartea de Aur a rezistenței românești împotriva comunismului [« Le livre d'Or de la Résistance roumaine contre le communisme »], vol. I et II, Bucarest, Editura Hrisovul, 1995 et 1996, 365 et 347 p. (présentation en ligne).
- (ro) Petre Baicu et Alexandru Salcă, Rezistența în munți și orașul Brașov (1944-1948) [« La résistance dans les montagnes et dans la ville de Brașov »], Brașov, Editura Transilvania Express, 1997 (ISBN 978-973-97758-8-5, présentation en ligne).
- (ro) Elena Postică, Rezistenta antisovietica în Basarabia : 1944-1950 [« La résistance antisoviétique en Bessarabie »], Intreprinderea Editorial-Poligrafica Stiinta, 1997 (ISBN 9975-67-045-8, ElenaCosticaUniuneaDemocraticaALibertatii).
- (ro) Adrian Brișcă et Radu Ciuceanu (ro), Rezistența armată din Bucovina. 1944-1950 [« La Résistance armée de Bucovine. 1944-1950. »], vol. I, Bucarest, Institutul Național pentru Studiul Totalitarismului (INST), 1998, 419 p. (ISBN 973-0-00574-5, présentation en ligne).
- (en) Dennis Deletant, Communist Terror in Romania : Gheorghiu-Dej and the Police State, 1948-1965 [« la terreur communiste en Roumanie : Gheorghiu-Dej et l’État policier »], Londres, Hurst, 1999, 351 p. (ISBN 978-1-85065-386-8, présentation en ligne, lire en ligne).
- (ro) Atanasie Berzescu, Lacrimi și sânge. Rezistența anticomunistă armată din munții Banatului [« Larmes et sang. La Résistance anticommuniste armée des montagnes du Banat »], Timișoara, Editura Marineasa, 1999 (ISBN 973-9485-31-6, lire en ligne).
- (ro) Nicoară Timiș, Legendarul Găvrilă Mihali Ștrifundă din Borșa [« Le légendaire Găvrilă Mihali Ștrifundă de Borșa »], Cluj, Editura Societății Culturale Pro Maramureș Dragoș Vodă, 2000 (ISBN 973-99215-9-0, présentation en ligne).
- (ro) Mihai Timaru, Destinul unui ofițer : amintiri [« Le destin d'un officier »], Bucarest, Fundația Academia Civică, 2000, 99 p. (ISBN 973-99605-9-6, présentation en ligne).
- (ro) Adrian Brișcă, Rezistența armată din Bucovina 1950-1952, Vol II [« La Résistance armée de Bucovine, Second volume : 1950-1952 »], vol. II, Bucarest, Institutul Național pentru Studiul Totalitarismului (INST), coll. « Colecția Documente », 2000 (ISBN 973-0-02132-5, présentation en ligne).
- (ro) Radu Ciuceanu (ro), Octavian Roske et Cristian Troncotă, Începuturile miscarii de rezistenta în România : iunie-noiembrie 1946 [« Les débuts du mouvement de résistance en Roumanie, vol II : juin-novembre 1946 »], vol. II, Bucarest, Institutul Național pentru Studiul Totalitarismului (INST), 2001 (ISBN 973-85454-3-9, présentation en ligne).
- (ro) Cezar Zugravu, O istorie a rezistenței și a represiunii: 1945-1989 [« Une histoire de la résistance et de la répression : 1945-1989 »], Iași, Tipo Moldova, 2002 (présentation en ligne).
- (ro) Doru Radosav, Almira țetea, Cornel Jurju, Valentin Orga, Florin Cioșan et Cosmin Budeancă, Universitatea Babeș-Bolyai - Institutul de Istorie Orală, Rezistența anticomunistă din Apuseni. Grupurile : "Teodor Şușman", "Capotă-Dejeu", "Cruce și Spadă" : studii de istorie orală [« La résistance anticommuniste des Apuseni. Les groupes "Teodor Şușman", "Capotă-Dejeu", "Cruce și Spadă" : études d'histoire »], Cluj, Editura Argonaut, coll. « Documente-Istorie-Marturii », 2003 (ISBN 973-7710-12-6, présentation en ligne).
- (ro) Florica Dobre (Coord.), Florian Banu, Camelia Duică, Silviu B. Moldovan, Elis Neagoe et Liviu Țăranu, Consiliul Național pentru Studierea Arhivelor Securității (C.N.S.A.S), Bande, bandiți și eroi : Grupurile de rezistență și Securitatea (1948-1968) [« Bandes, bandits et héros - Les groupes de résistance et la Securitate (1948-1968) »], Bucarest, Editura Enciclopedică, 2003 (ISBN 973-45-0436-3, présentation en ligne).
- (ro) Gheorghe Onișoru (coordinateur), Consiliul Național pentru Studierea Arhivelor Securității (C.N.S.A.S), Mișcarea armată de rezistență anticomunistă din Romania. 1944-1962 [« Les mouvements armés de résistance anticommuniste en Roumanie. 1944-1962 »], Bucarest, Editura Kullusys, 2003, 448 p. (ISBN 978-973-86421-1-9, présentation en ligne).
- (ro) Denisa Bodeanu et Cosmin Budeancă, Rezistența armată anticomunistă din România. Grupul „Teodor Șușman” (1948-1958). Mărturii [« La Résistance armée anticommuniste de Roumanie. le groupe « Teodor Șușman » (1948-1958). Témoignages »], Cluj, Editura Argonaut, 2004 (ISBN 973-7710-47-9, présentation en ligne).
- (ro) Adrian Brișcă, Rezistența armată din Banat vol. I, 1945-1949 [« La Résistance armée du Banat vol. 1, 1945-1949 »], vol. I, Bucarest, Institutul Național pentru Studiul Totalitarismului (INST), 2004 (ISBN 973-86654-2-6, présentation en ligne, lire en ligne).
- (ro) Constantin Hrehor, Muntele mărturisitor. Anii Rezistenței : Anii Suferinței [« Le mont confesseur. Des années de la Résistance / Des années de Souffrance »] (Recueil du témoignage oral de Gavril Vatamaniuc), Iași, Editura Timpul / Apologeticum, 2004 (1re éd. 2002) (ISBN 973-612-042-2, présentation en ligne, lire en ligne).
- (ro) Marian Cojoc, Rezistența armată din Dobrogea, 1945-1960 [« La Résistance armée de Dobroudja »], Bucarest, Institutul Național pentru Studiul Totalitarismului (INST), 2004 (ISBN 973-86654-2-6, présentation en ligne).
- (ro) Adrian Brișcă, Jurnalul unui partizan : Vasile Motrescu și rezistența armată din Bucovina, 1944-1958 [« Le journal d'un partisan : Vasile Motrescu et la Résistance armée de Bucovine »], Bucarest, Institutul Național pentru Studiul Totalitarismului (INST), 2005, 239 p. (ISBN 973-7861-05-1, présentation en ligne, lire en ligne).
- (ro) Viorel Rus, Rezistența anticomunistă în județul Bistrița-Năsăud (1945-1989) [« La résistance anticommuniste dans le comté de Bistrița-Năsăud (1945-1989) »], Bistrița, Editura Ioan Cutova, 2005 (ISBN 978-973-87670-0-3, présentation en ligne, lire en ligne), article "Trei martiri ai rezistenței anticomuniste din județul Bistrița-Năsăud Leonida Bodiu, Toader Dumitru și Ioan Burdeți" (Trois martyrs de la résistance anticommuniste du comté de Bistrița-Năsăud : Leonida Bodiu, Dumitru Toader et Ioan Burdeți), pages 79-91.
- (ro) Camelia Ivan Duică, Rezistența anticomunistă din Maramureș. Gruparea Popșa (1948-1949) [« la Résistance armée du Maramureș. Le groupement Popșa (1948-1949) »], Bucarest, Institutul Național pentru Studiul Totalitarismului (INST), 2005 (ISBN 973-7861-03-5, présentation en ligne).
- (ro) Comisia Prezidențială pentru Analiza Dictaturii Comuniste din România et Vladimir Tismăneanu (Président de la Commission), Comisia Prezidențială pentru Analiza Dictaturii Comuniste din România : Raport final [« Commission Présidentielle pour l'Analyse de la Dictature Communiste en Roumanie - Rapport Final »], Bucarest, Présidence roumaine, 2006 (lire en ligne).
- (ro) Dorin Dobrincu et Coordinateur scientifique Dr. Ioan Ciupercă professeur universitaire, Rezistența armată anticomunistă din România (1944 la începutul anilor '60) [« La Résistance armée anticommuniste de Roumanie (De 1944 au début des années 1960) »] (thèse de doctorat), Iași, Universitatea Alexandru Ioan Cuza Falcultatea de Istorie, 2006 (présentation en ligne).
- (ro) Cosmin Budeancă et Denisa Bodeanu, Universitatea Babeș-Bolyai - Institutul de Istorie Orală, Rezistența anticomunistă din România. Grupul Capotă-Dejeu (1947-1957). Mărturii [« La résistance anticommuniste de Roumanie. Le groupe Capotă-Dejeu (1947-1957). Témoignages »], Cluj, Editura Argonaut, coll. « Documente-Istorie-Marturii », 2006 (ISBN 973-7710-84-3, présentation en ligne).
- (ro) Adrian Brișcă et Puica Buhoci, Rezistența armată din Munții Apuseni. Gruparea maiorului Nicolae Dabija 1948-1949 [« La Résistance armée des montagnes. Le groupe du Major Nicolae Dabija 1948-1949 »], Bucarest, Editura Institutul Național pentru Studiul Totalitarismului, 2007 (ISBN 978-973-7861-31-3, présentation en ligne).
- (ro) Ileana Mateescu et Marcel Mateescu, Rezistența anticomunistă din Mehedinți [« La résistance anticommuniste de Mehedinți »], Drobeta-Turnu Severin, Editura Ștef, 2008 (ISBN 978-606-597-900-0, présentation en ligne).
- (ro) Aristina Pop-Saileănu, „Să trăiască partizanii până vin americanii”. Povestiri din munți, din închisoare și din libertate. [« Que vivent les partisans jusqu'à l'arrivée des américains. Histoires des montagnes, du pénitencier et de la liberté. »], Bucarest, Fundația Academia Civică + Centru Internațional de Studii asupra Comunismului, coll. « Istorie orală » (no 10), 2008, 160 p. (ISBN 978-973-8214-40-8, présentation en ligne).
- (ro) Gheorghe Gorun, Rezistența anticomunistă în județul Gorj reflectată în mentalul colectiv : 1945-1981 [« La résistance anticommuniste dans le comté de Gorj reflétée dans la mentalité collective »], Craiova, Universitaria, 2008, 560 p. (ISBN 978-606-510-021-3, présentation en ligne).
- (ro) Ion Gavrila-Ogoranu, Fotea Petru, Ciur Anamaria et Ciur Maria, Rezistanța anticomunistă din munții făgărășului (Note și ștudii comparative pe marginea documentelor din arhivă C.N.S.A.S.) [« La résistance anticommuniste des Monts Fagaraș (Notes et étude comparative en marge des documents d'archive C.N.S.A.S.) »], 2003, 151 p. (lire en ligne).
- (ro) Liviu Pleșa, Consiliul Național pentru Studierea Arhivelor Securității (C.N.S.A.S), Organizația de rezistență condusă de maiorul Nicolae Dabija (1948-1949) [« L'organisation résistante conduite par le Major Nicolae Dabija (1948-1949) »], Bucarest, Editura CNSAS, 2009 (ISBN 978-973-88289-0-2, lire en ligne).
- (ro) Ioana Raluca Voicu-Arnăuțoiu, Luptătorii din munți. Toma Arnăuțoiu, grupul de la Nucșoara [« Les combattants des montagnes. Toma Arnăuțoiu - le groupe de Nucșoara »], Bucarest, Editura Vremea, 2009, 891 p. (ISBN 978-973-645-357-1, présentation en ligne).
- (ro) Ioana Raluca Voicu-Arnăuțoiu et Ioan Crăciun, 50 de ani de la procesul și execuția membrilor grupului de rezistența condus de Toma Arnăuțoiu [« A 50 ans du procès et de l'exécution des membres du groupe de résistance conduit par Toma Arnăuțoiu »], Bucarest, Editura Ars Docendi, 2009, 95 p. (ISBN 978-973-558-435-1, présentation en ligne).
- (ro) Cosmin Budeancă, Denisa Bodeanu et Valentin Orga, Universitatea Babeș-Bolyai - Institutul de Istorie Orală, Mișcarea de rezistență anticomunistă din România. Grupul „Cruce și Spadă”. Mărturii [« Le mouvement de résistance anticommuniste en Roumanie. Le groupe « Cruce și Spadă ». Témoignages »], Cluj, Editura Argonaut, coll. « Documente-Istorie-Marturii », 2009, 2e éd. (ISBN 978-973-109-220-1, présentation en ligne).
- (en) Vladimir Tismăneanu, Stalinism Revisited. The Establishment of Communist Regimes in East-Central Europe [« Le stalinisme revisité : l'instauration d'un régime communiste en Europe centrale et orientale »], New-York, Central European University Press, 2009, 444 p. (ISBN 978-963-9776-55-5, présentation en ligne, lire en ligne).
- (ro) Ștefan Bellu, Pădurea răzvrătită. Mărturii ale rezistenței anticomuniste [« La forêt rebelle. Témoignages de la résistance anticommuniste »], Târgu-Lăpuș, Editura Galaxia Gutenberg, coll. « Historia XVII », 2009, 2e éd. (1re éd. 1986) (ISBN 978-973-141-109-5, présentation en ligne).
- (ro) Constantin Ionașcu et Virginia Ion, Rezistența anticomunistă din Dobrogea [« La Résistance anticommuniste de Dobroudja »], Bucarest, Fundația Academia Civică în parteneriat cu Societatea de Cultură Macedo-Română, 2011, 3e éd. (ISBN 978-973-8214-64-4, présentation en ligne).
- (ro) Elisabeta Rizea et Cornel Drăgoi, Povestea Elisabetei Rizea din Nucșoara : Mărturia lui Cornel Drăgoi [« L'histoire d'Elisabeta Rizea »], Bucarest, Editura Humanitas, 2010 et 2012 (1re éd. 1993), 187 p. (ISBN 978-973-28-0399-8, 978-973-50-2688-2 et 978-973-50-3437-5, présentation en ligne, lire en ligne).
- (ro) Gabriel Moisa et Marius Kramer, Structuri anticomuniste din vestul României. Grupul Adrian Mihuț [« Les structures anticommunistes de l'ouest de la Roumanie »], Cluj, Editura Mega, 2012 (ISBN 978-606-543-292-5, présentation en ligne, lire en ligne).
- (ro) AFDPR (Association des Anciens Détenus Politiques) de Sighetu Marmației, Eroii Rezistenței Anticomuniste : Septembrie 2012 [« Les héros de la résistance anticommuniste - septembre 2012 »], Baia Mare, Gazeta de Maramureș, coll. « Eroii Rezistenței Anticomuniste » (no 25), septembre 2012 (lire en ligne).
- (ro) Valentin Hossu Longin, Canalul morții. Martor [« Le Canal de la Mort. Témoignage »], Bucarest, Fundația Academia Civică, 2013 (ISBN 978-973-8214-72-9, présentation en ligne).
- (ro) Père Vasile Rus (dir.), Viorel Rus, Oana Ionel, Dorin Dobrincu, Marius oprea, Mihai Şoica, Tudor Ravoiu, Mihai Hendea, Radu Sîrbu, Cristian Silași, Florina Pop et Gheorghe Petrov, Martirii din Dealul Crucii : studii, articole și documente [« les martyrs de Dealul Crucii - Études, articles et documents »], Bistrița, Editura George Coșbuc, 2013 (ISBN 978-606-8077-34-5, présentation en ligne, lire en ligne).
- (ro) Romulus Rusan, Cartea morților din închisori, lagăre, deportări-1944-1989 [« Le livre des morts en prison, dans les camps de travail, en déportation-1944-1989 »], Bucarest, Fundației Academia Civică + Centrul Internațional de Studii asupra Comunismului, 2013, 880 p. (ISBN 978-973-8214-56-9, présentation en ligne).
- (ro) Constantin Vasilescu (Album-photo documentaire complété par des analyses détaillées), Rezistență Armată Anticomunistă [« La Résistance armée anticommuniste »], Bucarest, Editura Predania, 2013 (ISBN 978-606-8195-32-2, présentation en ligne).
- (ro) AFDPR (Association des Anciens Détenus Politiques) de Sighetu Marmației, Eroii Rezistenței Anticomuniste : Marție 2013 [« Les héros de la résistance anticommuniste - mars 2013 »], Baia Mare, Gazeta de Maramureș, coll. « Eroii Rezistenței Anticomuniste » (no 31), mars 2013 (lire en ligne).
- (ro) Gavril Vatamaniuc (préf. Liana Petrescu), Am fost un om liber. Convorbiri cu Liana Petrescu [« J'ai été un homme libre. Conversations avec Liana Petrescu »], Bucarest, Romulus Rusan / Fundația Academia Civică, coll. « Istorie orală / Recviem pentru țăranul roman », 2016 (ISBN 978-973-8214-92-7, présentation en ligne).
- (en) Andrei Miroiu, Romanian Counterinsurgency and its Global Context, 1944-1962 [« La contre-insurrection roumaine et son contexte global, 1944-1962 »], Londres, Palgrave McMillan, Springer International Publishing, 2016, 112 p. (ISBN 978-3-319-32379-4 et 978-3-319-32378-7, DOI 10.1007/978-3-319-32379-4, présentation en ligne).
- (ro) Vasile Tiplea et Ioana Raluca Marza, Rezistenta anticomunista din Muntii Tiblesului [« La résistance anticommuniste des Monts Tibles »], Cluj, Limes, 2021 (présentation en ligne).

#### Articles
- (ro) Adrian Brișcă, « Rezistenta anticomunista din Bucovina. Lupta de la Bâtca Corbului, 18 ianuarie 1955. Încercare de reconstituire », Arhivele Totalitarismului, Bucarest, Institutul Național pentru Studiul Totalitarismului (INST), no 1,‎ 1993, p. 89-98 (ISSN 1221-6917, présentation en ligne).
- (ro) Adrian Brișcă (dir.), « Ion Vatamaniuc (1903-1992) », Arhivele Totalitarismului, Bucarest, Institutul Național pentru Studiul Totalitarismului (INST), no 1,‎ 1993, p. 188-189 (ISSN 1221-6917, présentation en ligne).
- (ro) Radu Ciuceanu, « Miscarea Nationala de Rezistenta. Sumanele negre. Dosarul operativ », Arhivele Totalitarismului, Bucarest, Institutul Național pentru Studiul Totalitarismului (INST), nos 1-2,‎ 1994, p. 241-257 (ISSN 1221-6917, présentation en ligne).
- (ro) Adrian Brișcă, « Constantin Cenusa (1911-1964) », Arhivele Totalitarismului, Bucarest, Institutul Național pentru Studiul Totalitarismului (INST), nos 1-2,‎ 1994, p. 324-327 (ISSN 1221-6917, présentation en ligne).
- (ro) Adrian Brișcă, « Vladimir Macoveiciuc (1905-1946) », Arhivele Totalitarismului, Bucarest, Institutul Național pentru Studiul Totalitarismului (INST), no 3,‎ 1994, p. 240-242 (ISSN 1221-6917, présentation en ligne).
- (ro) Adrian Brișcă, « O zi din viața unui partizan. III / Documente privind viata cotidiana a partizanilor anticomunisti din Bucovina, 1944-1958 », Arhivele Totalitarismului, Bucarest, Institutul Național pentru Studiul Totalitarismului (INST), no 4,‎ 1994, p. 93-116 (ISSN 1221-6917, présentation en ligne).
- (ro) Radu Ciuceanu, « Sumanele Negre. Dosarul operativ, 1946, II », Arhivele Totalitarismului, Bucarest, Institutul Național pentru Studiul Totalitarismului (INST), no 4,‎ 1994, p. 117-131 (ISSN 1221-6917, présentation en ligne).
- (ro) Adrian Brișcă, « Vasile Motrescu (1920-1958) », Arhivele Totalitarismului, Bucarest, Institutul Național pentru Studiul Totalitarismului (INST), no 4,‎ 1994, p. 217-220 (ISSN 1221-6917, présentation en ligne).
- (ro) Memoria, « Grupul de rezistență maior Nicolae Dabija » [« Le groupe de résistance Major Nicolae Dabija »], Memoria, Revista gândirii arestate, Bucarest, Fundația Culturală "Memoria", no 13,‎ 1995, p. 59-67 (présentation en ligne, lire en ligne, consulté le 22 octobre 2024).
- (ro) Steliana Breazu, « Grupul de rezistență anticomunistă al lui Cantemir Gligor din munții Zarandului și Codrului, pe valea Crișului Alb » [« Le groupe de résistance anticommuniste de Cantemir Gligor dans les montagnes Zarandului et Codrului, par la vallée du Crișul Alb »], Analele Sighet, Bucarest, Editura Fundația Academia Civică « Instaurarea comunismului - între rezistență și represiune », no 2,‎ 1995, p. 233-235 (ISBN 973-0-00190-1, présentation en ligne, lire en ligne, consulté le 22 octobre 2024).
- (ro) Ștefan Bellu, « Rezistența în munții Maramureșului » [« La Résistance dans les monts du Maramureș »], Analele Sighet, Bucarest, Editura Fundația Academia Civică « Instaurarea comunismului - între rezistență și represiune », no 2,‎ 1995, p. 224-228 (ISBN 973-0-00190-1, présentation en ligne, lire en ligne, consulté le 22 octobre 2024).
- (ro) Mihai Timaru, « Lupta de rezistență anticomunistă în munții Vrancei » [« La lutte de la Résistance anticommuniste dans les montagnes de Vrancea »], Analele Sighet, Bucarest, Editura Fundația Academia Civică « Instaurarea comunismului - între rezistență și represiune », no 2,‎ 1995, p. 228-233 (ISBN 973-0-00190-1, présentation en ligne, lire en ligne, consulté le 22 octobre 2024).
- (ro) Radu Ciuceanu, « Sumanele Negre. Dosarul operativ, 1946-1947, III », Arhivele Totalitarismului, Bucarest, Institutul Național pentru Studiul Totalitarismului (INST), no 2,‎ 1995, p. 96-110 (ISSN 1221-6917, présentation en ligne).
- (ro) Adrian Brișcă, « O zi din viața unui partizan. VI / Documente privind viata cotidiana a partizanilor anticomunisti din Bucovina, 1944-1958 », Arhivele Totalitarismului, Bucarest, Institutul Național pentru Studiul Totalitarismului (INST), no 3,‎ 1995, p. 83-104 (ISSN 1221-6917, présentation en ligne).
- (ro) Radu Ciuceanu, « Sumanele Negre. Dosarul Operativ, 1945, IV », Arhivele Totalitarismului, Bucarest, Institutul Național pentru Studiul Totalitarismului (INST), no 3,‎ 1995, p. 105-119 (ISSN 1221-6917, présentation en ligne).
- (ro) Adrian Brișcă, « Ion Chiraș (1903-1955) », Arhivele Totalitarismului, Bucarest, Institutul Național pentru Studiul Totalitarismului (INST), no 3,‎ 1995, p. 215-217 (ISSN 1221-6917, présentation en ligne).
- (ro) Radu Ciuceanu, « Sumanele negre. Dosarul operativ, 1945, V », Arhivele Totalitarismului, Bucarest, Institutul Național pentru Studiul Totalitarismului (INST), no 4,‎ 1995, p. 66-78 (ISSN 1221-6917, présentation en ligne).
- (ro) Zoe Rădulescu, « Rezistența anticomunistă din munții Babadag » [« La Résistance anticommuniste des monts Babadag »], Analele Sighet, Bucarest, Editura Fundația Academia Civică « Instaurarea comunismului - între rezistență și represiune », no 2,‎ 1995, p. 219-223 (ISBN 973-0-00190-1, présentation en ligne, lire en ligne, consulté le 12 octobre 2024).
- (ro) Radu Ciuceanu, « Sumanele Negre. Dosarul operativ, 1945-1946, VI », Arhivele Totalitarismului, Bucarest, Institutul Național pentru Studiul Totalitarismului (INST), no 1,‎ 1996, p. 62-75 (ISSN 1221-6917, présentation en ligne).
- (ro) Radu Ciuceanu, « Sumanele Negre. Dosarul operativ, 1946, VII », Arhivele Totalitarismului, Bucarest, Institutul Național pentru Studiul Totalitarismului (INST), nos 2-3,‎ 1996, p. 103-114 (ISSN 1221-6917, présentation en ligne).
- (ro) Radu Ciuceanu, « Sumanele Negre. Dosarul operativ, 1945-1946, VIII », Arhivele Totalitarismului, Bucarest, Institutul Național pentru Studiul Totalitarismului (INST), nos 15-16,‎ 1997, p. 111-122 (ISSN 1221-6917, présentation en ligne).
- (ro) Viorel Bodiu, « Fratele meu, ostaş în divizia “Tudor Vladimirescu”, împuşcat ca anticomunist pe Dealu Crucii », Memoria, Revista gândirii arestate, Bucarest, Fundația Culturală "Memoria", no 22,‎ décembre 1997, p. 121-127 (présentation en ligne, lire en ligne).
- (ro) Adrian Brișcă, « Gheorghe Chiraș (1911-1955) », Arhivele Totalitarismului, Bucarest, Institutul Național pentru Studiul Totalitarismului (INST), nos 15-16,‎ 1997, p. 197-199 (ISSN 1221-6917, présentation en ligne).
- (ro) Adrian Brișcă, « Mihali-Ștrifundă Gavrilă (1901-1961) », Arhivele Totalitarismului, Bucarest, Institutul Național pentru Studiul Totalitarismului (INST), no 17,‎ 1997, p. 223-225 (ISSN 1221-6917, présentation en ligne).
- (ro) Mihai Timaru, « Am fost ofițer al armatei regale române și nu puteam să absentez de la lupta armată anticomunistă din munții Vrancei » [« J'ai été officier de l'armée royale roumaine et je ne pouvais être absent de la lutte anticommuniste des monts Vrancea »], Memoria, Revista gândirii arestate, Bucarest, Fundația Culturală "Memoria", no 20,‎ juin 1997, p. 113-123 (lire en ligne, consulté le 14 octobre 2024).
- (ro) Elena Postică, « Grupuri de rezistenta pe teritoriul Basarabiei, I, Uniunea Democratica a Libertatii » [« Les groupes de résistance sur le terrtoire de Besssarabie, I, Union Démocratique de la Liberté »], Arhivele Totalitarismului, Bucarest, Institutul Național pentru Studiul Totalitarismului (INST), nos 15-16,‎ 1997, p. 66-77 (ISSN 1221-6917, présentation en ligne).
- (ro) Emil Sebeșan et Ileana Silveanu, « Rezistența din Banat 1949 vol I » [« La Résistance du Banat 1949 Vol I »], Arhivele Totalitarismului, Bucarest, Institutul Național pentru Studiul Totalitarismului (INST), no 18,‎ janvier 1998, p. 116-138 (ISSN 1221-6917, présentation en ligne).
- (ro) Cristian Troncotă, « Procesul mișcării naționale de rezistență, 1946 » [« Le processus du mouvement de résistance nationale, 1946. »], Arhivele Totalitarismului, Bucarest, Institutul Național pentru Studiul Totalitarismului (INST), vol. V, nos 19-20,‎ février-mars 1998, p. 102-120 (ISSN 1221-6917, présentation en ligne)
- (ro) Claudia Căpățănă et Răzvan Ciolcă, « Dumitru Apostol (1905-1950) », Arhivele Totalitarismului, Bucarest, Institutul Național pentru Studiul Totalitarismului (INST), no 21,‎ avril 1998, p. 229-230 (ISSN 1221-6917, présentation en ligne).
- (ro) Matei Tudor, « Rezistența anticomunistă din Mehedinți » [« La Résistance anticommuniste de Mehedinți »], Analele Sighet, Bucarest, Fundația Academia Civică « Anul 1948 - instituționalizarea comunismului », no 6,‎ 1998, p. 250-255 (ISBN 973-98437-4-3, présentation en ligne).
- (ro) Claudia Căpățănă et Răzvan Ciolcă, « Fișe pentru o istorie a rezistenței anticomuniste, Grupul „Haiducii Muscelului” » [« Dossiers pour une histoire de la résistance anticommuniste, le groupe « Haiducii Muscelului » »], Magazin Istoric, Bucarest, Fundația Culturală Magazin Istoric, vol. XXXII, no 6,‎ 1998, p. 40-44 (présentation en ligne).
- (ro) Mihai Timaru, « Amintiri despre grupul Paragină » [« Mémoires du groupe Paragină »], Analele Sighet, Bucarest, Fundația Academia Civică « Anul 1948 - instituționalizarea comunismului », no 6,‎ 1998, p. 261 (ISBN 973-98437-4-3, présentation en ligne).
- (ro) Elena Postică, « Strategia represiunii în Basarabia si forme de rezistenta împotriva ocupatiei sovietice : 1944-1950 » [« La stratégie de la répression en Bessarabie et les formes de résistance contre l'occupation soviétique »], Arhivele Totalitarismului, Bucarest, Institutul Național pentru Studiul Totalitarismului (INST), nos 19-20,‎ 1998, p. 35-45 (ISSN 1221-6917, présentation en ligne).
- (ro) Adrian Brișcă, « Victor Lupșa (1921-1956) », Arhivele Totalitarismului, Bucarest, Institutul Național pentru Studiul Totalitarismului (INST), nos 19-20,‎ février-mars 1998, p. 223-225 (ISSN 1221-6917, présentation en ligne).
- (ro) Adrian Brișcă, « Rezistența armată anticomunistă din România, 1944-1962 » [« La Résistance armée anticommuniste de Roumanie 1944-1962 »], Arhivele Totalitarismului, Bucarest, Institutul Național pentru Studiul Totalitarismului (INST), nos 22-23,‎ janvier-février 1999, p. 42-67 (ISSN 1221-6917, présentation en ligne, lire en ligne).
- (ro) Lucreția Jurj-Costescu, « Patru ani de rezistență cu arma în mână în Munții Apuseni » [« Quatre années de Résistance les armes à la main dans les monts Apuseni »], Memoria, Revista gândirii arestate, Bucarest, Fundația Culturală "Memoria", no 26,‎ 1999 (présentation en ligne, lire en ligne, consulté le 22 octobre 2024).
- (ro) Adrian Brișcă, « Ion Uță (1891-1949) », Arhivele Totalitarismului, Bucarest, Institutul Național pentru Studiul Totalitarismului (INST), nos 22-23,‎ 1999, p. 248-250 (ISSN 1221-6917, présentation en ligne).
- (ro) Adrian Brișcă, « Nicolae Dabija (1907-1949) », Arhivele Totalitarismului, Bucarest, Institutul Național pentru Studiul Totalitarismului (INST), nos 26-27,‎ 2000, p. 248-251 (ISSN 1221-6917, présentation en ligne).
- (ro) Elena Postică, « Martiri ai rezistentei antitotalitare în Basarabia : 1949-1951 [traduction titre=Martyrs de la résistance antitotalitaire en Bessarabie : 1949-1951 », Arhivele Totalitarismului, Bucarest, Institutul Național pentru Studiul Totalitarismului (INST), nos 28-29,‎ 2000, p. 76-82 (ISSN 1221-6917, présentation en ligne).
- (ro) Laura Stancu et Liviu Burlacu, Consiliul Național pentru Studierea Arhivelor Securității (C.N.S.A.S), « Organizația de rezistență 'Paragină' în atenția Securității » [« L'organisation de résistance 'Paragină' surveillée par la Securitate »], Totalitarism și rezistență, teroare și represiune în România comunistă, Bucarest, Editura CNSAS, no 1,‎ 2001, p. 146-153 (ISBN 973-0-02533-9, présentation en ligne, lire en ligne, consulté le 22 octobre 2024).
- (ro) Silvia Angelescu, « Padurea Babadag - câti copaci, atâtia fugari!? » [« La forêt de Babadag - tant d'arbres, tant de fugitifs ? »], Magazin Istoric, Bucarest, Magazin Istoric, nos 2/2001,‎ 2001, p. 11-15 (présentation en ligne, lire en ligne, consulté le 5 octobre 2024).
- (ro) Silvia Angelescu, « "Născută din nevoile ţăranilor". Rezistenţa anticomunistă din Dobrogea 1945-1952 » [« "Né des besoins des paysans". La résistance anticommuniste en Dobrogea 1945-1952 »], Anuarul Institutului de Istorie Orală, Cluj, Argonaut, nos 2/2001,‎ 2001, p. 293-310 (présentation en ligne).
- (ro) George Enache et Adrian Nicolae Petcu, Consiliul Național pentru Studierea Arhivelor Securității (C.N.S.A.S), « Biserica Ortodoxă Română și Securitatea. Note de lectură » [« L'Eglise orthodoxe roumaine et la Securitate. Notes de lecture »], Totalitarism și rezistență, teroare și represiune în România comunistă, Bucarest, Editura CNSAS, no 1,‎ 2001, p. 108-136 (ISBN 973-0-02533-9, présentation en ligne, lire en ligne, consulté le 14 octobre 2024).
- Georges Diener, « Résistance paysanne et maquis en Roumanie de 1945 à 1965 - La résistance paysanne à la collectivisation », Genèses, Paris, Éditions Belin, no 43,‎ février 2001, p. 145-158 (ISBN 9782701129143, ISSN 1155-3219, DOI 10.3917/gen.043.0145, lire en ligne, consulté le 14 octobre 2024).
- (en) Adrian Brișcă, « The Anticommunist Armed Resistance in Romania 1944-1962 » [« La Résistance armée anticommuniste en Roumanie 1944-1962 »], Arhivele Totalitarismului, Bucarest, Institutul Național pentru Studiul Totalitarismului (INST), nos 34-35,‎ janvier-février 2002, p. 75-101 (ISSN 1221-6917, présentation en ligne).
- (ro) Marius Cristea, Universitatea Babeș-Bolyai - Institutul de Istorie Orală, « Rezistența anticomunistă în zona Aiud. “Grupul Spaniol” » [« La Résistance Anticommuniste dans la région d'Aiud. Le « groupe Spaniol » »], Anuarul Institutului de Istorie Orală, Cluj, Presa universitară clujeană / Editura Argonaut, vol. III,‎ 2002, p. 28-30 (ISSN 1454-4865, présentation en ligne).
- (ro) Theodor Bărbulescu et Liviu Țăranu, « Rezistența anticomunistă? Cazul colonelului I. Uță » [« La Résistance anticommuniste ? Le cas du colonel I. Uță »], Memoria, Revista gândirii arestate, Bucarest, Fundația Culturală "Memoria", nos 44/45,‎ 2003 (présentation en ligne, lire en ligne, consulté le 22 octobre 2024).
- (ro) Camelia Ivan Duică, « Din istoria rezistenței anticomuniste din Banat. Organizația dr. Liviu Vuc (1948-1952) » [« De la Résistance anticommuniste du Banat. L'organisation du Dr Liviu Vuc (1948-1952) »], Analele Universității "Dunărea de Jos", Galați, Departamentul de Istorie, Facultatea de Istorie, Filosofie si Teologie, istorie no II,‎ 2003, p. 121-133 (ISSN 2344-472X, présentation en ligne, lire en ligne, consulté le 22 octobre 2024).
- (ro) Mircea Rusnac, « Mișcarea de rezistență anticomunistă din Banat (1945-1953) » [« Le mouvement de résistance anticommuniste du Banat (1945-1953). Les groupes principaux. »], Banatica, Reșita, Muzeul Banatului Montan, nos 16-2,‎ 2003, p. 303-328 (présentation en ligne, lire en ligne, consulté le 22 octobre 2024).
- (ro) Monica Grigore, « Grupul Arnota – un episod al rezistenței anticomuniste românești din nordul Olteniei », dans Consiliul Național pentru Studierea Arhivelor Securității / Gheorghe Onișoru (coordinateur), Mișcarea armată de rezistență anticomunistă din România, 1944-1962 [« Le groupe Arnota - Un épisode de la résistance anticommuniste roumaine du nord de l'Olténie »], Bucarest, Editura Kullusys, coll. « Studii 2 », 2003 (ISBN 978-973-86421-1-9, présentation en ligne), p. 102-103.
- (ro) Dorin Dobrincu, « Macedo-românii și rezistența armată anticomunistă din Dobrogea (1948-1952) » [« Les macédo-roumains et la résistance armée anticommuniste de Dobrogea (1948-1952) »], Interferențe româno-elene (secolele XV-XX), Iași, Leonidas Rados / Fundația Academică “A.D. Xenopol”,‎ 2003, p. 233-275 (présentation en ligne).
- (ro) Theodor Băbulescu et Liviu Țăranu, « Existența cotidiană a unui 'bandit': cazul Vasile Motrescu », dans Consiliul Național pentru Studierea Arhivelor Securității / Gheorghe Onișoru (coordinateur), Mișcarea armată de rezistență anticomunistă din Romania. 1944-1962 [« L'existence quotidienne d'un 'bandit' : le cas de Vasile Motrescu »], Bucarest, Editura Kullusys, coll. « Studii 2 », 2003 (ISBN 978-973-86421-1-9, présentation en ligne, lire en ligne), p. 281-299.
- (ro) Dorin Dobrincu, « Sfidarea Securității în Bucovina. Grupul de rezistență armată anticomunistă Gavril Vatamaniuc (1949-1958) » [« Défier la Securitate en Bucovine. Le groupe de résistance armée anticommuniste Gavril Vatamaniuc »], Revista de Istorie Socială, Iași, Facultatea de Istorie, Universitatea „Alexandru Ioan Cuza” din Iași, vol. VIII-IX,‎ 2003-2004, p. 363-412 (ISSN 1453-5378, présentation en ligne).
- (ro) Dorin Dobrincu, « Bucovineni contra sovietici. Rezistența armată antisovietică/anticomunistă din Bucovina (martie-august 1944 - iulie 1946) » [« La Résistance armée anticommuniste de Roumanie 1944-1962 »], Anuarul Institutului de Istorie Orală, Cluj, Presa universitară clujeană / Editura Argonaut, vol. V,‎ 2004, p. 123-182 (ISSN 1454-4865, présentation en ligne).
- (ro) Octavian Coman, « Trebuie să ai curaj, trebuie să spui nu » [« Tu dois avoir du courage, tu dois dire non »], Memoria, Revista gândirii arestate, Bucarest, Fundația Culturală "Memoria", vol. 9, no 49,‎ 2004 (lire en ligne).
- (ro) Ion Constantinescu Mărăcineanu, « Un erou de legendă: Colonelul (r) Gh. Arsenescu » [« Un héros de légende : le colonel (r) Gh. Arsenescu »], Memoria, Revista gândirii arestate, Bucarest, Fundația Culturală "Memoria", no 49,‎ 2004 (présentation en ligne, lire en ligne, consulté le 24 octobre 2024).
- (ro) Dorin Dobrincu, « „Rămășitele grupului Ion Uță”: Formațiunile din Banat conduse de frații Duicu, Dumitru Mutașcu și Dumitru Ișfănuț (1949-1954) » [« Les survivants du groupe Ion Uță : les formations de la Résistance du Banat dirigées par les frères Duicu, Dumitru Mutașcu et Dumitru Ișfănuț (1949-1954) »], Annales Universitatis Apulensis, Alba Iulia, Universitatea "1 Decembrie 1918", series Historica no 9/I,‎ 2005, p. 193-215 (ISSN 1453-9306, présentation en ligne, lire en ligne, consulté le 15 octobre 2024).
- (ro) Dorin Dobrincu, « Nesupunere în Bucovina. Grupurile de rezistență armată anticomunistă Cenușă–Motrescu (1948-1951), Pătrăucean-Gherman și Cenușă-Pătrăucean 1948-1951 » [« Insoumission en Bucovine. Les groupes de résistance armée anticommuniste Cenușă–Motrescu, Pătrăucean-Gherman et Cenușă-Pătrăucean 1948-1951 »], Anuarul Institutului de Istorie A.D. Xenopol, Iași, vol. XLII, no II,‎ 2005, p. 451-481 (ISSN 1221-3705, présentation en ligne).
- (ro) Dorin Dobrincu, « Rezistența armată anticomunistă din Bucovina: 'Gărzile Decebal' și grupul Grigore Sandu (1949) » [« La résistance armée anticommuniste de Bucovine : 'Gărzile Decebal' et le groupe Grigore Sandu (1949) »], Memoria, Revista gândirii arestate, Bucarest, Fundația Culturală "Memoria", nos 51/52,‎ 2005, p. 33-48 (présentation en ligne, lire en ligne, consulté le 15 octobre 2024).
- (ro) Dorin Dobrincu, « Formațiuni din rezistanța armată anticomunistă în sudul Moldovei (1945-1958) » [« Formations de la résistance armée anticommuniste dans le sud de la Moldavie (1945-1958) »], Anuarul Institutului de Istorie Orală, Cluj, Presa universitară clujeană / Editura Argonaut, vol. VI,‎ 2005, p. 163-192 (ISSN 1454-4865, présentation en ligne).
- (ro) Dorin Dobrincu, « Organizația Națională Creștină de Luptă Împotriva Comunismului Partizanii României Mare și planul de răsculare a Banatului (1948-1949) » [« L'organisation Nationale Chrétienne de Lutte Contre le Communisme Partisans de la Grande Roumanie et le plan de rébellion du Banat (1948-1949) »], Analele științifice ale Universității Alexandru Ioan Cuza din Iași, Iași, Universitatea „Alexandru Ioan Cuza” din Iași, Facultatea de Istorie, seria Istorie no LI,‎ 2005, p. 295-316 (ISSN 1221-843X, présentation en ligne).
- (ro) Oana Ionel, « Alexandru Dejeu și Securitatea » [« Alexandru Dejeu et la Securitate »], Experimentul Pitești ? Reeducarea prin tortură. Opresiunea țărănimii române în timpul dictaturii comuniste, Pitești, Fundația Culturală "Memoria", filiala Argeș,‎ 2005, p. 419-428. (ISBN 973-86965-4-2, présentation en ligne, lire en ligne, consulté le 24 octobre 2024).
- (ro) Dorin Dobrincu, « Grupul bãnãþean de rezistențã Liviu Vuc - Ioan Beg (1948-1958) » [« Le groupe du Banat Liviu Vuc - Ioan Beg (1948-1958) »], Memoria, Revista gândirii arestate, Bucarest, Fundația Culturală "Memoria", no 54/I,‎ 2006, p. 52-61 (présentation en ligne, lire en ligne, consulté le 13 janvier 2025).
- (ro) Liviu Pleșa et Cosmin Budeancă, Florentin Olteanu, Iulia Pop (éditeurs) (Travaux présentés au Symposium Internațional Făgăraș-Sâmbăta de Sus, les 24-26 mars 2006), « Implicarea militarilor în mișcarea de rezistență armată - Cazul maiorului Nicolae Dabija (1948-1949) » [« L'implication des militaires dans les mouvements de résistance armée - Le cas du major Nicolae Dabija (1948-1949) »], Rezistența anticomunistă – cercetare științifică și valorificare muzeală, Cluj, Editura Argonaut, vol. I,‎ 2006, p. 105-124 (ISBN 978-973-109-016-0, présentation en ligne, lire en ligne, consulté le 15 octobre 2024).
- (ro) Oana Ionel et Cosmin Budeancă, Florentin Olteanu, Julia Pop (éditeurs) (Travaux présentés au Symposium Internațional Făgăraș-Sâmbăta de Sus, les 24-26 mars 2006), « Anihilarea organizației 'Garda Albă' de către Securitate (1949) » [« La destruction de l'organisation "Garda Albă" par la Securitate (1949) »], Rezistența anticomunistă. Cercetare științifică și valorificarea muzeală, Cluj, Editura Argonaut, vol. I,‎ 2006, p. 142-158 (ISBN 978-973-109-016-0, présentation en ligne, lire en ligne, consulté le 15 octobre 2024).
- (ro) Dorin Dobrincu, « Grupuri 'minore' din rezistență anticomunistă bucovineană (1948-1961) » [« Les groupes 'mineurs' de la Résistance anticommuniste de Bucovine 1948-1961 »], Codrul Cosminului, Suceava, Editura Universității din Suceava, no 12,‎ 2006, p. 179-194 (ISSN 2067-5860, présentation en ligne, lire en ligne, consulté le 22 octobre 2024).
- (ro) Dorin Dobrincu, « Formaţiunile „minore“ de rezistenţă anticomunistă din Banat (1947/1948 – începutul anilor ’60) » [« Les formations mineures de la résistance anticommuniste du banat (1947/1948 - début des années 60 »], Anuarul Institutului de Istorie A. D. Xenopol, Editura Academiei Române, no XLIII-XLIV,‎ 2006, p. 558 (présentation en ligne, lire en ligne, consulté le 6 janvier 2025).
- (ro) Dorin Dobrincu, « Formațiuni „minore” de rezistența anticomunistă și fugari solitari din nordul Transilvaniei (1949-1958) » [« Les formations mineures de la résistance anticommuniste et les fuyards solitaires du nord de la Transylvanie »], Annales Universitatis Apulensis (Universitatea „1 Decembrie 1918” din Alba Iulia), historica no 10/I,‎ 2006, p. 133-146 (p. 133) (ISSN 1453-9306, présentation en ligne, lire en ligne, consulté le 22 octobre 2024).
- (ro) Dorin Dobrincu, « Rezistența armată anticomunistă în sud-estul Munților Apuseni (I) » [« La Résistance armée anticommuniste du sud-est des monts Apuseni (I) »], Revista 22, Bucarest, Grupul pentru Dialog Social,‎ 22 décembre 2006 (ISSN 1220-5761, lire en ligne, consulté le 22 octobre 2024).
- (ro) Florian Banu et Cosmin Budeancă, Florentin Olteanu, Iulia Pop (Travaux présentés au Symposium Internațional Făgăraș-Sâmbăta de Sus, les 24-26 mars 2006), « Mișcarea de rezistență armată anticomunistă din România - între negare și hiperbolizare » [« Le Mouvement de résistance armée anticommuniste de Roumanie - Entre la négation et l'hyperbolisation »], Rezistența anticomunistă – cercetare științifică și valorificare muzeală, Cluj, Editura Argonaut, vol. I,‎ 2006, p. 299-314 (ISBN 978-973-109-016-0, présentation en ligne, lire en ligne, consulté le 15 octobre 2024).
- (ro) Doru Radosav, « Rezistenta anticomunistă armată din România între istorie și memorie » [« La Résistance anticommuniste de Roumanie entre histoire et mémoire »], Comunism și represiune în România. Istoria tematică a unui fratricid național, Iași, Editura Polirom, vol. VIII,‎ 2006, p. 87-107 (ISBN 973-46-0312-4, présentation en ligne, lire en ligne, consulté le 24 octobre 2024).
- (ro) Romulus Rusan et Ion Gavrila-ogoranu, « Liber în munți » [« Libre dans les montagnes »] (Morceaux des conférences et discussions lors de l'université d'été de Sighet en juillet 2003), Revista 22, Bucarest, Grupul pentru Dialog Social,‎ 12 mai 2006 (ISSN 1220-5761, présentation en ligne, lire en ligne, consulté le 24 octobre 2024).
- (ro) Cornea Corneliu, « Rezistenta anticomunistă în Arad » [« La Résistance anticommuniste à Arad »], Memoria, Revista gândirii arestate, Bucarest, Fundația Culturală "Memoria", nos 55/56,‎ 2006 (présentation en ligne, lire en ligne).
- (ro) Serenela Ghițeanu (source de l'article: Jurnale din rezistenta anticomunista, Vasile Motrescu, Mircea Dobre, Editura Nemira, 2006), « Cum e posibil sa fii erou? » [« Comment est-il possible d'être un héros ? »], Revista 22, Bucarest, Grupul pentru Dialog Social,‎ 8 juin 2007 (ISSN 1220-5761, présentation en ligne, lire en ligne, consulté le 25 octobre 2024).
- (ro) Dorin Dobrincu, « Rezistența armată anticomunistă în sud-estul Munților Apuseni (II) » [« La Résistance armée anticommuniste du sud-est des monts Apuseni (II) »], Revista 22, Bucarest, Grupul pentru Dialog Social,‎ 3 janvier 2007 (ISSN 1220-5761, lire en ligne, consulté le 22 octobre 2024).
- (ro) Dorin Dobrincu, « Rezistența armată anticomunistă din Munții Făgăraș - versantul nordic. „Grupul carpatic făgărășan” / Grupul Ion Gavrilă (1949/50-1955/56) » [« La résistance armée des Monts Făgăraș - versant sud. 'Le groupe carpatic făgărășan / Groupe Ion Gavrilă (1949/50-1955/56)' »], Anuarul Institutului de Istorie 'George Barițiu', Bucarest, Editura Academiei Române, historica no XLVI,‎ 2007, p. 433-502 (présentation en ligne, lire en ligne, consulté le 15 octobre 2024).
- (en) Dorin Dobrincu, « The Anti-Communist Armed Resistance on the Southern Slope of the Făgăraș Mountains and the Iezer Mountains. The Groups Led by Colonel Gheorghe Arsenescu and Lieutenant Toma Arnăuțoiu (1948-1960) I » [« La Résistance armée anticommuniste sur le versant sud des monts Făgăraș et des montagnes Iezer. Les groupes dirigés par le colonel Gheorghe Arsenescu et le lieutenant Toma Arnăuțoiu ; 1948-1960) I »], Revista Archivelor, Bucarest, Arhivele Nationale ale României, nos 3-4,‎ 2007 (lxxxiv), p. 249-272 (ISSN 1453-1755, présentation en ligne, lire en ligne, consulté le 15 octobre 2024).
- (en) Dorin Dobrincu, « The Anti-Communist Armed Resistance on the Southern Slope of the Făgăraș Mountains and the Iezer Mountains. The Groups Led by Colonel Gheorghe Arsenescu and Lieutenant Toma Arnăuțoiu (1948-1960) II » [« La Résistance armée anticommuniste sur le versant sud des monts Făgăraș et des montagnes Iezer. Les groupes dirigés par le colonel Gheorghe Arsenescu et le lieutenant Toma Arnăuțoiu ; 1948-1960) »], Revista Archivelor, Bucarest, Arhivele Nationale ale României, no 1,‎ 2008 (lxxxv), p. 283-311 (ISSN 1453-1755, présentation en ligne, lire en ligne, consulté le 15 octobre 2024).
- (en) Dorin Dobrincu, « The Anti-Communist Armed Resistance on the Southern Slope of the Făgăraș Mountains and the Iezer Mountains. The Groups Led by Colonel Gheorghe Arsenescu and Lieutenant Toma Arnăuțoiu (1948-1960) III » [« La Résistance armée anticommuniste sur le versant sud des monts Făgăraș et des montagnes Iezer. Les groupes dirigés par le colonel Gheorghe Arsenescu et le lieutenant Toma Arnăuțoiu ; 1948-1960) III »], Revista Archivelor, Bucarest, Arhivele Nationale ale României, no 2,‎ 2008 (lxxxv), p. 160-186 (ISSN 1453-1755, présentation en ligne, lire en ligne, consulté le 15 octobre 2024).
- (ro) Viorel Rus, « Originile Năsăudene ale Organizației Anticomuniste "Haiducii lui Avram Iancu - Divizia Sumanele Negre" » [« Haiducii lui Avram Iancu – Divizia Sumanele Negre', une organisation anticommuniste originaire de Năsăudale »], Arhiva Someșană, Năsăud, no VII,‎ 2008, p. 205-214 (ISSN 1583-3542, présentation en ligne, lire en ligne [archive du 23 décembre 2021], consulté le 25 octobre 2024).
- (ro) Silviu B. Moldovan et Mihai Demetriade, Consiliul Național pentru Studierea Arhivelor Securității (C.N.S.A.S), « Ion Mitucă, de la rezistență la disidență : Memoriu de Ion Mitucă privind aspecte ale vieții deținuților politici din lagărul Cavnic » [« Ion Mitucă, de la résistance à la dissidence / Mémoire de Ion Mitucă au sujet de la vie des détenus politiques dans le camp de concentration de Cavnic »], Caietele CNSAS, Bucarest, Editura Consiliului Național pentru Studierea Arhivelor Securității, no 2,‎ 2008, p. 75-147 (ISSN 1844-6590, lire en ligne, consulté le 25 octobre 2024).
- (ro) Paula Ivan, « Formele de represiune a rezistenței anticomuniste în memoria colectivă (I) » [« Les formes de répression de la Résistance anticommuniste dans la mémoire collective (I) »], Revista Arhivelor, Bucarest, Arhivele Nationale ale României, no 1,‎ 2009 (lxxxvi), p. 219-245. (ISSN 1453-1755, présentation en ligne, lire en ligne, consulté le 15 octobre 2024).
- (ro) Dorin Dobrincu, « Rezistența armată anticomunistă și rezistența greco-catolică în centrul Transilvaniei. Organizația « Partizanii Regelui Mihai - Armata Secretă » (1948-1950) » [« La Résistance armée anticommuniste et la Résistance gréco-catholique dans le centre de la Transylvanie. L'organisation 'les partisans du Roi Michel - Armée Secrète' (1948-1950) »], Revista Arhivelor, Bucarest, Arhivele Nationale ale României, istorie no 1,‎ 2009 (lxxxvi), p. 204-218 (ISSN 1453-1755, présentation en ligne, lire en ligne, consulté le 15 octobre 2024).
- (ro) IICCMER, « Acțiunea de exhumare a partizanului anticomunist Vitan Petru împușcat de securitate la 21 noiembrie 1952. » [« Exhumation du partisan Vitan Petru, abattu par la Securitate le 21 novembre 1952 »], Archive des évènements de l'Institut de Recherche sur les Crimes du Communisme et la Mémoire de l'Exil Roumain (IICCMER), Bucarest,‎ 30 avril 2009 (lire en ligne, consulté le 25 octobre 2024).
- (ro) IICCMER, « O nouă acțiune de exhumare organizată de IICCR. Cazul Nicolae (Mișu) Selagea, împușcat de Securitate la 2 septembrie 1950. » [« Une nouvelle exhumation organisée par l'IICCMER. Le cas de Nicolae (Mișu) Selagea, tué par la Securitate le 2 septembre 1950 »], Archive des évènements de l'Institut de Recherche sur les Crimes du Communisme et la Mémoire de l'Exil Roumain (IICCMER), Bucarest,‎ 30 août 2009 (lire en ligne, consulté le 25 octobre 2024).
- (ro) IICCMER, « Acțiune de exhumare organizată de IICCR în septembrie 2009. Cazul Nicolae (Mișu) Selagea, împușcat de Securitate la 2 septembrie 1950 » [« Exhumation organisée par l'IICCR en septembre 2009. Le cas de Nicolae (Mișu) Selagea abattu par la Securitate le 2 septembre 1950 »], Archive des évènements de l'Institut de Recherche sur les Crimes du Communisme et la Mémoire de l'Exil Roumain (IICCMER), Bucarest,‎ 2 septembre 2009 (lire en ligne, consulté le 25 octobre 2024).
- (ro) Nicolae Ioniță, Consiliul Național pentru Studierea Arhivelor Securității (C.N.S.A.S), « Fișe biografice ale șefilor de direcții centrale din Securitate, în anii ’60. » [« Fiches biographiques des chefs de direction centrale de la Securitate, dans les années 60 »], Caietele CNSAS, Bucarest, Editura CNSAS, no 1(3),‎ 2009, p. 105-106 (ISSN 1844-6590, lire en ligne, consulté le 25 octobre 2024).
- (ro) Rédaction, « Represiunile comuniste în Moldova sovietică » [« Les répressions communistes en Moldavie soviétique »], Memoria, revista gândirii arestate, Bucarest, Fundatia Culturala MEMORIA, nos 66-67,‎ 2009 (1-2), p. 66-75 (présentation en ligne, lire en ligne, consulté le 27 octobre 2024).
- (ro) Memoria, « Unde sunt cei care nu mai sunt - "Catalogul" celor uciși în temnițele comuniste » [« Où sont ceux qui ne sont plus - 'Catalogue' de ceux qui furent tués dans les geôles communistes »], Memoria, Revista gândirii arestate, Bucarest, Fundația Culturală "Memoria", nos 68/69,‎ 2009 (3/4), p. 241 (lettre D) (présentation en ligne, lire en ligne, consulté le 26 octobre 2024).
- (ro) Memoria, « Documente - Din arhiva Securității » [« Au sujet des archives de la Securitate »], Memoria, Revista gândirii arestate, Bucarest, Fundația Culturală "Memoria", nos 68/69,‎ 2009 (3/4), p. 231 (présentation en ligne, lire en ligne, consulté le 25 octobre 2024).
- (en) Andrei Miroiu, « Wiping Out ‘The Bandits’: Romanian Counterinsurgency Strategies in the Early Communist Period » [« Nettoyer les « bandits » : Les stratégies de contre-insurrection roumaine dans les premières années du communisme »], The Journal of Slavic Military Studies, Londres, Taylor and Francis, vol. 23, no 4,‎ 3 décembre 2010, p. 666–691 (ISSN 1351-8046, DOI 10.1080/13518046.2010.526021, présentation en ligne).
- (ro) Dorin Dobrincu, « Rezistența armată anticomunistă din Vrancea. Organizația „Vlad Țepeș II” (1949-1950) » [« La Résistance armée anticommuniste de Vrancea. L'organisation 'Vlad Țepeș II' (1949-1950) »], Colloquium politicum, Timișoara, Universitatea de Vest din Timișoara, no 1,‎ janvier-juin 2010, p. 103-145 (ISSN 2065-8664, lire en ligne [archive du 10 mars 2014]).
- (ro) Puica Buhoci, « Istorie și frauda (I). Caz Penal: cum au dispărut documente incriminatorii din Arhivele C.N.S.A.S. Un furt “garantat” de Academia Cațavencu. Documente » [« Histoire et fraude (I). Affaire criminelle : comment ont disparu des documents incriminants des archives du C.N.S.A.S. Un vol 'garanti' par l'Académie Cațavencu. Documents »], Arhivele Totalitarismului, Bucarest, Institutul Național pentru Studiul Totalitarismului (INST), nos 68-69,‎ 2010 (xviii) (ISSN 1221-6917, lire en ligne, consulté le 26 octobre 2024).
- (ro) Marius Oprea, « Raiul lui Șușman » [« Le ciel de Șușman »], Observator cultural, Bucarest, Editura SC Observator cultural SA, no 532,‎ juillet 2010 (lire en ligne, consulté le 26 octobre 2024).
- (en) Oana Mateescu, « Losing the Phenomenon: Time and Indeterminacy in the Practice of Anthrohistory » [« Perdre le phénomène: Temps et indétermination de la pratique de l'Anthrohistoire »], Unsettling Knowledge, Questioning Discipline, Ann Arbor, Michigan, University of Michigan Press,‎ 2011 (ISBN 978-0472051359, présentation en ligne, lire en ligne [archive du 15 avril 2016], consulté le 22 octobre 2024).
- (ro) Lucia Hossu-Longin, « Măturile de la Tescani » [« Les balais de Tescani »], Observator cultural, Bucarest, Editura SC Observator cultural SA, no 588,‎ 19 août 2011 (lire en ligne, consulté le 11 novembre 2024).
- (ro) Puica Buhoci, « Istorie și frauda (II). Cum a dispărut o delațiune din Arhiva C.N.S.A.S pentru a se deschide apoi un proces de calomnie » [« Histoire et fraude (I). Comment a disparu une dénonciation des archives C.N.S.A.S afin d'intenter un procès en diffamation »], Arhivele Totalitarismului, Bucarest, Institutul Național pentru Studiul Totalitarismului (INST), nos 70-71,‎ 2011 (xix) (ISSN 1221-6917, lire en ligne, consulté le 26 octobre 2024).
- (ro) Radu Stancu, « Ideologie, represiune și pedeapsa cu moartea în deceniul dinaintea adoptării Codului penal din 1969 » [« Idéologies, répressions et peines de mort dans la décennie précédant l'adoption du code pénal de 1969 »], Revista Arhivelor, Bucarest, Arhivele Nationale ale României, no LXXXIX - 1,‎ 2012, p. 181-203 (page 195) (ISSN 1453-1755, présentation en ligne, lire en ligne, consulté le 26 octobre 2024).
- (ro) Liviu Pleșa, « Călăul Mihail Patriciu » [« Le boucher Mihail Patriciu »], Revista 22, Bucarest, Grupul pentru Dialog Social,‎ 11 décembre 2012 (ISSN 1220-5761, présentation en ligne, lire en ligne, consulté le 26 octobre 2024).
- (ro) Mihai Tașcă, « Rezistență anticomunistă în Basarabia: Cazul Clerului și enoriașilor de la Biserica din Chițcanii vechi » [« Résistance anticommuniste en Bessarabie : le cas du clergé et des paroissiens de l'église de Chițcanii vechi. »], Deputatul în Sfatul Ţării Andrei Găină – unificator de ţară Materialele Conferinţei Ştiinţifice “Oameni de seamă de pe valea Răutului. Andrei Găină – unificător de ţară, Chișinău,‎ 2013, p. 152-160 (ISBN 978-9975-4476-7-6, présentation en ligne, lire en ligne, consulté le 12 novembre 2024).
- (ro) IICCMER, « Campaniile de arheologie contemporană ale IICCMER - Dezgropînd crimele comunismului » [« Campagne archéologique contemporaine de l'IICCMER - Déterrer les crimes du communisme »], Observator cultural, Bucarest, Editura SC Observator cultural SA, no 672,‎ 9 mai 2013 (lire en ligne, consulté le 27 octobre 2024).
- (ro) Gabriel Moisa, « Organizația condusă de Adrian Mihuț (1948-1956) » [« L'organisation anticommuniste conduite par Adrian Mihuț (1948-1956) »], Crisia, Oradea, Editura Muzeului Țării Crișurilor din Oradea, no XLIII,‎ 2013, p. 161-179 (ISSN 1016-2798, présentation en ligne, lire en ligne, consulté le 27 octobre 2024).
- (ro) Gabriel Moisa, Cosmin Budeancă et Olteanu Florentin, « Adrian Mihuț - Lider al grupului de rezistență de pe Valea Crișului Alb (1948-1956) » [« Adrian Mihuț - Chef du groupe de résistance dans la vallée Crișul Alb »], Destine individuale și colective în comunism, Iași, Editura Polirom, no XLIII,‎ 2013 (ISBN 978-973-46-3432-3, présentation en ligne).
- (ro) Liviu Pleșa, « Cum ucidea Securitatea. Cazul ofițerului Mihail Kovács » [« Comment tuait la Securitate. La case de l'officier Mihail Kovács »], Revista 22, Bucarest, Grupul pentru Dialog Social,‎ 3 décembre 2013 (ISSN 1220-5761, présentation en ligne, lire en ligne, consulté le 27 octobre 2024).
- (ro) Aurelian Cocoreanu, « Un erou din munții Dornelor. Grigore Sandu (1907–1989) » [« Un héros des montagnes de Dorne. Grigore Sandu (1907–1989) »], Analele Bucovinei, Bucarest, Editurii Academiei Române, no XXVI/2,‎ 2019, p. 539-549 (présentation en ligne, lire en ligne, consulté le 13 janvier 2025).
- (ro) Cosmin Budeanca, « Gheorghe Militaru: din lagărele sovietice în rezistența anticomunistă din România (I) » [« Gheorghe Militaru : du goulag soviétique à la résistance anticommniste de Roumanie (I) »], Memoria, revista gândirii arestate, Bucarest, Fundatia Culturala MEMORIA, nos 112/3,‎ 2020, p. 15-27 (présentation en ligne, lire en ligne, consulté le 27 octobre 2024).
- (ro) Cosmin Budeanca, « Gheorghe Militaru: din lagărele sovietice în rezistența anticomunistă din România (II) » [« Gheorghe Militaru : du goulag soviétique à la résistance anticommniste de Roumanie (II) »], Memoria, revista gândirii arestate, Bucarest, Fundatia Culturala MEMORIA, nos 113/4,‎ 2020, p. 61-67 (présentation en ligne, lire en ligne, consulté le 27 octobre 2024).
- (ro) Ionel Anitimirescu, « Rezistența anticomunistă din Vrancea: activitatea grupului din Herăstrău » [« La Résistance anticommuniste de Vrancea : l'activité du groupe d'Herăstrău »], Analele Bucovinei, Bucarest, Editurii Academiei Române, no XXX/1,‎ 2023, p. 222-233 (présentation en ligne, lire en ligne, consulté le 27 octobre 2024).

### Autres sources

#### Livres
- (en) Peter Grose, Operation Rollback : America's Secret War Behind the Iron Curtain [« Opération Refoulement : La guerre secrète de l'Amérique derrière le rideau de fer »], New-York, Houghton Mifflin Harcourt / Mariner Books, 2001, 256 p. (ISBN 978-0-618-15458-6, présentation en ligne), p. 166.
- (ro) Gheorghe Onișoru (coordinateur), Consiliul Național pentru Studierea Arhivelor Securității (C.N.S.A.S), Totalitarism și rezistență, teroare și represiune în România comunistă [« Totalitarisme et résistance, terreur et répression en Roumanie communiste »], Bucarest, Editura CNSAS, coll. « Studii » (no 1), 2001 (ISBN 973-0-02533-9, présentation en ligne, lire en ligne).
- (ro) Marius Oprea, "Banalitatea răului". O istorie a Securității în documente [« "La banalité du mal". Une histoire de la Securitate en documents. 1949-1989 »], Iași, Editura Polirom, 2002, 582 p. (ISBN 973-683-927-3, présentation en ligne).
- (en) Kevin McDermott et Matthew Stibbe, Revolution and resistance in Eastern Europe : challenges to communist rule [« Révolution et résistance en Europe de l'Est : les défits au régime communiste »], Londres, Berg, 2006, 224 p. (ISBN 978-1-84520-259-0, présentation en ligne).
- Claudia-Florentina Dobre, Un pays derrière les barbelés. Brève histoire de la répression communiste en Roumanie, Bucarest, Fundația Culturală Memoria, 2013 (ISBN 978-606-8285-16-0, présentation en ligne).
- (ro) Vlad Mitric-Ciupe, Arhitecții români și detenția politică, 1944-1964. Între destin concentraționar și vocație profesională [« Les architectes roumains et la détention politique, 1944-1964. Entre un destin concentrationnaire et vocation professionnelle »], Bucarest, Institutul Național pentru Studiul Totalitarismului (INST), coll. « Colecția Studii », 2013, 560 p. (ISBN 978-973-7861-58-0, présentation en ligne).

#### Articles
- (ro) Constantin Latea, « Epurări din armata româna. Criterii politice și mijloace de presiune: 1945-1958 » [« Les purges de l'armée roumaine / Critères politiques et moyens de pression »], Arhivele Totalitarismului, Bucarest, Institutul Național pentru Studiul Totalitarismului (INST), nos 1-2,‎ 1994, p. 222-240 (ISSN 1221-6917, présentation en ligne).
- (ro) Gheorghe Onișoru, « “Vin americanii!” – de la speranță la iluzie în România postbelică » [« "Les Américains arrivent!" - De l'espérance à l'illusion dans la Roumanie d'après-guerre »], Anuarul Institutului de Istorie A.D. Xenopol, Iași, Academia Română - Filiala Iași /Institutul de Istorie “A. D. Xenopol”, vol. XXXI,‎ 1994, p. 299-313 (ISSN 1221-3705, présentation en ligne, lire en ligne, consulté le 22 octobre 2024).
- (en) Eduard Mark, « The OSS in Romania, 1944-1945: An Intelligence Operation in the Early Cold War » [« L'OSS en Roumanie, 1944-1945: Une opération de renseignement dans les premières heures de la guerre froide »], Intelligence and National Security, London, Franck Cass, vol. 9, no 2,‎ avril 1994, p. 320-344 (présentation en ligne).
- (ro) Cornel Jurju, Universitatea Babeș-Bolyai - Institutul de Istorie Orală, « Mitul «venirii americanilor». Studiu de caz: rezistența anticomunistă de la Huedin » [« Le mythe de la "venue des Américains". Etude de cas : la résistance anticommuniste de Huedin »], Anuarul Institutului de Istorie Orală, Cluj, Editura Argonaut, vol. III,‎ 2002, p. 173-192 (ISSN 1454-4865, présentation en ligne).
- Claudia Dobre, « Elisabeta Rizea de Nucșoara : un « lieu de mémoire » pour les roumains ? », Conserveries mémorielles - Revue transdisciplinaire, Université Laval, Québec, IHTP - Institut d'Histoire du Temps Présent, CELAT,‎ 1er octobre 2006 (ISSN 1718-5556, lire en ligne, consulté le 15 octobre 2024).
- (ro) Jipa Rotaru, « Un erou al rezistenței anticomuniste din România anilor 50: Vasile Motrescu : Grupul Mandea. Între legendă și adevăr », dans Jipa Rotaru, "Eroism și eroi la români": Prima sesiune de comunicări științifice; Maia Catargi - Ialomița; 16-17 septembrie 2005 [« Le groupe Mandea. Entre légende et vérité »], Constanța, Editura Fundației Andrei Șaguna, 2006 (ISBN 978-973-732-035-3, présentation en ligne), p. 203-210.
- (ro) Gheorghe Gorun et Hadrian Gorun, « Un parașutat în România vândută: Mircea Popovici » [« Un parachuté dans une Roumanie trahie »], Anuarul Institutului de Istorie Orală, Cluj, Presa universitară clujeană / Editura Argonaut, vol. VIII,‎ 2007, p. 148-172 (ISSN 1454-4865, présentation en ligne).
- (ro) Alexandru Razes, « Miscarea de rezistenta antisovietica din Bucovina » [« le mouvement de résistance antisoviétique de Bucovine »], Foaie Națională, Bucarest,‎ 10 décembre 2010 (lire en ligne, consulté le 15 octobre 2024).
- (ro) IICCMER, « Acțiunea de căutare și deshumare a lui Gheorghe Pașca și Gavrilă Rus, uciși de Securitatea comunistă la 5 februarie 1956. » [« Recherche et Exhumation de Gheorghe Pașca et Gavrilă Rus, tués par la Securitate communiste le 5 février 1956 »], Archive des évènements de l'Institut de Recherche sur les Crimes du Communisme et la Mémoire de l'Exil Roumain (IICCMER), Bucarest,‎ 29 avril 2014 (lire en ligne, consulté le 27 octobre 2024).

### Filmographie
- (ro) Memorialul Durerii, o istorie care nu se învață la școală, de TVR (prod.) et de Lucia Hossu-Longin (réal.), 2005, documentaire historique, 49 minutes [voir en ligne] [présentation en ligne], « Recurs în cazul Motrescu. Rezistența armată anticomunistă în Obcinele Bucovinei a început încă de la sfârșitul războiului, când o grupare paramilitară s-a organizat împotriva Armatei Roșii. Între 1948 și 1955. » : Le Mémorial de la Souffrance - Documentaire de la TVR sur Vasile Motrescu.
- (ro) Memorialul Durerii, o istorie care nu se învață la școală, de TVR (prod.) et de Lucia Hossu-Longin (réal.), 2005, documentaire historique, 44 minutes [voir en ligne] [présentation en ligne], « Moșul. Film biografic al fostului șef al Rezistenței din Munții Făgăraș-Ion Gavrilă Ogoranu » : Le Mémorial de la Souffrance - Documentaire de la TVR sur Ion Gavrilă Ogoranu.
- (ro) Memorialul Durerii, o istorie care nu se învață la școală, Seria Neagră, de TVR (prod.) et de Lucia Hossu-Longin (réal.), 1991 et 2006, documentaire historique, 41 minutes [voir en ligne] [présentation en ligne], « Tortionarii: Alexandru Nicolschi » : Le Mémorial de la Souffrance - Documentaire et Interview d'Alexandru Nicolschi.
- (ro) Memorialul Durerii, o istorie care nu se învață la școală, de TVR (prod.) et de Lucia Hossu-Longin (réal.), 2006, documentaire historique, 45 minutes [voir en ligne] [présentation en ligne], « Viteaza din Nucșoara » : Le Mémorial de la Souffrance - Le fameux Documentaire de la TVR sur la vie d'Elisabeta Rizea, rediffusé régulièrement. L'interview d'Elisabeta Rizea a été réalisé en 1992.
- (ro) Mărturia lui Gavril Vatamaniuc de Ioan Roșca / Procesul comunismului, 2008, documentaire historique, environ 1655 minutes (55 films) [voir en ligne] [présentation en ligne] : Série d'interviews-témoignage / 55 vidéos.
- (ro) Dezbatere privind sensul Procesului Comunismului / Mărturia lui Gavril Vatamaniuc, de TVR Internațional (prod.) et de TVR Internațional / Procesul comunismului (réal.), 4 décembre 2009, documentaire historique, 9 minutes [voir en ligne] : Emissions de TV : "Débat sur le sens du Procès du communisme / le témoignage de Gavril Vatamaniuc".
- (ro) Reportage de France 24 du 21/12/2009 sur les enquêtes archéologiques des crimes de la Securitate : Les crimes du régime communiste hantent toujours la mémoire roumaine, de France 24 (prod.) et de Mirel Bran (réal.), 21 décembre 2009, documentaire historique, 12 minutes [voir en ligne] [présentation en ligne] : Vingt ans après la chute du régime communiste, les Roumains tentent de se réconcilier avec leur passé. La nouvelle génération se plonge dans l'histoire douloureuse de son pays avec un objectif avoué : tourner la page.
- (ro) Conferință "Memoria vie a spiritualității românești cu un invitat deosebit: Gavril Vatamaniuc" de Fundația Creștină Părintele Arsenie Boca, 17 septembre 2010, documentaire historique, 21 minutes [voir en ligne] [présentation en ligne] : organisée par la "Biblioteca Academiei de Studii Economice" et la "Fundația Creștină Părintele Arsenie Boca".
- (ro) Zilele Rezistenței Naționale Anticomuniste, Sâmbăta de Sus, 22-24 iulie 2011, Simpozion : Gavril Vatamaniuc, luptătorul în rezistența armată anticomunistă din Munții Bucovinei, de Fundația Ion Gavrilă Ogoranu (prod.) et de Fundația Ion Gavrilă Ogoranu (réal.), 22 juillet 2011, documentaire historique, 8 minutes [voir en ligne].
- (ro) Memorialul Durerii - Gavril Vatamaniuc, de Justin Lazar (prod.) et de Justin Lazar (réal.), 2012, Au total plus de 65 heures [voir en ligne] [présentation en ligne] : Longs interviews du résistant Gavril Vatamaniuc, réalisés par Justin Lazar, et découpés en 80 vidéos de longueurs variables. La première vidéo est la numéro 5, à la suite d'un renommage des quatre premières en 101, 102, 103, et 104.
- Après le silence, ce qui n’est pas dit n’existe pas ?, de NOVEMBREproductions – Les Fées Productions – mobra films (prod.) et de Vanina Vignal (réal.), mars 2012, documentaire social, disponible en français, anglais et roumain, 96 minutes [voir en ligne] [présentation en ligne] : Vanina Vignal met en exergue les non-dits et silences même après le chute du communisme, au travers du témoignage de son amie roumaine. Il semble que le silence soit un lourd héritage transmis entre les générations. Le réflexe de survie des Roumains, qui a constitué en une bulle individuelle de protection et d'évitement, continue de structurer les mentalités et d'expliquer les comportements.
- (ro) Nascuta in grota partizanilor. Interviu cu Ioana V Arnautoiu, de TVR 2 (prod.) et de Iuliana Marciuc (réal.), coll. « Destine ca-n filme », 23 juillet 2013, documentaire historique, 34 minutes [voir en ligne] [présentation en ligne] : Témoignage vidéo. Interview de Ioana V Arnăuţoiu, fille de Toma Arnautoiu, retraçant l'épopée tragique de son père, héros des montagnes, et de sa mère Maria Plop.
- (ro) Memorialul Durerii, o istorie care nu se învață la școală : Șef al Penitenciarului de pedeapsă Maior Alexandru Vișinescu a condus închisoarea tăcerii de la Râmnicu Sărat între anii 1950-1963, de TVR 2 (prod.) et de Lucia Hossu-Longin (réal.), 30 novembre 2013, documentaire historique [présentation en ligne], « Alexandru Vișinescu » : Documentaire de la TVR sur les tortionnaires communistes.
- (ro) Elisabeta Rizea de Mihai Constantinescu, 2013, documentaire historique, 72 minutes [présentation en ligne] : Documentaire soutenu par Asociația pentru Promovarea filmului românesc/Romanian Film Promotion (APFR).
- (ro) În spatele cortinei, de Asociația Rost & Centrul de Studii în Istorie Contemporană (prod.) et de Bogdan Mustaţă (réal.), 2013, documentaire historique, 50 minutes [voir en ligne] [présentation en ligne] : L'objectif principal du film est de familiariser le public roumain et occidental avec l'image réelle et non masquée du communisme, loin de l'idéalisme promu par les nostalgiques ou ses promoteurs actuels. Ainsi, à travers le film « Derrière le rideau », nous voulons présenter au public roumain et européen l'histoire de la communisation forcée de la Roumanie, en suivant les principaux moyens par lesquels la destruction de la société a eu lieu entre 1944 et 1951 : de l'abolition de la propriété privée, la réforme agraire, la réforme monétaire, la nationalisation des objectifs industriels et la décapitation de l'armée, à la fraude massive des élections électorales en faveur du Parti communiste, l'abolition du pluralisme politique et de la liberté de la presse, la subordination de l'économie aux intérêts de l'Union soviétique et l'abolition de la monarchie.
- (ro) Arheologia crimelor comunismului. Cazul Gheorghe Pașca și Gavrilă Rus - Năsăud (28-29.04.2014) de Gheorghe Petrov (IICCMER), 28-29 avril 2014, documentaire historique, 24 minutes [voir en ligne] [présentation en ligne] : Documentaire de l'IICCMER sur l'archéologie des crimes communistes. Le cas Gheorghe Pașca et Gavrilă Rus - Năsăud (28-29.04.2014).
- (ro) Memorialul Durerii, o istorie care nu se învață la școală, de TVR 2 (prod.) et de Lucia Hossu-Longin (réal.), 2014, documentaire historique, 50 minutes [voir en ligne], « Caractere - Monseniorul Vladimir Ghika » : Le Mémorial de la Souffrance - Documentaire de la TVR sur la vie du prètre catholique Vladimir Ghika.
- (ro) Memorialul Durerii, o istorie care nu se învață la școală, de TVR 2 (prod.) et de Lucia Hossu-Longin (réal.), 2015, documentaire historique, 49 minutes [voir en ligne] [présentation en ligne], « O istorie a bravilor - Marina Chirica, cea care a ajutat Grupul de Rezistența de la Nucșoara » : Le Mémorial de la Souffrance - Documentaire de la TVR sur Marina Chirica, une résistante du groupe Arnăuțoiu (de Nucşoara).
- (ro) Memorialul Durerii, o istorie care nu se învață la școală, de TVR (prod.) et de Lucia Hossu-Longin (réal.), 2015, documentaire historique [présentation en ligne], « O istorie a bravilor - Grupul din masivul Vlădeasa - Suferințele urmașilor. În fostul sediu al securității din Cluj, au fost anchetați, începând cu 7 decembrie 1957, toți membri grupului Capotă-Dejeu. » : Le Mémorial de la Souffrance - Documentaire de la TVR sur le groupe Capotă-Dejeu.
- (ro) Memorialul Durerii, o istorie care nu se învață la școală, de TVR 2 (prod.) et de Lucia Hossu-Longin (réal.), 2015, documentaire historique, 47 minutes [voir en ligne] [présentation en ligne], « O istorie a bravilor - Grupul lui Ion Paragină » : Le Mémorial de la Souffrance - Documentaire de la TVR sur le groupe Ion Paragină.
- (ro) Memorialul Durerii, o istorie care nu se învață la școală, de TVR 2 (prod.) et de Lucia Hossu-Longin (réal.), 2015, documentaire historique, 45 minutes [voir en ligne] [présentation en ligne], « Memorialul durerii: O istorie a bravilor - Victor Macoveiciuc » : Le Mémorial de la Souffrance - Documentaire de la TVR sur Vladimir Macoveiciuc.
- (ro) Memorialul Durerii, o istorie care nu se învață la școală, de TVR 2 (prod.) et de Lucia Hossu-Longin (réal.), 2015, documentaire historique, 45 minutes [voir en ligne] [présentation en ligne], « Figuri legendare ale rezistenței - Grupul de la Muntele Mare » : Le Mémorial de la Souffrance - Documentaire de la TVR sur le groupe de résistance de Nicolae Dabija.
- (ro) Memorialul Durerii, o istorie care nu se învață la școală, de TVR 2 (prod.) et de Lucia Hossu-Longin (réal.), 2015, documentaire historique [présentation en ligne], « Poveşti de iubire în infern - Maria şi Toma Arnăuţoiu » : Le Mémorial de la Souffrance - Documentaire de la TVR sur le couple Maria Plop et Toma Arnăuţoiu, chef du réseau de résistance "Haiducii Muscelului" de Nucşoara.
- (ro) Memorialul Durerii, o istorie care nu se învață la școală, de TVR 1 (prod.) et de Lucia Hossu-Longin (réal.), 2017, documentaire historique, 47 minutes [voir en ligne] [présentation en ligne], « Memorialul Durerii: Poveşti de iubire în infern - Ana şi Ion Gavrilă » : Le Mémorial de la Souffrance - Documentaire de la TVR sur Ion Gavrilă Ogoranu et son épouse Ana.
- (ro) Memorialul Durerii, o istorie care nu se învață la școală, de TVR 1 (prod.) et de Lucia Hossu-Longin (réal.), 2017, documentaire historique, 48 minutes [voir en ligne] [présentation en ligne], « Memorialul Durerii: Poveşti de iubire în infern - Olimpia şi Gogu Puiu » : Le Mémorial de la Souffrance - Documentaire de la TVR sur le chef de la résistance en Dobroudja Gogu Puiu et son épouse Olimpia.
- (ro) Arheologia crimei - Raiul lui Şuşman, de TVR 1 et IICCMER (prod.) et de Roxana Chiriţă (réal.), 2017, documentaire historique, 48 minutes [voir en ligne] [présentation en ligne], « Raiul lui Şuşman » : L'archéologie du crime - Documentaire de la TVR et de l'IICCMER sur le groupe de Susman.
- (ro) Arheologia crimei - Lupta de pe Muntele Mare, de TVR 1 et IICCMER (prod.) et de Roxana Chiriţă (réal.), 2017, documentaire historique, 48 minutes [voir en ligne] [présentation en ligne], « Lupta de pe Muntele Mare » : L'archéologie du crime - Documentaire de la TVR et de l'IICCMER sur la fin du groupe de Nicolae Dabija lors  de la lutte de Muntele Mare.
- (ro) Arheologia crimei - Morţii din închisori, de TVR 1 et IICCMER (prod.) et de Roxana Chiriţă (réal.), 2017, documentaire historique, 48 minutes [voir en ligne] [présentation en ligne], « Morţii din închisori » : L'archéologie du crime - Documentaire de la TVR et de l'IICCMER sur les morts des prisons communistes.
- (ro) Memorialul Durerii, o istorie care nu se învață la școală, de TVR 2 (prod.) et de Lucia Hossu-Longin (réal.), 2019, documentaire historique, 47 minutes [voir en ligne], « Un episcop martir - Anton Durcovici » : Le Mémorial de la Souffrance - Documentaire de la TVR sur la vie de l'évèque catholique Anton Durcovici.
- (ro) Grigore Sandu - un luptator anticomunist din Muntii Dornelor, de ProCivis Vatra Dorna (prod.) et de Aurelian Cocoreanu (réal.), 2019, documentaire historique, 49 minutes [voir en ligne] : Documentaire de l'association ProCivis Vatra Dorna sur la vie de Grigore Sandu.
- (ro) Memorialul Durerii, o istorie care nu se învață la școală, de TVR 2 et Asociaţia Profesioniştilor de Televiziune din România (APTR) (prod.) et de Lucia Hossu-Longin (réal.), 2020, documentaire historique, 47 minutes [voir en ligne] [présentation en ligne], « Memorialul Durerii: Figuri legendare ale rezistenței: Rezistenţa anticomunistă de la Mănăstirea Arnota » : Le Mémorial de la Souffrance - Documentaire de la TVR sur le groupe Arnota.
- (ro) Memorialul Durerii, o istorie care nu se învață la școală, de TVR 2 et Asociaţia Profesioniştilor de Televiziune din România (APTR) (prod.) et de Lucia Hossu-Longin (réal.), 2020, documentaire historique, 46 minutes [voir en ligne] [présentation en ligne], « Memorialul Durerii: Figuri legendare ale rezistenței - Dobrogea eroică » : Le Mémorial de la Souffrance - Documentaire de la TVR sur la résistance en Dobrouja.
- (ro) Memorialul Durerii, o istorie care nu se învață la școală, de TVR 2 et Asociaţia Profesioniştilor de Televiziune din România (APTR) (prod.) et de Lucia Hossu-Longin (réal.), 2020, documentaire historique, 46 minutes [voir en ligne] [présentation en ligne], « Memorialul Durerii: Figuri legendare ale rezistenței - Gheorghe Pașca de pe Valea Izei » : Le Mémorial de la Souffrance - Documentaire de la TVR sur la résistance en Dobrouja.
- (ro) Memorialul Durerii, o istorie care nu se învață la școală, de TVR 2 et Asociaţia Profesioniştilor de Televiziune din România (APTR) (prod.) et de Lucia Hossu-Longin (réal.), 2020, documentaire historique, 46 minutes [voir en ligne], « Figuri legendare ale rezistenței - Grupul de luptă al lui Adrian Mihuț » : Le Mémorial de la Souffrance - Documentaire de la TVR sur le groupe de résistance d'Adrian Mihuț.
- (ro) Memorialul Durerii, o istorie care nu se învață la școală, de TVR 2 et Asociaţia Profesioniştilor de Televiziune din România (APTR) (prod.) et de Lucia Hossu-Longin (réal.), 2021, documentaire historique, 46 minutes [voir en ligne], « Așezări care s-au opus comunismului - Comuna Teregova - prima parte » : Le Mémorial de la Souffrance - Documentaire de la TVR sur les villages qui se sont opposés au communisme : la commune de Teregova (partie 1).
- (ro) Memorialul Durerii, o istorie care nu se învață la școală, de TVR 2 et Asociaţia Profesioniştilor de Televiziune din România (APTR) (prod.) et de Lucia Hossu-Longin (réal.), 2021, documentaire historique, 47 minutes [voir en ligne], « Așezări care s-au opus comunismului - Comuna Teregova - a doua parte » : Le Mémorial de la Souffrance - Documentaire de la TVR sur les villages qui se sont opposés au communisme : la commune de Teregova (partie 2).
- (ro) Lecția de Istorie-Rezistența Antisovietică din Basarabia/28.05.2022, de TVR Modolva (prod.) et de Vasile Monteanu (réal.), 28 mai 2022, documentaire historique, 58 minutes [voir en ligne] : Une leçon d'histoire sur la Résistance antisoviétique en Bessarabie avec l'historien Ion Țurcanu
- (ro) ISTORIA CUM (NU) AI ȘTIUT-O! EP.1 - Nicolae Ciurică, ultimul partizan din România - partea I, de Sebastian Grigore, Dragos-George Cheptanaru & Claudiu-Cristian Prisecaru (prod.) et de Claudiu-Cristian Prisecaru (réal.), 2022, documentaire historique, 60 minutes [voir en ligne] [présentation en ligne], « Nicolae Ciurică, ultimul partizan din România - partea I » : L'HISTOIRE TELLE QUE VOUS (NE LA) CONNAISSEZ PAS ! EP.1 - Nicolae Ciurică, le dernier partisan en Roumanie - partie I.
- (ro) ISTORIA CUM (NU) AI ȘTIUT-O! EP.2 - Nicolae Ciurică, ultimul partizan din România - partea II, de Sebastian Grigore, Dragos-George Cheptanaru & Claudiu-Cristian Prisecaru (prod.) et de Claudiu-Cristian Prisecaru (réal.), 2022, documentaire historique, 59 minutes [voir en ligne] [présentation en ligne], « Nicolae Ciurică, ultimul partizan din România - partea II » : L'HISTOIRE TELLE QUE VOUS (NE LA) CONNAISSEZ PAS ! EP.2 - Nicolae Ciurică, le dernier partisan en Roumanie - partie II.
- (ro) ISTORIA CUM (NU) AI ȘTIUT-O! EP.3 - Nicolae Ciurică, ultimul partizan din România - partea III, de Sebastian Grigore, Dragos-George Cheptanaru & Claudiu-Cristian Prisecaru (prod.) et de Claudiu-Cristian Prisecaru (réal.), 2022, documentaire historique, 56 minutes [voir en ligne] [présentation en ligne], « Nicolae Ciurică, ultimul partizan din România - partea III » : L'HISTOIRE TELLE QUE VOUS (NE LA) CONNAISSEZ PAS ! EP.3 - Nicolae Ciurică, le dernier partisan en Roumanie - partie III.

### Fictions et adaptations cinématographiques
- Binecuvântată fii, închisoare - (ro) Binecuvântată fii, închisoare, de Agerfilm (prod.) et de Nicolae Mărgineanu (réal.), 08 novembre 2001, 16/9, 90 minutes [présentation en ligne] : Adaptation cinématographique du livre autobiographique de l'écrivain Nicole Valéry-Grossu „Bénie sois-tu, prison”, publié en français, ultérieurement traduit en roumain en 1997.
- Portretul luptătorului la tinerețe (ro) - (ro) Portretul luptătorului la tinerețe, de Filmex Film 2009 (prod.) et de Constantin Popescu (réal.), 13 février 2010, 16/9, 163 minutes [voir en ligne] : Film retraçant la vie de Ion Gavrilă Ogoranu et son groupe de résistants.
- Poarta Albă (ro) - (ro) Poarta Albă, de Ager Film (prod.) et de Nicolae Mărgineanu (réal.), 17 octobre 2014, 16/9, 86 minutes [présentation en ligne] : Fresque dramatique sur l'un des plus terribles camps de concentration communistes roumains, sur le canal du Danube. De nombreux résistants y ont été envoyés et y ont péri.

## Analyse, conseils et corrections
- Cosmin Budeancă, historien chercheur expert à l'IICCMER, conseils et contacts, 2013-2017.
- Dorin Dobrincu, historien spécialiste de la Résistance anticommuniste de Roumanie, corrections, 2017.
- Liviu Țăranu, chercheur au C.N.S.A.S, informations et analyses sur le mouvement légionnaire après 1945, 2016-2017.
- Lucian Vasile, historien chercheur à l'IICCMER, chef du Bureau Education et Mémoire, corrections et traductions en langue roumaine, 2013-2016.
- Alexandru Pătrașcu, auteur du blog "Despre demnitate" (Despre demnitate - Povestea unor oameni (aproape) necunoscuți) et interviewer de Gavril Vatamaniuc (combattant dans la Résistance), sources d'informations inédites et contacts à l'IICCMER, traductions en langue roumaine, 2013-2017.

### Teodor Șușman et son groupe de résistance: livres, documents et articles de presse publiés depuis 1999
1. 1 2  
  - (ro) Rezistența anticomunistă din Apuseni. Grupurile: "Teodor Şușman", "Capotă-Dejeu", "Cruce și Spadă": studii de istorie orală, Doru Radosav, Almira țetea, Cornel Jurju, Valentin Orga, Florin Cioșan, Cosmin Budeancă, 2003.
  - (ro) Rezistența armată anticomunistă din România. Grupul „Teodor Șușman” (1948-1958). Mărturii, Denisa Bodeanu, Cosmin Budeancă, 2004, p. 203-222.
  - (ro) Rezistență Armată Anticomunistă (Album foto documentar), Constantin Vasilescu, 2013, p. 24 et 35.
  - (ro) Lucreția Jurj-Costescu  1999, article "Patru ani de rezistență cu arma în mână în Munții Apuseni".
  - (ro) Octavian Coman  2004, article "Trebuie să ai curaj, trebuie să spui nu".
  - (ro) Cicerone Ionițoiu, « Eroi ai rezistenței armate anticomuniste din România: Grupul Șușman » [« Les héros de la résistance armée anticommuniste de Roumanie : le groupe Șușman »], Photographies de la famille Șușman, publiées vers 2006 sur ce site, sur procesulcomunismului.com (Procesul comunismului, contrarevolutiei și tranzitiei criminale), 2006 (consulté le 21 septembre 2024).
  - (ro) Marius Oprea, « Acțiunea de deshumare a lui Șușman Teodor senior în satul Răchițele, comuna Mărgău, județul Cluj » [« Exhumation de Șușman Teodor senior dans le village de Răchițele, commune de Mărgău, județ de Cluj »], Page consacrée à Teodor Șușman « Exhumation de Șușman Teodor senior dans le village de Răchițele, commune de Mărgău, județ de Cluj », dont une galerie de photographies sur le site internet du Centre de Recherche sur les Crimes du Communisme de Roumanie (IICCMER), sur procesulcomunismului.com (Procesul comunismului, contrarevolutiei și tranzitiei criminale), 24 juin 2010 (consulté le 21 septembre 2024).
  - Pages consacrées à la famille Șușman, publiées sur le site internet Despre demnitate : (ro) Alexandru Pătrașcu, « Din nou despre demnitate și despre Teodor Șușman » [« Du nouveau sur la dignité et sur Teodor Șușman »], sur despredemnitate.wordpress.com (Despre demnitate / Povestea unor oameni (aproape) necunoscuți), 22 juillet 2011 (consulté le 21 septembre 2024) ; (ro) Alexandru Pătrașcu, « Povestea familiei Șușman istorisită de Traian Șușman » [« L'histoire de la famille Șușman racontée par Traian Șușman »], sur despredemnitate.wordpress.com (Despre demnitate / Povestea unor oameni (aproape) necunoscuți), 7 juin 2011 (consulté le 21 septembre 2024) ; (ro) Alexandru Pătrașcu, « Interviu Traian Șușman (4 martie 2000) » [« Interview de Traian Șușman (le 4 mars 2000) »], sur despredemnitate.wordpress.com (Despre demnitate / Povestea unor oameni (aproape) necunoscuți), 19 octobre 2012 (consulté le 21 septembre 2024).
  - Pages consacrées à la famille Șușman, publiées sur le site internet du Memorialului Victimelor Comunismului de la Sighet (Mémorial des victimes du Communisme de Sighet) : (ro) Dorin Dobrincu, « 1/2 februarie 1958, frații Teodor și Visalon Șușman mor în urma unei confruntări cu Securitatea » [« 1/2 février 1958, les frères Teodor et Visalon Șușman meurent à la suite d'une confrontation avec la Securitate »], sur memorialsighet.ro (Memorialul Victimelor Comunismului și al Rezistenței) (consulté le 21 septembre 2024) ; (ro) Memorialul Victimelor Comunismului și al Rezistenței, « Familia Teodor ȘUȘMAN » [« La famille ȘUȘMAN »], sur memorialsighet.ro (Memorialul Victimelor Comunismului și al Rezistenței) (consulté le 21 septembre 2024) ; (ro) Dorin Dobrincu, « Roman Oneț », sur memorialsighet.ro (Memorialul Victimelor Comunismului și al Rezistenței) (consulté le 21 septembre 2024).
  - (ro) Marius Oprea  2010, article "Raiul lui Șușman".
  - (ro)  Film documentaire de la série Arheologia crimei, de Roxana Chiriţă : Arheologia crimei - Raiul lui Şuşman, Roxana Chiriţă, 2017.
  - (ro) Claudiu Pădurean, « Cum a murit șeful luptei anticomuniste din Apuseni » [« Comment est mort le chef de la lutte anticommuniste dans les Apuseni »], sur romanialibera.ro (România Liberă), 20 juin 2010 (consulté le 21 septembre 2024).
  - (ro) Cosmin Budeancă, « Teodor Șușman, dreptatea oamenilor și dreptatea lui Dumnezeu » [« Teodor Șușman, La justice des hommes et la justice de Dieu »], sur romanialibera.ro (România Liberă), 15 juillet 2011 (consulté le 21 septembre 2024).
  - (ro) Mihai Șoica, « Istoricii detectivi: se caută osemintele eroilor anticomuniști Toader și Avisalon Șușman » [« Les historiens détectives : à la recherche des restes des héros anticommunistes Toader et Avisalon Șușman »], sur evz.ro (Evenimentul Zilei), 7 juillet 2011 (consulté le 21 septembre 2024).
  - (ro) Remus Florescu, « Foto Saga familiei Șușman: cum au învins moții Securitatea la o jumătate de secol după ce „bandiții au fost arși de vii” » [« Saga photographique de la famille Șușman : comment la Securitate a vaincu les moți un demi-siècle après que les "bandits aient été brulés vifs" »], sur adevarul.ro (Adevărul), 11 octobre 2014 (consulté le 21 septembre 2024).
  - (ro) Alexandru Pătrașcu, « Scrisori găsite în arhivele Securității de istoricul Cosmin Budeancă (Director IICCMER): „Scrisori către domnul Pretor” » [« Lettres trouvées dans les archives de la Securitate par l'historien Cosmin Budeancă (Directeur IICCMER ) : ' Lettres à M. Pretor ' »], sur despredemnitate.wordpress.com (Despre demnitate / Povestea unor oameni (aproape) necunoscuți), 26 octobre 2012 (consulté le 21 septembre 2024).

### Nicolae Dabija et le groupeFrontul Apărării Naționale, Corpul de Haiduci: livres, documents et revue de presse publiés depuis 1993.
1. 1 2  
  - (ro) Rezistența anticomunistă din munții României, 1946-1958, Cicerone Ionițoiu, 1993, Partea a VIII-a: Erupție în munții Apuseni, p. chapitre "Gilăul răsună de tulnic și pistoale" et Rezistența anticomunistă din munții României, 1946-1958, Cicerone Ionițoiu, 1993, Partea a IX-a: Muntele Mare în flăcări, p. chapitre "Partizanii din Munții Trascăului - din grupul Dabija".
  - (ro) Memoria  1995, article "Grupul de rezistență maior Nicolae Dabija", p. 59-67.
  - (ro) Rezistența armată anticomunistă din România 1944-1962, Adrian Brișcă, 1999, titres "7.2. Grupul Dabija-Macavei (Muntele Mare) (1948-1949).", "7.3. Grupul maiorului Oniga (1948-1949).", "7.4. Grupul Ștefan Popa (Piatra Caprei - Alba) (1948-1949).", "7.11. Liga Apuseană a Moților (1949).", p. 42-67.
  - (ro) Adrian Brișcă  2000, article "Nicolae Dabija (1907-1949)", p. 248-251.
  - (ro) Dorin Dobrincu  2006, article "Rezistența armată anticomunistă în sud-estul Munților Apuseni (I)".
  - (ro) Dorin Dobrincu  2006, article "Rezistența armată anticomunistă în sud-estul Munților Apuseni (II)".
  - (ro) Liviu Pleșa  et al. 2006, article "Implicarea militarilor în mișcarea de rezistență armată - Cazul maiorului Nicolae Dabija (1948-1949)", p. 105-124.
  - (ro) Brazii se frâng, dar nu se îndoiesc, Vol. VII - Rezistenta anticomunistă din Munții Apuseni, Ion Gavrilă Ogoranu, 2007, titres "Cuvânt înainte - Grupurile de rezistență armată din sud-estul Munților Apuseni", "Frații Macavei", "Organizarea grupului armat Dabija", "Grupul de ofițeri de la București", "Formarea grupului Dabija", "Câteva cuvinte despre oamenii recrutati (așa cum i-a caracterizat Securitatea)", "Intrarea în grupul Dabija", "Începutul grupului Dabija" (după declarația lui Traian Macavei)", "Armamentul grupului Dabija", "Organizarea grupului Dabija în 3 martie 1949", "Manifestele", "Obținerea informațiilor", "Trădătorii", "Notă informativă redactată de maiorul Emil Oniga privind activitatea lui pentru descoperirea organizației Dabija", "Căderea grupului Dabija", "Declarații supraviețuitorilor", "Prinderea maiorul Nicolae Dabija", "Legături cu alte grupuri", "Procesele (Lotul Nicolae Dabija)", "Grupul Ionescu Diamandi (după fișele Securității)", "Biografii grupul maiorului Nicolae Dabija".
  - (ro) Rezistența armată din Munții Apuseni. Gruparea maiorului Nicolae Dabija 1948-1949, Adrian Brișcă et Puica Buhoci, 2007.
  - Organizația de rezistență condusă de maiorul Nicolae Dabija (1948-1949), Liviu Pleșa, 2009.
  - (ro) Rezistență Armată Anticomunistă (Album foto documentar), Constantin Vasilescu, 2013, p. 71-83.
  - (ro) IICCMER  2009, article "O nouă acțiune de exhumare organizată de IICCR. Cazul Nicolae (Mișu) Selagea, împușcat de Securitate la 2 septembrie 1950.".
  - (ro) IICCMER  2009, article "Acțiune de exhumare organizată de IICCR în septembrie 2009. Cazul Nicolae (Mișu) Selagea, împușcat de Securitate la 2 septembrie 1950.".
  - (ro) Articles de presse sur l'exhumation de Nicolae (Mișu) Selagea, exécuté par la Securitate le 2 septembre 1950, réalisée les 1er septembre 2009 et 2 septembre 2009, Archive des évènements de l'Institut de Recherche sur les Crimes du Communisme et la Mémoire de l'Exil Roumain (IICCMER), 01-02/09/2009 - 9 Articles de presse publiés dans : Adevărul (01/09/2009), Ziua de Cluj (01/09/2009), România Liberă (02/09/2009), 2 dans Napoca News (01/09/2009), Turda News (01/09/2009), City News (01/09/2009), Informația de Alba (02/09/2009), Unirea (02/09/2009).
  - (ro)  Film documentaire de la série Memorialul Durerii, de Lucia Hossu-Longin : Memorialul Durerii Figuri legendare ale rezistenței - Grupul de la Muntele Mare, Lucia Hossu-Longin, 2015
  - (ro)  Film documentaire de la série Arheologia crimei, de Roxana Chiriţă : Arheologia crimei - Lupta de pe Muntele Mare, Roxana Chiriţă, 2017.
  - (ro) Adevărul, « Alba. Cazemata partizanilor conduși de Nicolae Dabija a fost găsită pe Muntele Mare » [« Alba. La casemate des partisans dirigé par Nicolae Dabija a été trouvée à Muntele Mare »], sur adevarul.ro (Adevărul), 4 août 2010 (consulté le 22 septembre 2024).
  - (ro) Claudiu Pădurean, « Securitatea l-a împușcat, iar prietenul l-a decapitat » [« Abattu par la Securitate et décapité par son ami »], sur romanialibera.ro (România Liberă), 8 août 2010 (consulté le 22 septembre 2024).
  - (ro) Andra Dolana, « IICCMER deshumează mai mulți partizani anticomuniști, uciși de Securitate » [« L'IICCMER exhume davantage de partisans anticommunistes, tués par la Securitate »], sur romanialibera.ro (România Liberă), 20 août 2015 (consulté le 22 septembre 2024).
  - (ro) Gheorghe Petrov, « Urmele partizanilor anticomuniști uciși de Securitate în Munții Apuseni căutate de arheologi » [« Les restes de partisans anticommunistes tués par la Securitate dans les Monts Apuseni recherchés par les archéologues »], sur ziarulunirea.ro (Ziarul Unirea), 27 août 2015 (consulté le 22 septembre 2024).
2. 1 2  (en) Andrei Miroiu  2010, article "Wiping Out ‘The Bandits’: Romanian Counterinsurgency Strategies in the Early Communist Period", p. 682-684.
3. 1 2  (ro) Memorialul Victimelor Comunismului și al Rezistenței, « 28 octombrie 1949 - execuția maiorului Nicolae Dabija și a altor 6 membri ai organizației Frontul Apărării Patriei Român » [« 28 octobre 1949 - exécution du major Nicolae Dabija et de 6 autres membres de l'organisation Front de Défense de la Patrie Roumaine »], sur memorialsighet.ro (Memorialul Victimelor Comunismului și al Rezistenței) (consulté le 22 septembre 2024).

### Colonel Ion Uță et son groupe de résistance: livres, documents et articles de presse publiés depuis 1993.
1. 1 2  
  - (ro) Rezistența anticomunistă din munții României, 1946-1958, Cicerone Ionițoiu, 1993, Partea a III-a: Mișcarea de rezistență din munții Banatului - 1, p. chapitre "Banatul o altă regiune mult frământată".
  - (ro) Rezistența anticomunistă din munții României, 1946-1958, Cicerone Ionițoiu, 1993, Partea a III-a: Mișcarea de rezistență din munții Banatului - 2, p. chapitre "Divizarea grupului de partizani după Pietrele Albe".
  - (ro) Adrian Brișcă  1999, article "Ion Uță (1891-1949)", p. 248-250.
  - (ro) Lacrimi și sânge. Rezistența anticomunistă armată din munții Banatului, Atanasie Berzescu, 1999, chapitre 11 "Confruntări cu prezentul", p. 32-337.
  - (ro) Rezistența armată anticomunistă din România 1944-1962, Adrian Brișcă, 1999, titre "2.1. Grupul colonelului Ion Uță (mai 1947 - noiembrie 1949).", p. 42-67.
  - (ro) Rezistența anticomunistă? Cazul colonelului I. Uță, Theodor Bărbulescu et Liviu Țăranu, 2003, article "Rezistența anticomunistă? Cazul colonelului I. Uță".
  - (ro)  Films documentaires de la série Memorialul Durerii, de Lucia Hossu-Longin :
    - Memorialul Durerii - Așezări care s-au opus comunismului - Comuna Teregova - prima parte, Lucia Hossu-Longin, 2021.
    - Memorialul Durerii - Așezări care s-au opus comunismului - Comuna Teregova - a doua parte, Lucia Hossu-Longin, 2021.

  - (ro) Claudiu Pădurean, « Luptătorul a fost împușcat în data de 17 februarie 1950. Cum l-a asasinat Securitatea pe Ioan Iena » [« Le combattant a été abattu en date du 17 février 1950. Comment a été assassiné par la Securitate Ioan Iena »], sur romanialibera.ro (România Liberă), 19 septembre 2013 (consulté le 22 septembre 2024).
  - (ro) V. Brădățeanu, « Comunismul cu față inumană. Mărturii. BANAT: Grupul Ion Uṭă. Oamenii lui Ion Banda » [« Le communisme au visage inhumain. Témoignages. BANAT : Le groupe Ion Uṭă. les hommes de Ion Banda »], sur .rador.ro (Radio România, Agenția de Presă), 18 décembre 2014 (consulté le 22 septembre 2024).
  - (ro) Răzvan Gheorghe, « Lupta și moartea neînvinsului colonel Ion Uță, erou al Armatei Regale și unul dintre cei mai importanți și mai eficienți partizani ai României. Un martir pe nedrept uitat. Blocul Național, jurământul morții și planul marii insurecții de la Timișoara. Ce s-a întâmplat cu rămășițele pământești ale colonelului? » [« Le combat et la mort du colonel invaincu Ion Uță, héros de l'armée royale et l'un des partisans les plus importants et les plus efficaces de Roumanie. Un martyr injustement oublié. Le Bloc National, le serment de mort et le plan de la grande insurrection à Timișoara. Qu'est-il arrivé à la dépouille du colonel ? »], sur podul.ro, 8 février 2024 (consulté le 4 novembre 2024).
  - (ro) Claudiu Pădurean, « Cum l-au ucis comuniștii pe colonelul Ion Uță: Conducătorul luptătorilor din Munții Banatului dorea unificarea opozanților regimului comunist / DOCUMENTAR ROMÂNIA LIBERĂ » [« Comment les communistes ont tué le colonel Ion Uță : le chef des combattants des montagnes du Banat souhaitait une union des opposants au régime communiste »], sur romanialibera.ro (România Liberă), 8 juillet 2017 (consulté le 22 septembre 2024).

### Gogu Puiu et le groupeHaiducii Dobrogei: livres, documents et revue de presse publiés depuis 1993.
1. 1 2  
  - (ro) Site mémoriel de la famille de Gogu Puiu. Plusieurs textes repris par la presse y décrivent la vie de Gogu Puiu et les vicissitudes des résistants de Dobroudja : 
    - (ro) Elena Rădulescu, « Povestea lui Gogu Puiu » [« L'histoire de Gogu Puiu »], sur gogupuiu.ro (Asociația Gogu Puiu și Haiducii Dobrogei), 2016 (consulté le 22 septembre 2024).
    - (ro) Elena Rădulescu et Florin Dobrescu, « INEDIT. Foto-document cu liderul rezistenței anticomuniste din Dobrogea. » [« Inédit. Document-photo avec le chef de la résistance anticommuniste de Dobroudja. »], sur gogupuiu.ro (Asociația Gogu Puiu și Haiducii Dobrogei), 2016 (consulté le 22 septembre 2024).
    - (ro) Elena Rădulescu, « 9/10 martie 1950. Povestea celor 13 luptători anticomuniști uciși la Lugoj. » [« 9/10 mars 1950. L'histoire des 13 combattants anticommunistes assassinés à Lugoj. »], sur gogupuiu.ro (Asociația Gogu Puiu și Haiducii Dobrogei), 2016 (consulté le 4 juin 2017).
    - (ro) Elena Rădulescu, « Documente » [« Documents »], sur gogupuiu.ro (Asociația Gogu Puiu și Haiducii Dobrogei), 2016 (consulté le 22 septembre 2024).

  - (ro) Rezistența anticomunistă din munții României, 1946-1958, Cicerone Ionițoiu, 1993, Partea II-a: Dobrogea.
  - (ro) Nicolae Ciolacu - Haiducii Dobrogei. Rezistența armată în Munții Babadagului, Dobrogea, Nicolae Ciolacu, 1994.
  - (ro) Rezistența armată anticomunistă din România 1944-1962, Adrian Brișcă, 1999, titre "9. DOBROGEA (iunie 1947-1956).", p. 42-67.
  - (ro) Padurea Babadag - câti copaci, atâtia fugari!?, Silvia Angelescu, 2001.
  - (ro) "Născută din nevoile ţăranilor". Rezistenţa anticomunistă din Dobrogea 1945-1952, Silvia Angelescu, 2001.
  - (ro) Dorin Dobrincu  2003, article "Macedo-românii și rezistența armată anticomunistă din Dobrogea (1948-1952)", p. 233-275.
  - (ro) Rezistența armată din Dobrogea, 1945-1960, Marian Cojoc, 2004.
  - (ro) Rezistența armată anticomunistă din România (1944 - începutul anilor '60), Dorin Dobrincu, 2006, chapitre 18 "Rezistența armată anticomunistă din Dobrogea. Grupurile macedo-române (1948-1952)", p. 772-829.
  - (en) Vladimir Tismăneanu  2009, Dorin Dobrincu: "The discovery of a historiographical subject: anti-communist armed resistance in Romania", p. 330-331.
  - (ro) Rezistența anticomunistă din Dobrogea, Constantin Ionașcu et Virginia Ion, 2011.
  - (ro) Article sur Nicolae Doicaru (ro), chef de la Direction Régionale de la Securitate de Constanța, et organisateur des poursuites, de l'arrestation et de l'assassinat des partisans Dobrogea (1949) : Nicolae Ioniță  2009, article "Fișe biografice ale șefilor de direcții centrale din Securitate, în anii ’60.", p. 105-106.
  - (ro)  Films documentaires de la série Memorialul Durerii, de Lucia Hossu-Longin :
    - Memorialul Durerii - Poveşti de iubire în infern - Olimpia şi Gogu Puiu, Lucia Hossu-Longin, 2017.
    - Memorialul Durerii - Figuri legendare ale rezistenței - Dobrogea eroică, Lucia Hossu-Longin, 2020.

  - (ro) Jurnalul Național, « Partizanii Dobrogei » [« Les partisans de la Dobroudja »], sur jurnalul.ro (Jurnalul Național), 10 mai 2004 (consulté le 22 septembre 2024).
  - (ro) Alexandru Patrăscu, « Balada lui Gogu Puiu » [« La balade de Gogu Puiu »], sur despredemnitate.wordpress.com (Despre demnitate / Povestea unor oameni (aproape) necunoscuți), 4 août 2011 (consulté le 22 septembre 2024).
  - (ro) Traian George Horia, « Unicul monument al Mișcării Legionare din România se află în județul Constanța » [« Le seul monument du Mouvement Légionnaire de Roumanie se trouve dans le comté de Constanța »], sur evz.ro (Evenimentul Zilei), 16 septembre 2011 (consulté le 22 septembre 2024).
  - Blog d'Izabela Papazicu - Pages "Un aroumain inconnu" :
    - (ro) Izabela Papazicu, « Un aromân necunoscut (I) » [« Un Aroumain inconnu (I) »] [archive du 10 mars 2014], sur daimadeadun.wordpress.com (Zboară Niangrâpsiti - blog armânescu), 6 septembre 2013 (consulté le 22 septembre 2024).
    - (ro) Izabela Papazicu, « Un aromân necunoscut (II) » [« Un Aroumain inconnu (II) »] [archive du 10 mars 2014], sur daimadeadun.wordpress.com (Zboară Niangrâpsiti - blog armânescu), 13 septembre 2013 (consulté le 22 septembre 2024).
    - (ro) Izabela Papazicu, « Un aromân necunoscut (III) » [« Un Aroumain inconnu (III) »] [archive du 10 mars 2014], sur daimadeadun.wordpress.com (Zboară Niangrâpsiti - blog armânescu), 20 septembre 2013 (consulté le 22 septembre 2024).
    - (ro) Izabela Papazicu, « Un aromân necunoscut (IV) » [« Un Aroumain inconnu (IV) »] [archive du 10 mars 2014], sur daimadeadun.wordpress.com (Zboară Niangrâpsiti - blog armânescu), 11 octobre 2013 (consulté le 22 septembre 2024).
    - (ro) Izabela Papazicu, « Un aromân necunoscut (V) » [« Un Aroumain inconnu (V) »] [archive du 10 mars 2014], sur daimadeadun.wordpress.com (Zboară Niangrâpsiti - blog armânescu), 27 octobre 2013 (consulté le 22 septembre 2024).

  - (ro) Mariana Iancu, « Foto Haiducii Dobrogei. „Banditul” Gogu Puiu, care a luptat împotriva regimului comunist » [« Photo Les haïdouks de Dobroudja. Le « bandit » Gogu Puiu, qui a lutté contre le régime communiste »], sur adevarul.ro (Adevărul Constanța), 6 juin 2014 (consulté le 22 septembre 2024).
  - (ro) Silvia Iliescu, « Comunismul cu față inumană. Mărturii. DOBROGEA: Grupul fraṭilor Fudulea » [« Le communisme au visage inhumain. Témoignages. Dobroudja : Le groupe des frères Fudulea »], sur rador.ro (Radio România, Agenția de Presă), 10 décembre 2014 (consulté le 22 septembre 2024).
  - (ro) Mariana Iancu, « Gogu Puiu, liderul mișcării anticomuniste din Dobrogea. Haiducii Dobrogei își aveau centrele de rezistență în Babadag și Delta Dunării » [« Gogu Puiu, le chef du mouvement anticommuniste de Dobroudja. Les Haidouks de Dobroudja avaient leur propre centre de résistance à Babadag et dans le Delta du Danube »], sur adevarul.ro (Adevărul Constanța), 3 février 2015 (consulté le 22 septembre 2024).
  - (ro) Mariana Iancu, « Misterele vieții și morții liderului rezistenței anticomuniste din Dobrogea. Gogu Puiu, omagiat la Constanța » [« le mystère de la vie et la mort du chef de la résistance anticommuniste de Dobroudja. Gogu Puiu, célébré à Constanța »], sur adevarul.ro (Adevărul Constanța), 23 janvier 2016 (consulté le 22 septembre 2024).
  - (ro) Adrian Costea, « Interviu cu nepoata liderului rezistenței anticomuniste din Dobrogea » [« Interview avec la petite-fille du chef de la Résistance anticommuniste de Dobroudja »], sur adevarul.ro (Adevărul), 31 janvier 2016 (consulté le 22 septembre 2024).
  - (ro) Mariana Iancu, « Povestea de film a lui Zoe Rădulescu, fiica de partizan născută în beciurile Securității: „Credeam că port genele unui criminal” » [« La vie extraordinaire de Zoe Rădulescu, fille de partisan née dans les cachots de la Securitate : « je croyais porter les gènes d'un criminel » »], sur adevarul.ro (Adevărul Constanța), 26 mars 2016 (consulté le 22 septembre 2024).
  - (ro) Mariana Iancu, « Destine de luptători anticomuniști: „Haiducii Dobrogei”, aromânii care și-au vărsat sângele în numele libertății. „Nouă ani nu am știut nimic de tatăl meu” » [« Les Haïdouks de Dobroudja, les aroumains qui ont versé leur sang au nom de la liberté. « Pendant 9 ans, je n'ai rien su de mon père » »], sur adevarul.ro (Adevărul Tulcea), 7 janvier 2017 (consulté le 22 septembre 2024).
  - (ro) Mariana Iancu, « Rezistenţa Anticomunistă: Grupul Gavrilă şi Haiducii Dobrogei. Eroul Nicolae Ciolacu a ajuns  călugăr la Mănăstirea Sâmbăta » [« La Résistance anticommuniste : le groupe Gavrilă et les hors-la-loi de Dobrogea. Le héros Nicolae Ciolacu est devenu moine au monastère de Sâmbăta »], sur monitorfg.ro (Monitorul de Făgăraş), 18 mars 2019 (consulté le 5 octobre 2024).
  - (ro) Mariana Iancu, « Cum au fost prinşi eroii anticomunişti în Grota Haiducilor din Babadag: „Nu ştiu dacă a murit pe drum sau la Securitate“ » [« Comment les héros anticommunistes ont été capturés dans la grotte des haidouks de Babadag : « Je ne sais pas s'il est mort sur la route ou dans les mains de la Securitate ». »], sur adevarul.ro (Adevărul), 16 mars 2020 (consulté le 5 octobre 2024).

### Ion Gavrilă Ogoranu et le groupeCarpatin Făgărășan: livres, documents et articles de presse publiés depuis 1993.
1. 1 2  (ro) Ion Gavrilă-Ogoranu, Rezistanța anticomunistă din munții făgărășului (Note și ștudii comparative pe marginea documentelor
din arhivă C.N.S.A.S.)
2. 1 2  (ro) Florian Banu  2006, article "Mișcarea de rezistență armată anticomunistă din România - între negare și hiperbolizare", p. 299-314.
3. 1 2  (ro) Livres écrits et publiés par Ion Gavrilă Ogoranu (ro) :
  - Brazii se frâng, dar nu se îndoiesc, Vol. I, Ion Gavrilă Ogoranu, 1995.
  - Brazii se frâng, dar nu se îndoiesc, Vol. II, Ion Gavrilă Ogoranu, 1996.
  - Brazii se frâng, dar nu se îndoiesc, Vol. III, Ion Gavrilă Ogoranu, 1999.
  - Brazii se frâng, dar nu se îndoiesc, Vol. IV, Ion Gavrilă Ogoranu, 2004.
  - Brazii se frâng, dar nu se îndoiesc, Vol. V - La pas prin Frăția de Cruce, Ion Gavrilă Ogoranu, 2006.
  - Brazii se frâng, dar nu se îndoiesc, Vol. VI - Episcopul Ioan Suciu in fata furtunii, Ion Gavrilă Ogoranu, 2006.
  - Brazii se frâng, dar nu se îndoiesc, Vol. VII - Rezistenta anticomunistă din Munții Apuseni, Ion Gavrilă Ogoranu, 2007.
4. 1 2  
  - (ro) Rezistența anticomunistă din munții României, 1946-1958, Cicerone Ionițoiu, 1993, Partea a V-a: Rezistența din munții Făgărașului de pe versantul nordic.
  - (ro) Florian Banu  2006, article "Mișcarea de rezistență armată anticomunistă din România - între negare și hiperbolizare", p. 299-314.
  - (ro) Romulus Rusan  2006, article "Liber în munți".
  - (ro) Dorin Dobrincu  2007, article "Rezistența armată anticomunistă din Munții Făgăraș - versantul nordic. „Grupul carpatic făgărășan” / Grupul Ion Gavrilă (1949/50-1955/56)", p. 433-502.
  - (ro) Rezistență Armată Anticomunistă (Album foto documentar), Constantin Vasilescu, 2013, p. 53-69.
  - (ro)  Films documentaires de la série Memorialul Durerii, de Lucia Hossu-Longin :
    - Memorialul Durerii - Moșul. Film biografic al fostului șef al Rezistenței din Munții Făgăraș-Ion Gavrilă Ogoranu, Lucia Hossu-Longin, 2005.
    - Memorialul Durerii - Poveşti de iubire în infern - Ana şi Ion Gavrilă, Lucia Hossu-Longin, 2017

  - (ro) Laurențiu Dologa, « Ogoranu, partizanul anticomunist care a umilit Securitatea (I) » [« Ogoranu, le partisan anticommuniste qui a humilié la Securitate (I) »], sur ziare.com (Ziare.com), 15 août 2011 (consulté le 22 septembre 2024).
  - (ro) Laurențiu Dologa, « Ogoranu, partizanul anticomunist care a umilit Securitatea (II) » [« Ogoranu, le partisan anticommuniste qui a humilié la Securitate (II) »], sur ziare.com (Ziare.com), 16 août 2011 (consulté le 22 septembre 2024).
  - (ro) Gazeta de Maramureș, « ION GAVRILA OGORANU // Tactica și strategia Grupului Carpatin Făgărășan » [« Ion Gavrilă Ogoranu // Tactique et stratégie du groupe Carpatin Făgărășan »], sur gazetademaramures.ro (Gazeta de Maramureș), 10 juillet 2012 (consulté le 22 septembre 2024).
  - (ro) Alexandra Mateș, « Marele luptător anticomunist Ion Gavrilă Ogoranu – omagiat la Alba Iulia. Citește și află astfel extraordinara lui poveste de viață și de moarte » [« Le grand combattant anticommuniste Ion Gavrilă Ogoranu - célébré à Alba Iulia. Lisez et découvrez ainsi l'histoire extraordinaire de sa vie et de sa mort »], sur ziarulunirea.ro (Ziarul Unirea), 24 mai 2013 (consulté le 22 septembre 2024).
  - (ro) Dorin Timonea, « Povestea luptătorului anticomunist Ion Gavrilă Ogoranu. Cum a fentat miliția și securitatea timp de 26 de ani » [« L'histoire de Ion Gavrilă Ogoranu. Comment il a échappé à la milice et la Securitate pendant 26 ans »], sur adevarul.ro (Adevărul), 21 mai 2015 (consulté le 22 septembre 2024).
  - (ro) Florin Dobrescu, « Page „Lupta anticomunista” sur le site internet de la fondation Gavrilă Ogoranu », sur ogoranu.ro, 3 juin 2016 (consulté le 22 septembre 2024).

### Toma Arnăuțoiu et le groupeHaiducii Muscelului: livres, documents et articles de presse publiés depuis 1993.
1. 1 2  
  - (ro) Sites mémoriels et livres publiés par la famille de Toma Arnăuțoiu : 
    - Luptătorii din munți. Toma Arnăuțoiu - Grupul de la Nucșoara, Ioana Raluca Voicu-Arnăuțoiu, 2009.
    - 50 de ani de la procesul și execuția membrilor grupului de rezistența condus de Toma Arnăuțoiu, Ioana Raluca Voicu-Arnăuțoiu, 2009.
    - (ro) Ioana Raluca Voicu-Arnăuțoiu, « Eroine Nucșoara » [« Les Héroïnes Nucșoara »], Un site consacré aux femmes combattantes dans la Résistance anticommuniste. Le site appartient à Ioana Raluca Voicu-Arnăuțoiu., sur eroinenucsoara.ro, 2013 (consulté le 22 septembre 2024).
    - (ro) Ioana Raluca Voicu-Arnăuțoiu, « Toma Arnăuțoiu », Site internet consacré aux partisans anticommunistes de Nucșoara : Biographie, photographies et documents sur le lieutenant., sur tomaarnautoiu.ro, 2009 (consulté le 22 septembre 2024).

  - (ro) Rezistența anticomunistă din munții României, 1946-1958, Cicerone Ionițoiu, 1993, Partea a VI-a: Rezistența din munții Făgăraș, versantul sudic, p. chapitre "Grupul Haiducii Muscelului".
  - (ro) Claudia Căpățănă  et Răzvan Ciolcă  1998, article "Fișe pentru o istorie a rezistenței anticomuniste, Grupul „Haiducii Muscelului”".
  - (en) Dorin Dobrincu  1998, article "The Anti-Communist Armed Resistance on the Southern Slope of the Făgăraș Mountains and the Iezer Mountains. The Groups Led by Colonel Gheorghe Arsenescu and Lieutenant Toma Arnăuțoiu (1948-1960) I", p. 249-272.
  - (en) Dorin Dobrincu  1998, article "The Anti-Communist Armed Resistance on the Southern Slope of the Făgăraș Mountains and the Iezer Mountains. The Groups Led by Colonel Gheorghe Arsenescu and Lieutenant Toma Arnăuțoiu (1948-1960) II", p. 283-311.
  - (en) Dorin Dobrincu  1998, article "The Anti-Communist Armed Resistance on the Southern Slope of the Făgăraș Mountains and the Iezer Mountains. The Groups Led by Colonel Gheorghe Arsenescu and Lieutenant Toma Arnăuțoiu (1948-1960) III", p. 160-186.
  - (en) Vladimir Tismăneanu  2009, Dorin Dobrincu: "The discovery of a historiographical subject: anti-communist armed resistance in Romania", p. 329-330.
  - (ro) Povestea Elisabetei Rizea din Nucșoara, Elisabeta Rizea et Cornel Drăgoi, 2010.
  - Pages dédiées au mouvement de Arnăuțoiu sur le site du Mémorial des Victimes du Communisme et de la Résistance (Mémorial de Sighet) :
    - (ro) Memorialul Victimelor Comunismului și al Rezistenței, « Toma Arnăuțoiu », sur memorialsighet.ro (Memorialul Victimelor Comunismului și al Rezistenței) (consulté le 22 septembre 2024).
    - (ro) Memorialul Victimelor Comunismului și al Rezistenței, « 18 iulie 1959 – frații Arnăuțoiu și alți 14 membri ai grupului Haiducii Muscelului sunt executați la Jilava » [« 18 juillet 1959 - Les frères Arnăuțoiu et 14 autres membres du groupe les Haïdouks de Muscel sont exécutés à Jilava »], Site internet consacré aux partisans anticommunistes de Nucșoara : Biographie, photographies et documents sur le lieutenant., sur memorialsighet.ro (Memorialul Victimelor Comunismului și al Rezistenței) (consulté le 22 septembre 2024).
    - (ro) Memorialul Victimelor Comunismului și al Rezistenței, « In memoriam Marina Chirca. », sur memorialsighet.ro (Memorialul Victimelor Comunismului și al Rezistenței) (consulté le 8 juin 2017).
    - (ro) Memorialul Victimelor Comunismului și al Rezistenței, « Laurenția Arnăuțoiu. », sur memorialsighet.ro (Memorialul Victimelor Comunismului și al Rezistenței) (consulté le 8 juin 2017).
    - (ro) Memorialul Victimelor Comunismului și al Rezistenței, « 1 februarie 1960 – arestarea col. Gheorghe Arsenescu, lider al grupului de rezistență din Făgăraș. » [« 1er février 1960 - Arrestation du colonel Gheorghe Arsenescu, chef du groupe de résistance de Făgăraș »], sur memorialsighet.ro (Memorialul Victimelor Comunismului și al Rezistenței) (consulté le 8 juin 2017).

  - (ro) Alexandru Patrăscu, « Toma Arnăuțoiu », sur despredemnitate.wordpress.com (Despre demnitate / Povestea unor oameni (aproape) necunoscuți), 29 mai 2011 (consulté le 22 septembre 2024).
  - (ro) Memoria  2009, article "Documente - Din arhiva Securității", p. 231.
  - (ro)  Documentaire/interview : Nascuta in grota partizanilor. Interviu cu Ioana V Arnautoiu, Destine can-n filme, TVR, Iuliana Marciuc, 2013.
  - (ro)  Films documentaires de la série Memorialul Durerii, de Lucia Hossu-Longin :
    - Memorialul Durerii, o istorie care nu se învață la școală / Viteaza din Nucșoara, Lucia Hossu-Longin, 2006 (Le fameux documentaire de la TVR sur la vie d'Elisabeta Rizea).
    - Memorialul Durerii - O istorie a bravilor - Marina Chirica, cea care a ajutat Grupul de Rezistența de la Nucșoara, Lucia Hossu-Longin, 2015.
    - Memorialul Durerii - Poveşti de iubire în infern - Maria şi Toma Arnăuţoiu, Lucia Hossu-Longin, 2015.

  - (ro) Irina Munteanu, « Timpul mărturisirii » [« Le temps des témoignages »], sur jurnalul.ro (Jurnalul Național), 16 juin 2005 (consulté le 22 septembre 2024).
  - (ro) Rl online, « Un destin - ANTON ARNAUTOIU din Muscel » [« Un destin - ANTON ARNAUTOIU de Muscel »], sur romanialibera.ro (România Liberă), 19 août 2006 (consulté le 22 septembre 2024).
  - (ro) Iulia Blaga, « Ioana-Raluca Voicu-Arnautoiu : „Probabil ca s-au publicat mai multe carti cu interviuri ale fostilor lideri comunisti decat carti despre rezistenta anticomunista » [« Ioana-Raluca Voicu-Arnautoiu : « Il s'est probablement publié beaucoup plus de livres avec des interviews d'anciens dirigeants communistes que de livres au sujet de la Résistance anticommuniste » »], sur hotnews.ro (HotNews), 3 novembre 2009 (consulté le 22 septembre 2024).
  - (ro) Raluca Brodner, « Membrii grupului de rezistență de la Nucșoara, comemorați la 50 de ani de la execuție » [« Les membres du groupe de résistance de Nucșoara, commémoration des 50 ans de leur exécution »], sur ziarullumina.ro (Ziarul Lumina), 5 novembre 2009 (consulté le 22 septembre 2024).
  - (ro) Ioana Hașu, « Rezistenţa anticomunistă în munţi: „Povestea familiei Arnăuţoiu“ » [« La Résistance anticommuniste des montagnes : "L'histoire de la famille Arnăuţoiu" »] [archive du 4 novembre 2017], sur rfi.ro, 29 novembre 2011 (consulté le 8 juin 2017).
  - (ro) Série Un cauchemar de la Securitate: le paon des bois de Muscel publiée par adevarul.ro (Adevărul) en 2012 :
    - (ro) Laurentiu Dologa, « Un cosmar al Securitatii : Paunasul codrilor din Muscel (I) - Documentar » [« Un cauchemar de la Securitate : le paon des forêts de Muscel (I) - Documentaire »], sur ziare.com (Ziare.com), 19 mai 2012 (consulté le 22 septembre 2024).
    - (ro) Laurentiu Dologa, « Un cosmar al Securitatii : Paunasul codrilor din Muscel (II) - Documentar » [« Un cauchemar de la Securitate : le paon des forêts de Muscel (II) - Documentaire »], sur ziare.com (Ziare.com), 20 mai 2012 (consulté le 22 septembre 2024).
    - (ro) Laurentiu Dologa, « Un cosmar al Securitatii : Paunasul codrilor din Muscel (III) - Documentar » [« Un cauchemar de la Securitate : le paon des forêts de Muscel (III) - Documentaire »], sur ziare.com (Ziare.com), 21 mai 2012 (consulté le 22 septembre 2024)

  - (ro) Laurentiu Dologa, « Tradare și supravietuire : Partizanii din Nucșoara (I) - Documentar » [« La résistance anticommuniste des montagnes : L'histoire de la famille Arnăuțoiu »], sur ziare.com (Ziare.com), 30 mai 2012 (consulté le 22 septembre 2024).
  - (ro) Laurentiu Dologa, « Tradare și supravietuire : Partizanii din Nucșoara (II) - Documentar » [« La résistance anticommuniste des montagnes : L'histoire de la famille Arnăuțoiu »], sur ziare.com (Ziare.com), 31 mai 2012 (consulté le 22 septembre 2024).
  - (ro) Raluca Voștinar, « Povestea de dragoste din munți: Toma Arnăuțoiu și Maria Plop » [« Les haidouks de Nucșoara, région de Muscel »], sur romanialibera.ro (România Liberă), 18 février 2015 (consulté le 22 septembre 2024).
  - (ro) Radu Petrescu-Muscel, « Argeș: „Zidul Roșu”, monument în cinstea luptătorilor anticomuniști. Târgoviștea i-a ignorat! » [« Argeș : « Le Mur Rouge », monument en l'honneur des combattants anticommunistes. Târgoviște les a ignoré ! »], sur culturadesambata.ro, 18 avril 2016 (consulté le 22 septembre 2024).
  - (ro) Radio România - antenasatelor.ro, « Monumentul "Haiducii Muscelului", inaugurat la Nucșoara, Argeș » [« Le monument "Les Haidouks de Muscel", inauguré à Nucșoara, Argeș »], sur antenasatelor.ro, 22 décembre 2018 (consulté le 22 septembre 2024).
  - Séries Les Partisans de la Liberté publiée par adevarul.ro (Adevărul) en 2019 :
    - (ro) Redacţia Adevărul, « Partizanii libertăţii, hăituiţi aproape zece ani de Securitate. Povestea grupului de luptători anticomunişti de la Nucşoara şi a celor 33 de familii care l-au sprijinit » [« Les partisans de la liberté, traqués pendant près de dix ans par la Securitate. L'histoire du groupe de combattants anticommunistes de Nucșoara et des 33 familles qui les ont soutenus. »], sur adevarul.ro (Adevărul), 17 juin 2019 (consulté le 17 novembre 2024).
    - (ro) Redacţia Adevărul, « Partizanii libertăţii (II). Familiile Jubleanu şi Chirca. „Sunt căsătorit cu Maria, împuşcată în timp ce se afla în bandă, pe munte“ » [« Les partisans de la liberté (II) Les familles Jubleanu et Chirca. « Je suis marié à Maria, abattue alors qu'elle se trouvait dans un groupe des montagnes. » »], sur adevarul.ro (Adevărul), 30 juin 2019 (consulté le 17 novembre 2024).
    - (ro) Redacţia Adevărul, « Partizanii libertăţii (III): Familiile învăţătorilor care au sprijint grupul lui Toma Arnăuţoiu. „A fost decorat de câteva ori şi cu Ordinul Mihai Viteazul. Nu poate simpatiza regimul actual“ » [« Les partisans de la liberté (III) : les familles des enseignants qui ont soutenu le groupe de Toma Arnăuțoiu. « Il a également été décoré à plusieurs reprises de l'Ordre de Michel le Brave. Il ne peut pas sympathiser avec le régime actuel ». »], sur adevarul.ro (Adevărul), 12 août 2019 (consulté le 17 novembre 2024).
    - (ro) Redacţia Adevărul, « Partizanii libertăţii (IV). Familiile preoţilor care au sprijinit grupul lui Toma Arnăuţoiu. „A născut pe 18 septembrie, în închisoarea Văcăreşti, o fetiţă, Libertatea-Justina“ » [« Les partisans de la liberté (IV) : les familles des prêtres qui ont soutenu le groupe de Toma Arnăuțoiu. « Elle a donné naissance le 18 septembre, dans la prison de Văcărești, à une petite fille, Libertatea-Justina ». »], sur adevarul.ro (Adevărul), 17 août 2019 (consulté le 17 novembre 2024).
    - (ro) Redacţia Adevărul, « Partizanii libertăţii (V). Familiile ţăranilor care au susţinut grupul partizanilor condus de Toma Arnăuţoiu. „Ne-a trimis trei sute de lei pentru finet şi alimente pentru copil“ » [« Les partisans de la liberté (V). Les familles des paysans qui soutenaient le groupe de partisans dirigé par Toma Arnăuţoiu. « Il nous a envoyé trois cents lei pour des vêtements et de la nourriture pour l'enfant ». »], sur adevarul.ro (Adevărul), 12 septembre 2019 (consulté le 17 novembre 2024).

  - (ro) Redacţia Adevărul, « 60 de ani de la execuţia lui Toma Arnăuţoiu şi a „Haiducilor Muscelului“. Lista celor 16, ucişi în noaptea de 18 spre 19 iulie 1959, la Jilava » [« 60 ans depuis l'exécution de Toma Arnăuțoiu et du « Haiducilor Muscelului ». Liste des 16 personnes tuées dans la nuit du 18 au 19 juillet 1959 à Jilava »], sur adevarul.ro (Adevărul), 18 juillet 2019 (consulté le 17 novembre 2024).
  - (ro) Redacţia Adevărul, « Partizanele libertăţii. Patimile femeilor care au făcut parte din grupul Arnăuţoiu » [« Les partisans de la liberté. La passion des femmes qui faisaient partie du groupe Arnăuțoiu »], sur adevarul.ro (Adevărul), 18 novembre 2019 (consulté le 17 novembre 2024).

### Victor Lupșa et son groupe de résistance: livres, documents et articles de presse publiés depuis 1993.
1. 1 2  
  - (ro) Adrian Brișcă  1998, article "Victor Lupșa (1921-1956"), p. 223-225.
  - (ro) Rezistența armată anticomunistă din România 1944-1962, Adrian Brișcă, 1999, titres "3.1. Organizația Vlad Țepeș II în Regiunea Orașului Stalin (Brașov) (1949-1950).", "4.3. Organizația Vlad Țepeș II în jud. Vrancea (1947-1950).", p. 42-67.
  - (ro) Începuturile miscarii de rezistenta în România, vol. II: iunie-noiembrie 1946, Radu Ciuceanu, Octavian Roske et Cristian Troncotă, 2001, document 10, p. 153.
  - (ro) Rezistenta anticomunistă armată din România între istorie și memorie, Doru Radosav, 2006, article "Rezistenta anticomunistă armată din România între istorie și memorie", p. 87-107.
  - (ro) Dorin Dobrincu  2010, article "Rezistența armată anticomunistă din Vrancea. Organizația „Vlad Țepeș II” (1949-1950)", p. 103-145.
  - (ro) Oana Mateescu  2011, article "Losing the Phenomenon: Time and Indeterminacy in the Practice of Anthrohistory". Il y est souligné les incertitudes quant à la réalité de la qualité de résistant de Victor Lupșa, considéré comme un traître ou un sécuriste manipulateur par certains, mais comme un véritable résistants par les autres.
  - (ro) Ionel Anitimirescu  2023, article "Rezistența anticomunistă din Vrancea: activitatea grupului din Herăstrău", p. 222-233.
  - (ro) (ro) Cicerone Ionițoiu, « Reprimarea răscoalelor țărănești. » [« La répression des rebelions paysannes »], sur procesulcomunismului.com (Procesul comunismului, contrarevolutiei și tranzitiei criminale), 2004 (consulté le 22 septembre 2024), Partea a-VII-a, chapitre „Ocolul Vrancei, organizatie de țărani liberi, a fost jefuit”.
  - (ro) (ro) Cristina Pușcaș, « Organizația „Vlad Țepeș II” » [« L'organisation Vlad Țepeș II »], sur memoriarezistentei.ro (Memorialul Victimelor Comunismului și al Rezistenței), 25 mai 2013 (consulté le 22 septembre 2024).
  - (ro) Eroii Rezistenței Anticomuniste - Septembrie 2012, Gazeta de Maramureș, AFDPR, p. 5.
  - (ro) Eroii Rezistenței Anticomuniste - Marție 2013, Gazeta de Maramureș, AFDPR, p. 2-4.
  - (ro) Memorialul Victimelor Comunismului și al Rezistenței, « Organizaţia „Vlad Ţepeş II” Vrancea » [« L'organisation "Vlad Ţepeş II" Vrancea »], sur memorialsighet.ro (Memorialul Victimelor Comunismului și al Rezistenței) (consulté le 3 octobre 2024).
  - (ro) Memorialul Victimelor Comunismului și al Rezistenței, « Victor Lupșa », sur memorialsighet.ro (Memorialul Victimelor Comunismului și al Rezistenței) (consulté le 22 septembre 2024).
  - (ro) Memorialul Victimelor Comunismului și al Rezistenței, « O mărturie impresionantă: Ioan Stoe despre părinții săi Victor și Maria Lupșa » [« Un témoignage impressionnant : Ioan Stoe au sujet de ses parents Victor et Maria Lupșa »], sur memorialsighet.ro (Memorialul Victimelor Comunismului și al Rezistenței) (consulté le 22 septembre 2024).
  - (ro) Sebastian Oancea, « Rezistenta din muntii Vrancei - fresca luptei antisovietizare » [« La Résistance des montagnes de Vrancea - Une fresque des luttes contre la soviétisation »], sur ziaruldeiasi.ro (Ziarul de Iași), 6 juillet 2004 (consulté le 30 septembre 2024).
  - (ro) Adrian Nicolae Petcu, « Preotul Ion Năstase din Andreiașu de Jos sub teroarea Securității » [« Le prêtre Ion Năstase d'Andreiașu de Jos terrorisé par la Securitate »], sur ziarullumina.ro (Ziarul Lumina), 12 septembre 2013 (consulté le 22 septembre 2024).
  - (ro) Adrian Nicolae Petcu, « Închisorile părintelui Sebastian Popescu din Dumitrești, județul Râmnicu Sărat » [« Les prisons du Père Sebastian Popescu de Dumitrești, comté de Râmnicu Sărat »], sur ziarullumina.ro (Ziarul Lumina), 19 septembre 2013 (consulté le 22 septembre 2024).
  - (ro) Ștefan Borcea, « Umilințele la care au fost supuși luptătorii anticomuniști din munți. „De Paște, ne dădeau cu fecale la gură, în loc de anafură, iar urina era agheasmă” » [« Les humiliations auxquelles ont été soumis les combattants anticommunistes des montagnes. « A Pâques, ils nous donnaient à manger des matières fécales en guise de pain béni, et à boire de l'urine au lieu d'eau bénite » »], sur adevarul.ro (Adevărul), 12 septembre 2016 (consulté le 3 octobre 2024).

### Autres références
1. ↑  (en) Communist Terror in Romania: Gheorghiu-Dej and the Police State, 1948-1965, Dennis Deletant, 1999, Chapitre 10 : "Armed Resistance", p. 225-234.
2. 1 2  (ro) Rezistența anticomunistă din Munții Făgărașului (Note și studii comparative pe marginea documentelor din arhiva C.N.S.A.S.).
3. ↑  (ro) Bande, bandiți și eroi : Grupurile de rezistență și Securitatea (1948-1968), Florica Dobre, 2003, p. 9.
4. ↑  (ro) Paula Ivan  2009, article "Formele de represiune a rezistenței anticomuniste în memoria colectivă (I)", p. 220.
5. 1 2  (ro) Eroii Rezistenței Anticomuniste - Septembrie 2012, Gazeta de Maramureș, AFDPR, p. 5.
6. ↑  (ro) Rezistenta anticomunistă armată din România între istorie și memorie, Doru Radosav, 2006, article "Rezistenta anticomunistă armată din România între istorie și memorie", p. 87-107.
7. ↑  (ro) Mihai Șoica, « Istoricii detectivi: se caută osemintele eroilor anticomuniști Toader și Avisalon Șușman » [« Les historiens détectives : à la recherche des restes des héros anticommunistes Toader et Avisalon Șușman »], sur evz.ro (Evenimentul Zilei), 7 juillet 2011 (consulté le 21 septembre 2024).
8. ↑  (ro) Alexandru Pătrașcu, « Scrisori găsite în arhivele Securității de istoricul Cosmin Budeancă (Director IICCMER): „Scrisori către domnul Pretor” » [« Lettres trouvées dans les archives de la Securitate par l'historien Cosmin Budeancă (Directeur IICCMER ) : ' Lettres à M. Pretor ' »], sur despredemnitate.wordpress.com (Despre demnitate / Povestea unor oameni (aproape) necunoscuți), 26 octobre 2012 (consulté le 21 septembre 2024).
9. 1 2  (ro) Mariana Iancu, « Frații Dumitru și Nicolae Fudulea, liderii mișcării de rezistență anticomunistă din Tulcea » [« Les frères Dumitru et Nicolae Fudulea, chefs des mouvements de résistance anticommuniste de Tulcea »], sur adevarul.ro (Adevărul Tulcea), 3 février 2015 (consulté le 22 septembre 2024).
10. ↑  (ro) Mariana Iancu, « Prigoana aromânilor în vremea colectivizării: le-au luat și lemnele cu care urmau să-și ridice o casă » [« La persécution des Aroumains au temps de la collectivisation : ils leur ont même pris le bois qu'ils avaient prévu d'utiliser pour construire leur maison. »], sur adevarul.ro (Adevărul Tulcea), 12 novembre 2014 (consulté le 22 septembre 2024).
11. ↑  (ro) Mariana Iancu, « Gogu Puiu, liderul mișcării anticomuniste din Dobrogea. Haiducii Dobrogei își aveau centrele de rezistență în Babadag și Delta Dunării » [« Gogu Puiu, Le chef du mouvement anticommuniste de Dobroudja. Les haïdouks de Dobroudja avaient leur propre centre de résistance à Babadag et dans le delta du Danube »], sur adevarul.ro (Adevărul Tulcea), 3 février 2015 (consulté le 22 septembre 2024).
12. ↑  (ro) Rezistența anticomunistă din munții României, 1946-1958, Cicerone Ionițoiu, 1993, Partea II-a: Dobrogea.
13. ↑  (ro) & (fr) Ouvrages et articles sur les camps du canal du Danube :
  - (ro) Canalul morții. Martor, Valentin Hossu Longin, 2013.
  - (ro) Cartea morților din închisori, lagăre, deportări - 1944-1989, Romulus Rusan, 2013.
  - Memorialul Victimelor Comunismului și al Rezistenței, « Musée Sighet : Salle 17 - Les Travaux forcés », sur memorialsighet.ro (Memorialul Victimelor Comunismului și al Rezistenței) (consulté le 22 septembre 2024).
  - (ro) Romulus Rusan, « 17 februarie 1953 – la Poarta Albă sunt înregistrate într-o singură zi 10 decese » [« 17 février 1953 - A Poarta Albă, sont enregistrés 10 décès en un seul jour »], sur memorialsighet.ro (Memorialul Victimelor Comunismului și al Rezistenței) (consulté le 22 septembre 2024).
  - (ro) Sinziana Ionescu, « FOTO VIDEO Canalul Dunăre-Marea Neagră, gulagul comunist al Dobrogei » [« Photo Vidéo Le canal Danube-Mer noire, le goulag communiste de la Dobroudja »], sur adevarul.ro (Adevărul Constanța), 6 mars 2013 (consulté le 22 septembre 2024).
  - (ro)  Le célèbre camp de travail forcé de Poarta Albă a inspiré un film montrant le calvaire des prisonniers politiques et a immortalisé l'un des aspects les plus mortifères du régime communiste: Poarta Albă (film) (ro) par le réalisateur roumain Nicolae Mărgineanu (réalisateur) (ro) - Poarta Albă, Nicolae Mărgineanu, 2014.
14. 1 2  (en) Oana Mateescu  2011, article "Losing the Phenomenon : Time and Indeterminacy in the Practice of Anthrohistory". Il y est souligné les incertitudes quant à la réalité de la qualité de résistant de Victor Lupșa, considéré comme un traître ou un sécuriste manipulateur par certains, mais comme un véritable résistants par les autres.
15. ↑  (ro) Dorin Dobrincu, « Gheorghe CORNELIU zis Szarvas » [« Gheorghe CORNELIU dit Szarvas »], sur memorialsighet.ro (Memorialul Victimelor Comunismului și al Rezistenței) (consulté le 28 janvier 2025).
16. ↑  (ro) Dorin Dobrincu  2010, article "Rezistența armată anticomunistă din Vrancea. Organizația „Vlad Țepeș II” (1949-1950)", p. 103-145.
17. ↑  (ro) Ștefan Borcea, « Umilințele la care au fost supuși luptătorii anticomuniști din munți. „De Paște, ne dădeau cu fecale la gură, în loc de anafură, iar urina era agheasmă” » [« Les humiliations auxquelles ont été soumis les combattants anticommunistes des montagnes. « A Pâques, ils nous donnaient à manger des matières fécales en guise de pain béni, et à boire de l'urine au lieu d'eau bénite » »], sur adevarul.ro (Adevărul), 12 septembre 2016 (consulté le 22 septembre 2024).
18. ↑  (ro) Père Vasile Rus, « Preoți marturisitori în rezistența anticomunistă de pe Valea Someșului » [« Les prêtres témoins de la Résistance anticommuniste de la Vallée du Someșul »], Les trois prêtres évoqués, dont le père Ioan Valeanu, sont des prêtres gréco-catholiques convertis à l'orthodoxie sous la pression des communistes. Voir les commentaires de l'auteur : le Père Vasile Rus, sur rasunetul.ro (Răsunetul), 2 novembre 2013 (consulté le 22 septembre 2024).
19. ↑  (ro) Rezistența anticomunistă din munții României, 1946-1958, Cicerone Ionițoiu, 1993.
20. ↑  (ro) Rezistența armată anticomunistă din România 1944-1962, Adrian Brișcă, 1999, p. 42-67.
21. ↑  (ro) Cicerone Ionițoiu  1993, article "The Anticommunist Armed Resistance in Romania 1944-1962", p. 75-101.
22. ↑  (ro) Gazeta de Maramureș, « Rezistența armată anticomunistă » [« La résistance armée anticommuniste »], sur gazetademaramures.ro (Gazeta de Maramureș), 19 mars 2013 (consulté le 22 septembre 2024).
23. ↑  (ro) Eroii Rezistenței Anticomuniste - Marție 2013, Gazeta de Maramureș, AFDPR, p. 2-4.
24. ↑  Ouvrages, articles et documents publiés sur le groupe « Partizanii Regelui Mihai - Armata Secretă » ou « Armata Albă » :
  - (ro) Rezistența armată anticomunistă din România 1944-1962, Adrian Brișcă, 1999, titre "7.10. Armata Albă (1948-1949).", p. 42-67.
  - (ro) Dorin Dobrincu  2009, article "Rezistența armată anticomunistă și rezistența greco-catolică în centrul Transilvaniei. Organizația « Partizanii Regelui Mihai - Armata Secretă » (1948-1950)", p. 204-218.
25. ↑  (ro) & (en) Ouvrages, articles et documents publiés sur le groupe « Capotă-Dejeu » :
  - Rezistența armată anticomunistă din România 1944-1962, Adrian Brișcă, 1999, titre "7.9. Grupul Capotă-Dejeu (septembrie-noiembrie 1948).", p. 42-67.
  - Rezistența anticomunistă din Apuseni. Grupurile: "Teodor Şușman", "Capotă-Dejeu", "Cruce și Spadă": studii de istorie orală, Doru Radosav, Almira țetea, Cornel Jurju, Valentin Orga, Florin Cioșan, Cosmin Budeancă, 2003.
  - Rezistența anticomunistă din România. Grupul Capotă-Dejeu (1947-1957). Mărturii, 2006, Denisa Bodeanu.
  - (en) Romanian Counterinsurgency and its Global Context, 1944-1962, Andrei Miroiu, 2016, p. 48,75 et 94.
  - Oana Ionel  2005, article "Alexandru Dejeu și Securitatea", p. 419-428
  - Paula Ivan  2009, article "Formele de represiune a rezistenței anticomuniste în memoria colectivă (I)", p. 219-245.
  - Radu Stancu  2012, article "Ideologie, represiune și pedeapsa cu moartea în deceniul dinaintea adoptării Codului penal din 1969", p. 181-203.
  -  Film documentaire de la série Memorialul Durerii, de Lucia Hossu-Longin : Lucia Hossu-Longin  et 2015  Memorialul Durerii - O istorie a bravilor - Grupul din masivul Vlădeasa, Lucia Hossu-Longin, 2015.
26. ↑  (ro) Ouvrages, articles et documents publiés sur le groupe « Cruce și Spadă » :
  - Rezistența armată anticomunistă din România 1944-1962, Adrian Brișcă, 1999, titre "7.7. Echipa Cruce și Spadă (Munții Apuseni) (1948-1949).", p. 42-67.
  - Rezistența anticomunistă din Apuseni. Grupurile: "Teodor Şușman", "Capotă-Dejeu", "Cruce și Spadă": studii de istorie orală, Doru Radosav, Almira țetea, Cornel Jurju, Valentin Orga, Florin Cioșan, Cosmin Budeancă, 2003.
  - Mișcarea de rezistență anticomunistă din România. Grupul „Cruce și Spadă”. Mărturii, Cosmin Budeancă, Denisa Bodeanu et Valentin Orga, 2009.
  - Paula Ivan  2009, article "Formele de represiune a rezistenței anticomuniste în memoria colectivă (I)", p. 219-245.
  - Liviu Pleșa  2012, article "Călăul Mihail Patriciu". Un officier de la Securitate et tortionnaire adepte des éliminations systématiques, qui fera périr les membres du groupe par exécutions extra-judiciaires, avec l'aval des autorités communistes et soviétiques.
  - (ro) Adrian Lupescu, « Grupul “Cruce și Spadã” – 13 septembrie 1948 – 12 aprilie 1949 » [« Le groupe « Cruce și Spadã » - 13 septembre 1948 - 12 avril 1949 »], sur foaienationala.ro (Foaie Națională), 24 février 2010 (consulté le 22 septembre 2024).
27. ↑  (ro) & (en) Ouvrages, articles et documents publiés sur le groupe « Leon Șușman » :
  - Rezistența armată anticomunistă din România 1944-1962, Adrian Brișcă, 1999, titre "7.8. Grupul Leon Șușman (Valea Arieșului-Turda) (1948-1957).", p. 42-67.
  - Mișcarea armată de rezistență anticomunistă din Romania. 1944-1962, Gheorghe Onișoru, 2003.
  - Brazii se frâng, dar nu se îndoiesc, Vol. VII - Rezistenta anticomunistă din Munții Apuseni, Ion Gavrilă Ogoranu, 2007, titres "Cuvânt înainte - Grupurile de rezistență armată din sud-estul Munților Apuseni", "Legături cu alte grupuri", "Grupul Leon Șușman", "Plecarea lui Leon Şușman în Munții Apuseni", "Sfârșitul unui vis", "Biografii grupul Ştefan Popa", "Biografii grupul Leon Şușman", "Biografii grupul Cornel Deac-Nicolae Moldovan".
  - (en) Andrei Miroiu  2010, article "Wiping Out ‘The Bandits’: Romanian Counterinsurgency Strategies in the Early Communist Period", p. 684.
  - Rezistență Armată Anticomunistă (Album foto documentar), Constantin Vasilescu, 2013, p. 34-51. Le groupe acquit une partie de son armement d'une troupe de légionnaires roumains que les Allemands avaient parachuté dans la zone en 1944-1945. Il fut actif de 1948 à 1957. Pour éliminer ce groupe, les forces de sécurité roumaines utilisèrent des informateurs et interceptèrent la correspondance de membres des familles des rebelles.
  - (ro) Dorin Dobrincu, « 18/19 iulie 1957 – într-o ambuscadă la Poșaga, în Munții Apuseni, sunt împușcați Leon Șușman și Simion Roșa » [« 18/19 juillet 1957 – Dans une embuscade à Poșaga, dans les Monts Apuseni, sont abattus Leon Șușman et Simion Roșa »], sur memorialsighet.ro (Memorialul Victimelor Comunismului și al Rezistenței) (consulté le 22 septembre 2024).
28. ↑  (ro) Ouvrages, articles et documents publiés sur le groupe « Ștefan Popa » :
  - Rezistența armată anticomunistă din România 1944-1962, Adrian Brișcă, 1999, titres "7.2. Grupul Dabija-Macavei (Muntele Mare) (1948-1949).", "7.4. Grupul Ștefan Popa (Piatra Caprei - Alba) (1948-1949).", p. 42-67.
  - Dorin Dobrincu  2006, article "Rezistența armată anticomunistă în sud-estul Munților Apuseni (II)".
  - Brazii se frâng, dar nu se îndoiesc, Vol. VII - Rezistenta anticomunistă din Munții Apuseni, Ion Gavrilă Ogoranu, 2007, titres "Grupul Maxim Alexandru (Sandu)", "Grupul Ștefan Popa (Nuțu)", "Trădătorii", "Legături cu alte grupuri", "Lupte - 2. Teiuș – Popa Ştefan", "Lupta de la Bogoloaia - Uciderea lui Ştefan Popa, Nicu Moldovan și Cornel Pascu", "Grupul Cornel Deac-Nicolae Moldovan", "Biografii grupul Ştefan Popa", ".
  - (ro) Memorialul Victimelor Comunismului și al Rezistenței, « Petre Mărgineanu », sur memorialsighet.ro (Memorialul Victimelor Comunismului și al Rezistenței) (consulté le 22 septembre 2024).
  - (ro) Claudiu Pădurean, « Vânătorii de securiști au găsit mormântul partizanilor Traian Gligor și Traian Mârza » [« Les chasseurs de sécuristes ont trouvé la tombe des partisans Traian Gligor et Traian Mârza »], sur jurnalul.ro (Jurnalul Național), 1er juin 2016 (consulté le 22 septembre 2024).
29. ↑  (ro) Memorialul Victimelor Comunismului și al Rezistenței, « Petre Mărgineanu », sur memorialsighet.ro (Memorialul Victimelor Comunismului și al Rezistenței) (consulté le 22 septembre 2024).
30. ↑  (ro) Ouvrages, articles et documents publiés sur le groupe « Sandu (Alexandru) Maxim » :
  - Brazii se frâng, dar nu se îndoiesc, Vol. VII - Rezistenta anticomunistă din Munții Apuseni, Ion Gavrilă Ogoranu, 2007, titres "Grupul Maxim Alexandru (Sandu)", "Organizarea grupului armat Dabija", "Începuturile grupului Dabija (după declarația lui Traian Macavei)", "Legături cu alte grupuri", "Epilog la uciderea rezistenților de către regimul comunist".
  - Dorin Dobrincu  2006, article "Rezistența armată anticomunistă în sud-estul Munților Apuseni (II)".
  - Liviu Pleșa  et al. 2006, article "Implicarea militarilor în mișcarea de rezistență armată - Cazul maiorului Nicolae Dabija (1948-1949)", p. 105-124.
  - IICCMER  2013, article "Campaniile de arheologie contemporană ale IICCMER - Dezgropînd crimele comunismului".
  - (ro) Cezarina Condurache, « „Fiii Cerului” nu mor – Grupurile de Rezistență Armată Anticomunistă conduse de fratele lui Virgil Maxim, martirul Alexandru Maxim, alături de maiorul Nicolae Dabija » [« « Les Fils du Ciel » ne meurent pas - Le groupe de Résistance Armée Anticommuniste conduite par le frère Virgil Maxim, le martyr Alexandru Maxim, aux côtés du major Nicolae Dabija »], sur marturisitorii.ro (Mărturisitorii), 2 avril 2017 (consulté le 22 septembre 2024).
31. ↑  (ro) Ouvrages, articles et documents publiés sur le groupe « Frații Spaniol » :
  - Marius Cristea  2002, article "Rezistența anticomunistă în zona Aiud. “Grupul Spaniol”", p. 28-30.
  - Liviu Pleșa  et al. 2006, article "Implicarea militarilor în mișcarea de rezistență armată - Cazul maiorului Nicolae Dabija (1948-1949)", p. 105-124.
  - Ion Gavrilă Ogoranu  2007, Titluri „Cuvânt înainte Grupurile de rezistență armată din sud-estul Munților Apuseni”, „Grupul Ștefan Popa (Nuțu)”, „Biografii grupul Spaniol” și „Biografiile cadrelor implicate în represiune”
32. ↑  (ro) Ouvrages, articles et documents publiés sur le groupe « Major Emil Oniga » :
  - Rezistența armată anticomunistă din România 1944-1962, Adrian Brișcă, 1999, titre "7.3. Grupul maiorului Oniga (1948-1949).", p. 42-67.
  - Dorin Dobrincu  2006, article "Rezistența armată anticomunistă în sud-estul Munților Apuseni (II)".
  - Liviu Pleșa  et al. 2006, article "Implicarea militarilor în mișcarea de rezistență armată - Cazul maiorului Nicolae Dabija (1948-1949)", p. 105-124.
  - Ion Gavrilă Ogoranu  2007, Titres "Cuvânt înainte Grupurile de rezistență armată din sud-estul Munților Apuseni", "grupul Ștefan Popa (Nuțu)", "Biografii grupul Spaniol" et "Biografiile cadrelor implicate în represiune"..
33. ↑  (ro) Ouvrages, articles et documents publiés sur le groupe « Cornel Deac - Nicolae Moldovan » :
  - Brazii se frâng, dar nu se îndoiesc, Vol. I, Ion Gavrilă Ogoranu, 1995, Paragraphes „Grupurile de rezistență armată din sud-estul Munților Apuseni”, „Grupul Leon Șușman”, „Grupul Cornel Deac-Nicolae Moldovan” et „Biografii grupul Cornel Deac-Nicolae Moldovan”.
  - Brazii se frâng, dar nu se îndoiesc, Vol. VII - Rezistenta anticomunistă din Munții Apuseni, Ion Gavrilă Ogoranu, 2007, titres "Cuvânt înainte - Grupurile de rezistență armată din sud-estul Munților Apuseni", "Grupul Cornel Deac-Nicolae Moldovan", "Biografii grupul Cornel Deac-Nicolae Moldovan".
34. ↑  (ro) Ouvrages, articles et documents publiés sur le groupe « Capitaine Diamandi Ionescu» :
  - Rezistența anticomunistă din munții României, 1946-1958, Cicerone Ionițoiu, 1993, Partea a VIII-a: Erupție în munții Apuseni, p. chapitre "Gilăul răsună de tulnic și pistoale" et Rezistența anticomunistă din munții României, 1946-1958, Cicerone Ionițoiu, 1993, Partea a IX-a: Muntele Mare în flăcări, p. chapitre "Republica de la Băișoara sau o comuna independenta 24 de ore".
  - Rezistența armată anticomunistă din România 1944-1962, Adrian Brișcă, 1999, titre "7.12. Grupul Diamandi Ionescu (Muntele Băișorii) (1949-1950).", p. 42-67.
  - Dorin Dobrincu  2006, article "Rezistența armată anticomunistă în sud-estul Munților Apuseni (I)".
  - Brazii se frâng, dar nu se îndoiesc, Vol. VII - Rezistenta anticomunistă din Munții Apuseni, Ion Gavrilă Ogoranu, 2007, titres "Grupul Ionescu Diamandi (după fișele Securității)", "Membrii grupului Ionescu-Diamandi", "Lotul II", "Acțiunile grupului Ionescu diamandi", "Actiunea de la Șeșul Cald", "Arestările și asasinatele", "Biografii grupul Diamandi Ionescu", "Biografiile cadrelor implicate în represiune".
  - (ro) Claudiu Pădurean, « Diamandi Ionescu, omul care i-a gonit pe comuniști din Muntele Băișorii » [« Diamandi Ionescu, l'homme qui a chassé les communistes des Monts Băișorii »], sur romanialibera.ro (România Liberă), 2 août 2012 (consulté le 22 septembre 2024).
35. ↑  (ro) Ouvrages, articles et documents publiés sur le groupe « Haiducii lui Avram Iancu - Divizia Sumanele Negre » :
  - Rezistența anticomunistă din munții României, 1946-1958, Cicerone Ionițoiu, 1993, Partea I-a: Eliberarea a însemnat jefuirea și dezorganizarea țării. Încercarea de coordonare a unei mișcări de rezistență națională., p. chapitre „Sumanele negre”.
  - Articles de l'historien Radu Ciuceanu sur le groupe Sumanele negre :
    - Miscarea Nationala de Rezistenta. Sumanele negre. Dosarul operativ I, Radu Ciuceanu, 1994, article "Miscarea Nationala de Rezistenta. Sumanele negre. Dosarul operativ I".
    - Sumanele Negre. Dosarul operativ, 1946, II Radu Ciuceanu, 1994, article "Sumanele Negre. Dosarul operativ, 1946, II".
    - Sumanele Negre. Dosarul operativ, 1946-1947, III, Radu Ciuceanu, 1995, article "Sumanele Negre. Dosarul operativ, 1946-1947, III".
    - Sumanele Negre. Dosarul Operativ, 1945, IV, Radu Ciuceanu, 1995, article "Sumanele Negre. Dosarul Operativ, 1945, IV".
    - Sumanele negre. Dosarul operativ, 1945, V, Radu Ciuceanu, 1995, article "Sumanele negre. Dosarul operativ, 1945, V".
    - Sumanele Negre. Dosarul operativ, 1945-1946, VI, Radu Ciuceanu, 1996, article "Sumanele Negre. Dosarul operativ, 1946, VI".
    - Sumanele Negre. Dosarul operativ, 1946, VII, Radu Ciuceanu, 1996, article "Sumanele Negre. Dosarul operativ, 1946, VII".
    - Sumanele Negre. Dosarul operativ, 1945-1946, VIII, Radu Ciuceanu, 1997, article "Sumanele Negre. Dosarul operativ, 1945-1946, VIII".

  - Cristian Troncotă  1998, article „Procesul mișcării naționale de rezistență, 1946”
  - Începuturile miscarii de rezistenta în România, vol. II: iunie-noiembrie 1946, Radu Ciuceanu, Octavian Roske et Cristian Troncotă, 2001, documents 1-10, p. 30-40.
  - Viorel Rus  2008, article "Originile Năsăudene ale Organizației Anticomuniste Haiducii lui Avram Iancu - Divizia Sumanele Negre", p. 205-214.
  - (ro) Silviu B Moldovan, « MIȘCAREA NAȚIONALĂ DE REZISTENȚĂ. Premiera : un studiu al istoricului Silviu Moldovan, extras din 'Enciclopedia regimului comunist. Represiunea' » [« Le mouvement national de Résistance. Une première : une étude de l'historien Silviu Moldovan, extrait de 'l'encyclopédie du régime communiste. La répression' »], Référence de l'encyclopédie : România 1945-1989. Enciclopedia regimului comunist. Represiunea, volume II (F-O), Coordinateur : Octavian Roske, édité par Institutul Național pentru Studiul Totalitarismului – Academia Romana, Bucarest, 2012, sur ziaristionline.ro (Ziariști Online), 13 février 2013 (consulté le 23 septembre 2024).
  - Série Le procès Sumanelor Negre publié par rador.ro (Radio România, Agenția de Presă)
    - (ro) Silvia Iliescu, « 11-18 noiembrie 1946 – Procesul Sumanelor Negre (I) » [« 11-18 novembre 1946 – Le procès Sumanelor Negre (I) »], sur rador.ro (Radio România, Agenția de Presă), 11 novembre 2014 (consulté le 7 novembre 2024).
    - (ro) Silvia Iliescu, « 11-18 noiembrie 1946 – Procesul Sumanelor Negre (II) » [« 11-18 novembre 1946 – Le procès Sumanelor Negre (II) »], sur rador.ro (Radio România, Agenția de Presă), 19 novembre 2014 (consulté le 7 novembre 2024).
    - (ro) Silvia Iliescu, « 11-18 noiembrie 1946 – Procesul Sumanelor Negre (III) » [« 11-18 novembre 1946 – Le procès Sumanelor Negre (III) »], sur rador.ro (Radio România, Agenția de Presă), 20 novembre 2014 (consulté le 7 novembre 2024).
    - (ro) Silvia Iliescu, « 11-18 noiembrie 1946 – Procesul Sumanelor Negre (IV) » [« 11-18 novembre 1946 – Le procès Sumanelor Negre (IV) »], sur rador.ro (Radio România, Agenția de Presă), 21 novembre 2014 (consulté le 7 novembre 2024).
    - (ro) Silvia Iliescu, « 11-18 noiembrie 1946 – Procesul Sumanelor Negre (V) » [« 11-18 novembre 1946 – Le procès Sumanelor Negre (V) »], sur rador.ro (Radio România, Agenția de Presă), 22 novembre 2014 (consulté le 7 novembre 2024).
    - (ro) Silvia Iliescu, « 11-18 noiembrie 1946 – Procesul Sumanelor Negre (VI) » [« 11-18 novembre 1946 – Le procès Sumanelor Negre (VI) »], sur rador.ro (Radio România, Agenția de Presă), 23 novembre 2014 (consulté le 7 novembre 2024).
36. ↑  (ro) Nicolae Balint, « Gavrilă Olteanu în arhivele mureșene – Informații inedite » [« Gavrilă Olteanu dans les archives de Mureș – Des informations inédites »], sur curentul.net (Curentul), 24 février 2011 (consulté le 23 septembre 2024).
37. ↑  (ro) Ouvrages, articles et documents publiés sur le groupe « Liga Națională Creștină ou Garda Albă » :
  - Oana Ionel  2006, article "Anihilarea organizației 'Garda Albă' de către Securitate (1949)", p. 142-158.
  - Pr. Vasile Rus, Martirii din Dealul Crucii - studii, articole și documente.
  - (ro) IICCMER, « Actiunea de exhumare a partizanilor din organizația de rezistență anticomunistă „Garda Albă”, executați de Securitate în 1949 » [« Exhumation des partisans de l'organisation de résistance anticommuniste 'Garda Albă', exécutés par la Securitate en 1949 »], archive des évènements de l'Institut de Recherche sur les Crimes du Communisme et la Mémoire de l'Exil Roumain (IICCMER), publié en mai 2009 (l'exhumation a eu lieu le 27 avril 2009), sur iiccmer.ro (IICCMER), 20 avril 2009 (consulté le 23 septembre 2024).
  - (ro) IICCMER, « Campanii referitoare la execuțiile sumare ale Securității din anii 1949 și 1952, din județele Bistrița-Năsăud și Hunedoara, desfășurate în perioada aprilie-mai 2009 » [« Campagne sur les exécutions sommaires de la Securitate en 1949 et 1952, dans les comtés de Bistrița-Năsăud și Hunedoara, réalisées dans la période avril-mai 2009 »], archive des évènements de l'Institut de Recherche sur les Crimes du Communisme et la Mémoire de l'Exil Roumain (IICCMER), publié en mai 2009 (l'exhumation a eu lieu le 27 avril 2009), sur iiccmer.ro (IICCMER), 7 mai 2009 (consulté le 23 septembre 2024).
  - (ro) IICCMER, « Acțiunea de reînhumare a partizanilor din organizația de rezistență anticomunistă „Garda Albă”, executați de securitate în 1949 » [« Ré-inhumation des partisans de l'organisation de résistance anticommuniste 'Garda Albă', exécutés par la Securitate en 1949 »], archive des évènements de l'Institut de Recherche sur les Crimes du Communisme et la Mémoire de l'Exil Roumain (IICCMER), publié en mai 2009 (l'exhumation a eu lieu le 27 avril 2009), sur iiccmer.ro (IICCMER), 20 juin 2009 (consulté le 23 septembre 2024).
  - (ro) Ioana Diaconescu, Memorialul Victimelor Comunismului și al Rezistenței, « Represiunea împotriva Rezistenței anticomuniste din munți. Un poet erou: Constant Tonegaru » [« La répression contre la Résistance anticommuniste des montagnes. Un poète héros : Constant Tonegaru »], article extrait du livre : "Scriitori în arhivele CNSAS", sur memorialsighet.ro (Memorialul Victimelor Comunismului și al Rezistenței), Bucarest, Fundația Academia Civică, 2012 (ISBN 978-973-8214-66-8, consulté le 23 septembre 2024).
  - (ro) Alexandru Pătrașcu, « Condamnarea comunismului, studiu de caz: România » [« La condamnation du communisme, une étude de cas: la Roumanie »], page consacrée à Leonida Bodiu sur le site internet Despre demnitate, sur despredemnitate.wordpress.com (Despre demnitate / Povestea unor oameni (aproape) necunoscuți), 31 mars 2013 (consulté le 23 septembre 2024).
  - (ro) Mediafax, « Trei membri ai rezistenței, executați de Securitate în 1949, vor fi exhumați » [« Trois membres de la Résistance, exécutés par la Securitate en 1949, vont être exhumés »], sur mediafax.ro (Mediafax.ro), 27 avril 2009 (consulté le 23 septembre 2024).
38. ↑  (ro) Ouvrages, articles et documents publiés sur le groupe « capitaine Leonida Bodiu » :
  - Fratele meu, ostaş în divizia “Tudor Vladimirescu”, împuşcat ca anticomunist pe Dealu Crucii, Viorel Bodiu, 1997.
  - Oana Ionel  2006, article "Anihilarea organizației 'Garda Albă' de către Securitate (1949)", p. 142-158.
  - Viorel Rus  2005, article "Trei martiri ai rezistenței anticomuniste din județul Bistrița-Năsăud Leonida Bodiu, Dumitru Toader și Ioan Burdeți", p. 79-91.
  - Pr. Vasile Rus, Martirii din Dealul Crucii - studii, articole și documente.
  - (ro) Zaharia Cotoc, « Dreptate peste ani pentru trei luptatori anticomunisti » [« La justice au fil des années pour trois combattants anticommunistes »], sur gazetadecluj.ro/, 2 mai 2009 (consulté le 8 novembre 2024).
  - (ro) Liana Mureșan, « Ramasitele celor trei luptatori anticomunisti ucisi la Nepos zac inca la LML BN » [« Les dépouilles des trois combattants anticommunistes tués à Nepos se trouvent toujours au Laboratoire médico-légal de Bistrita-Năsăud »], sur gazetadecluj.ro/, 30 mai 2009 (consulté le 8 novembre 2024).
  - (ro) Père Vasile Rus, « Preoți marturisitori în rezistența anticomunistă de pe Valea Someșului » [« Les prêtres témoins de la Résistance anticommuniste de la Vallée du Someșul »], Les trois prêtres évoqués, dont le père Ioan Valeanu, sont des prêtres gréco-catholiques convertis à l'orthodoxie sous la pression des communistes. Voir les commentaires de l'auteur : le Père Vasile Rus, sur rasunetul.ro (Răsunetul), 2 novembre 2013 (consulté le 24 septembre 2024).
  - (ro) Silvia Iliescu, « Comunismul cu faţă inumană. Mărturii. BISTRIŢA NĂSĂUD: Liga Naṭional Creṣtină, Garda Albă » [« Un communisme au visage inhumain. Témoignages. BISTRIŢA NĂSUD : Ligue Nationale Chrétienne, Garde Blanche »], sur rador.ro (Radio România, Agenția de Presă), 12 décembre 2014 (consulté le 8 novembre 2024).
  - (ro) rasunetul, « Locotenentul Leonida Bodiu, martir al mișcării de rezistență anticomunistă Liga Națională Creștină din județul Bistrița Năsăud » [« Lieutenant Leonida Bodiu, martyr du mouvement de résistance anticommuniste Ligue chrétienne nationale du comté de Bistrița Năsăud »], sur rasunetul.ro (Răsunetul), 5 mai 2023 (consulté le 8 novembre 2024).
  - (ro) Silvia Iliescu, « Mari oameni ai partidelor istorice. Ţărăniştii 1937-1947 (XXII) » [« Les grands hommes des partis politiques historiques. Le Parti National Paysan 1937-1947 (XXII) »], sur rador.ro (Radio România, Agenția de Presă), 15 septembre 2023 (consulté le 8 novembre 2024).
39. ↑  (ro) Marius Oprea, « Prezentul fără perdea, Marius Oprea: Episcopul partizanilor: Preasfințitul Vasile Someșeanul » [« Le présent sans rideaux, Marius Oprea : L'évêque des partisans : Sa Béatitude Vasile Somesanul »], sur mediafax.ro (Mediafax), 10 octobre 2021 (consulté le 24 septembre 2024).
40. ↑  (ro) Rezistența în munți și orașul Brașov (1944-1948), Petre Baicu & Alexandru Salcă, 1997.
41. ↑  (ro) Ouvrages, articles et documents publiés sur groupe « Valer Șirianu » :
  - Rezistența armată anticomunistă din România 1944-1962, Adrian Brișcă, 1999, titre "8.3. Grupul Valer Șirianu (1948).", p. 42-67.
  - Silviu B. Moldovan  et Mihai Demetriade  2008, article "Ion Mitucă, de la rezistență la disidență" (Annexe 5), p. 134.
  - (ro) Laurențiu Dologa, « Eroul aviator Teodor Greceanu și evadarea din fortăreață comunista Aiud (II) » [« Le héros aviateur Teodor Greceanu et l'évasion de la forteresse communiste d'Aiud (II) »], sur ziare.com (Ziare.com), 27 septembre 2011 (consulté le 24 septembre 2024).
42. ↑  (ro) Ouvrages, articles et documents publiés sur le groupe « Gligor Cantemir » :
  - Steliana Breazu  1995, article "Grupul de rezistență anticomunistă al lui Cantemir Gligor din munții Zarandului și Codrului, pe valea Crișului Alb", p. 233-235.
  - Rezistența armată anticomunistă din România 1944-1962, Adrian Brișcă, 1999, titre "8.1. Grupul Gligor Cantemir (iunie 1947 - noiembrie 1952)", p. 42-67.
  - Cornea Corneliu  2006, article "Rezistenta anticomunistă în Arad".
  - (ro) George Enache, « De la Arad, prin Aiud, spre veșnicie » [« D'Arad à Aidu, vers l'éternité »], sur ziarullumina.ro (Ziarul Lumina), 19 mars 2010 (consulté le 24 septembre 2024).
  - (ro) Cristina Pușcaș, « Gligor Cantemir », sur memoriarezistentei.ro (Memorialul Victimelor Comunismului și al Rezistenței), 31 juillet 2015 (consulté le 24 septembre 2024).
43. ↑  (ro) Cornea Corneliu  2006, article "Rezistenta anticomunistă în Arad".
44. ↑  (ro) Ouvrages, articles et documents publiés sur le groupe « Adrian Mihuț » :
  - Rezistența anticomunistă din munții României, 1946-1958, Cicerone Ionițoiu, 1993, Partea a XI-a: Adrian Mihuț începe lupta.
  - Lacrimi și sânge. Rezistența anticomunistă armată din munții Banatului, Atanasie Berzescu, 1999, p. 29 et 34.
  - Cornea Corneliu  2006, article "Rezistenta anticomunistă în Arad".
  - Gabriel Moisa  et Marius Kramer  2012, article "Structuri anticomuniste din vestul României. Grupul Adrian Mihuț".
  - Gabriel Moisa  2013, article "Organizația condusă de Adrian Mihuț (1948-1956)", p. 161-179.
  - Gabriel Moisa  2013, article "Adrian Mihuț - Lider al grupului de rezistență de pe Valea Crișului Alb (1948-1956)", p. 161-179.
  -  Film documentaire de la série Memorialul Durerii, de Lucia Hossu-Longin : Memorialul Durerii - Figuri legendare ale rezistenței - Grupul de luptă al lui Adrian Mihuț, Lucia Hossu-Longin, 2020
45. 1 2  (ro) Brazii se frâng, dar nu se îndoiesc, Vol. III, Ion Gavrilă Ogoranu, 1999.
46. ↑  (ro) Ouvrages, articles et documents publiés sur le couple Toma Arnăuțoiu et Maria Plop :
  - (ro) Memorialul Victimelor Comunismului și al Rezistenței, « Maria Plop », sur memorialsighet.ro (Memorialul Victimelor Comunismului și al Rezistenței), 17 avril 2010 (consulté le 24 septembre 2024).
  -  Film documentaire de la série Memorialul Durerii, de Lucia Hossu-Longin : Memorialul Durerii - Poveşti de iubire în infern - Maria şi Toma Arnăuţoiu, Lucia Hossu-Longin, 2015.
  - (ro) Raluca Voștinar, « Povestea de dragoste din munți: Toma Arnăuțoiu și Maria Plop » [« Histoire d'amour des montagnes : Toma Arnăuțoiu et Maria Plop »], sur romanialibera.ro (România Liberă), 18 février 2015 (consulté le 24 septembre 2024).
47. ↑  (ro) & (en) Ouvrages, articles et documents publiés sur le groupe « Apostol » :
  - Rezistența anticomunistă din munții României, 1946-1958, Cicerone Ionițoiu, 1993, Partea a VI-a: Rezistența din munții Făgăraș, versantul sudic, p. chapitre "Grupul Haiducii Muscelului".
  - (en) Vladimir Tismăneanu  2009, Dorin Dobrincu: "The discovery of a historiographical subject: anti-communist armed resistance in Romania", p. 330.
  - Claudia Căpățănă  et Răzvan Ciolcă  1998, article "Dumitru Apostol (1905-1950)", p. 229-230.
  - Ion Constantinescu Mărăcineanu  2004, article "Un erou de legendă: Colonelul (r) Gh. Arsenescu".
  - (ro) Adrian Nicolae Petcu, « Părintele Gheorghe Cârstoiu în temnița comunistă » [« Le Père Gheorghe Cârstoiu dans les geôles communistes »], sur ziarullumina.ro (Ziarul Lumina), 15 février 2013 (consulté le 24 septembre 2024).
  - (ro) Silvia Iliescu, « Comunismul cu față inumană. Mărturii. Făgăraș - Versantul sudic / Grupul Apostol » [« Le communisme à face inhumaine. Témoignages. Făgăraș - Versant Sud / Le groupe Apostol »], sur rador.ro (Radio România, Agenția de Presă), 16 décembre 2014 (consulté le 24 septembre 2024).
48. ↑  (ro) Ouvrages, articles et documents publiés sur le groupe « Liga Partizanilor Romani din Hațeg » (La Ligue des Partisans Roumains de Hațeg) :
  - Cartea de Aur a rezistenței românești împotriva comunismului, Cicerone Ionițoiu, 1995 et 1996.
  - IICCMER  2009, article "Acțiunea de exhumare a partizanului anticomunist Vitan Petru împușcat de securitate la 21 noiembrie 1952.".
  - Liviu Pleșa  2013, article "Cum ucidea Securitatea. Cazul ofițerului Mihail Kovács".
  - (ro) Carmen Cosman, « Eroul din muntii Sureanu a fost deshumat » [« le héros des montagnes Sureanu a été exhumé »], sur romanialibera.ro (România Liberă), 7 mai 2009 (consulté le 25 septembre 2024).
  - (ro) Maximilian Gânju, « Monument în memoria partizanilor anticomuniști » [« Un monument en mémoire des partisans anticommunistes »], sur cronicavj.ro, 28 juillet 2013 (consulté le 25 septembre 2024).
49. ↑  (ro) IICCMER  2009, article "Acțiunea de exhumare a partizanului anticomunist Vitan Petru împușcat de securitate la 21 noiembrie 1952.".
50. ↑  (ro) Ștefan Bellu  1995, article "Rezistența în munții Maramureșului".
51. ↑  (ro) Ouvrages, articles et documents publiés sur les groupes « Grupuri de preoți uniați » (Le groupe de prêtres uniates) :
  - Dorin Dobrincu  2009, article "Rezistența armată anticomunistă și rezistența greco-catolică în centrul Transilvaniei. Organizația « Partizanii Regelui Mihai - Armata Secretă » (1948-1950)", p. 204-218.
  - (ro) Ioan Pop, « Eroii rezistentei anticomuniste / Maramuresul liber din munti » [« Les héros de la Résistance anticommuniste / Le Maramureș libre dans les montagnes »], sur gazetademaramures.ro (Gazeta de Maramureș), 10 août 2009 (consulté le 25 septembre 2024).
  - (ro) Ioan Pop, « Eroii rezistenței anticomuniste / Preoti si calugarite cu arma-n mana » [« Les héros de la Résistance anticommuniste / Prêtres et moines les armes à la main »], sur gazetademaramures.ro (Gazeta de Maramureș), 8 février 2010 (consulté le 25 septembre 2025).
52. ↑  (ro) Ouvrages, articles et documents publiés sur le groupe « Gavrilă Mihali-Ștrifundă » :
  - Rezistența armată anticomunistă din România 1944-1962, Adrian Brișcă, 1999, titre "6.1. Lupta pentru integritatea țării (5 martie -7 aprilie 1945).", p. 42-67.
  - Legendarul Găvrilă Mihali Ștrifundă din Borșa, Nicoară Timiș, 2000.
  - Pădurea răzvrătită. Mărturii ale rezistenței anticomuniste, Ștefan Bellu, 2009.
  - Adrian Brișcă  1997, article "Mihali-Ștrifundă Gavrilă (1901-1961)", p. 223-225.
  - (ro) Memorialul Victimelor Comunismului și al Rezistenței, « Gavrilă Mihali Ștrifunda », sur memorialsighet.ro (Memorialul Victimelor Comunismului și al Rezistenței) (consulté le 25 septembre 2024).
  - (ro) Gazeta de Maramureș, « Legendarul „voivod” Ștrifundă » [« Le légendaire 'Voivode' Ștrifundă »], sur gazetademaramures.ro (Gazeta de Maramureș), 30 avril 2012 (consulté le 25 septembre 2024).
  - (ro) Dan Gheorghe, « Istorii cenzurate (Partea a II-a): Eroul din Borșa » [« Les histoires censurées (2ème partie) »], sur romanialibera.ro (România Liberă), 7 février 2015 (consulté le 26 septembre 2024).
  - (ro) Dragos Hojda, « Foto. Povestea primarului care s-a opus ucrainizării Maramureșului. A fost vânat de comuniști și dus la muncă silnică » [« Photo. L'histoire du maire qui s'est opposé à l'ukrainisation du Maramureș »], sur adevarul.ro (Adevărul), 9 mars 2015 (consulté le 26 septembre 2024).
  - (ro) Panni Pongracz et Ionuț Țene, « Ionuț Tene: Cum a luptat primarul Strifundă din Borșa ca Maramureșul istoric să nu fie ocupat de RSS Ucraineană, în 1945 » [« Ionuț Tene : Comment le maire de Strifundă de Borșa s'est battu pour que le Maramureș historique ne soit pas occupé par la RSS d'Ukraine en 1945 »], sur MaraMedia.ro, 20 septembre 2022 (consulté le 25 septembre 2024).
53. ↑  (ro) Ouvrages, articles et documents publiés sur le groupe « Vasile Popșa » :
  - Rezistența armată anticomunistă din România 1944-1962, Adrian Brișcă, 1999, titre "6.3. Grupul Vasile Popșa din Ieud (1948-1949).", p. 42-67.
  - Rezistența anticomunistă din Maramureș. Gruparea Popșa (1948-1949), Camelia Ivan Duică, 2005.
  - (ro) Florin Mihai, « Luptătorii din munți » [« Les combattants des montagnes »], sur jurnalul.ro (Jurnalul Național), 4 mars 2008 (consulté le 26 septembre 2024).
  - (ro) Ioan Pop, « Eroii rezistentei anticomuniste / Maramuresul liber din munti » [« Les héros de la Résistance anticommuniste / Le Maramureș libre dans les montagnes »], sur gazetademaramures.ro (Gazeta de Maramureș), 10 août 2009 (consulté le 26 septembre 2024).
  - (ro) Ioan Pop, « Eroii rezistenței anticomuniste / Prima „bandă” de luptători în munți » [« Les héros de la Résistance anticommuniste / La première 'bande' de combattants des montagnes »], sur gazetademaramures.ro (Gazeta de Maramureș), 8 février 2010 (consulté le 26 septembre 2024).
  - (ro) Silvia Iliescu, « Comunismul cu față inumană. Mărturii. Maramureș: Lotul Viṣovan » [« Le communisme à visage inhumain. Témoignages : le groupe Viṣovan »], sur rador.ro (Radio România, Agenția de Presă), 8 décembre 2014 (consulté le 26 septembre 2024).
54. ↑  (ro) Ouvrages, articles et documents publiés sur le groupe « Dragomirești » :
  - Rezistența armată anticomunistă din România 1944-1962, Adrian Brișcă, 1999, titre "6.4. Grupul Ion Ilban - Dragomirești (1949-1956).", p. 42-67.
  - Rezistenta anticomunista din Muntii Tiblesului, Vasile Tiplea, Ioana Raluca Marza, 2021.
  - (ro) Gazeta de Maramureș, « Eroii rezistenței anticomuniste / Grupul Dragomirești » [« Les héros de la Résistance anticommuniste / Le groupe Dragomirești »], sur gazetademaramures.ro (Gazeta de Maramureș), 5 octobre 2009 (consulté le 26 septembre 2024).
  - (ro) Ileana Zubascu Cristescu, « Eroii rezistenței anticomuniste / Grupul Dragomirești/ Arestată la 6 luni! » [« Les héros de la Résistance anticommuniste / Le groupe Dragomirești/ Arrêtée à l'âge de 6 mois ! »], sur gazetademaramures.ro (Gazeta de Maramureș), 5 octobre 2009 (consulté le 26 septembre 2024).
  - (ro) Camelia Tocaci, « Pe urmele Rezistenţei Anticomuniste – Rezistenţa din Munţii Ţibleş-Maramureş » [« Sur les traces de la Résistance Anticommuniste des Monts Ţibleş-Maramureş »], sur graiul.ro (Graiul Maramureşului), 5 août 2017 (consulté le 9 novembre 2024).
  - (ro) Gheorghe Anghel, « Maramureş: Dragomireşti a fost declarat „oraş martir” al luptei anticomuniste » [« Maramureş : Dragomireşti a été déclarée "ville martyr" de la lutte armée anticommuniste »], sur basilica.ro (Biserica Ortodoxă Română), 17 novembre 2020 (consulté le 9 novembre 2024).
55. ↑  (ro) Ouvrages, articles et documents publiés sur le groupe « Vasile Dunca » :
  - Rezistența anticomunistă din munții României, 1946-1958, Cicerone Ionițoiu, 1993, Partea a IV-a: Alecu ia conducerea mișcării de rezistență. Pregătiri de luptă și la Craiova. Maramureșul prezent în lupta pentru libertate., p. chapitre „Maramureșul prezent în lupta pentru libertate”.
  - Rezistența armată anticomunistă din România 1944-1962, Adrian Brișcă, 1999, titre "6.2. Grupul Vasile Dunca (1948).", p. 42-67.
  - Dorin Dobrincu  2006, article "Formațiuni „minore” de rezistența anticomunistă și fugari solitari din nordul Transilvaniei (1949-1958)", p. 133.
  - (ro) Gazeta de Maramureș, « EROII REZISTENTEI ANTICOMUNISTE / „Banda ciobanilor” » [« La Résistance anticommuniste / "La bande des bergers" »], sur gazetademaramures.ro (Gazeta de Maramureș), 19 mars 2013 (consulté le 11 novembre 2024).
  - (ro) Camelia Tocaci, « Pe urmele Rezistenţei Anticomuniste – Rezistenţa din Munţii Ţibleş-Maramureş » [« Sur les traces de la Résistance Anticommuniste des Monts Ţibleş-Maramureş »], sur graiul.ro (Graiul Maramureşului), 5 août 2017 (consulté le 9 novembre 2024).
  - (ro) muzeedelasat.ro, « Casa Memorială Dunca Pâțu, Ieud » [« La maison mémorialeDunca Pâțu, Ieud »], site internet et musée virtuelle de différentes maisons de villages roumains, projet financé par l' Administrația Fondului Cultural Național, sur muzeedelasat.ro (Muzee de la sat), 2021 (consulté le 9 novembre 2024).
56. ↑  (ro) Ouvrages, articles et documents publiés sur le groupe « Nicolae Pop » :
  - Rezistența armată anticomunistă din România 1944-1962, Adrian Brișcă, 1999, titre "6.5. Grupul Nicolae Pop din Munții Țibleșului (1949-1953).", p. 42-67.
  - „Să trăiască partizanii până vin americanii”. Povestiri din munți, din închisoare și din libertate., Aristina Pop-Saileănu, 2008.
  - (ro) Memorialul Victimelor Comunismului și al Rezistenței, « Nicolae Pop », sur memorialsighet.ro (Memorialul Victimelor Comunismului și al Rezistenței) (consulté le 26 septembre 2024).
  - (ro) Memorialul Victimelor Comunismului și al Rezistenței, « Familia Maria şi Nicolae Pop din Lăpuşul Românesc » [« La famille Maria et Nicolae Pop de Lăpusul Românesc »], sur memorialsighet.ro (Memorialul Victimelor Comunismului și al Rezistenței) (consulté le 9 novembre 2024).
  - Pages consacrées à Nicolae Pop et à Aristina Pop sur le site internet Despre demnitate : 
    - (ro) Alexandru Pătrașcu, « Nicolae Pop », sur despredemnitate.wordpress.com (Despre demnitate / Povestea unor oameni (aproape) necunoscuți), 11 octobre 2012 (consulté le 9 novembre 2024)
    - (ro) Alexandru Pătrașcu, « Aristina », sur despredemnitate.wordpress.com (Despre demnitate / Povestea unor oameni (aproape) necunoscuți), 12 octobre 2012 (consulté le 9 novembre 2024).

  - (ro) Ovidiu Hategan, « Razbunarea gropilor comune » [« La revanche des fosses communes »], sur România Liberă - Editia Transilvania-Banat, 20 décembre 2006 (consulté le 26 septembre 2024).
  - (ro) « Haiducii din munți » [« Les haidouks des montagnes »], sur gazetademaramures.ro (Gazeta de Maramureș), 27 mai 2012 (consulté le 26 septembre 2024).
  - (ro) Camelia Tocaci, « Pe urmele Rezistenţei Anticomuniste – Rezistenţa din Munţii Ţibleş-Maramureş » [« Sur les traces de la Résistance Anticommuniste des Monts Ţibleş-Maramureş »], sur graiul.ro (Graiul Maramureşului), 5 août 2017 (consulté le 9 novembre 2024).
57. ↑  (ro) Ouvrages, articles et documents publiés sur Aristina Pop :
  - Pages consacrées à Aristina Pop sur le site internet du Mémorial de Sighet : 
    - (ro) Memorialul Victimelor Comunismului și al Rezistenței, « Aristina Pop Săileanu », sur memorialsighet.ro (Memorialul Victimelor Comunismului și al Rezistenței) (consulté le 26 septembre 2024)
    - (ro) Memorialul Victimelor Comunismului și al Rezistenței, « Fișă matricolă penală: Aristina Pop » [« Casier judiciaire d'Aristina Pop »], sur memorialsighet.ro (Memorialul Victimelor Comunismului și al Rezistenței) (consulté le 26 septembre 2024)
    - (ro) Memorialul Victimelor Comunismului și al Rezistenței, « Aristina Pop Săileanu, Să trăiască partizanii până vin americanii » [« Aristina Pop Săileanu, Que vivent les partisans jusqu'à l'arrivée des Américains »], Extraits du livre d'Aristina Pop Săileanu : "Să trăiască partizanii până vin americanii. Povestiri din munți, din închisoare și din libertate", interview de Liana Petrescu, sur memorialsighet.ro (Memorialul Victimelor Comunismului și al Rezistenței) (consulté le 26 septembre 2024).

  - (ro) Mihai Creangă, « Cine a fost copilita codrului? » [« Qui était l'enfant des bois ? »], sur romanialibera.ro (România Liberă), 29 mai 2008 (consulté le 26 septembre 2024).
  - (ro) Romulus Rusan, « "Să trăiască partizanii până vin americanii" Povestea Aristinei Pop Săileanu » [« Que vivent les partisans jusqu'à l'arrivée des Américains. Une histoire d'Aristina Pop Săileanu »], sur romanialibera.ro (România Liberă), 28 novembre 2014 (consulté le 26 septembre 2024).
58. ↑  (ro) Memorialul Victimelor Comunismului și al Rezistenței, « Atanase Oniga », sur memorialsighet.ro (Memorialul Victimelor Comunismului și al Rezistenței) (consulté le 9 novembre 2024).
59. ↑  (ro) Ouvrages, articles et documents publiés sur le groupe « Gheorghe Pașca » :
  - Cartea de Aur a rezistenței românești împotriva comunismului, Cicerone Ionițoiu, 1995 et 1996.
  - Rezistența armată anticomunistă din România 1944-1962, Adrian Brișcă, 1999, titre "6.4. Grupul Ion Ilban - Dragomirești (1949-1956).", p. 42-67.
  - IICCMER  2014, article "Acțiunea de căutare și deshumare a lui Gheorghe Pașca și Gavrilă Rus, uciși de Securitatea comunistă la 5 februarie 1956.".
  -  Documentaire de l'IICCMER : Arheologia crimelor comunismului. Cazul Gheorghe Pașca și Gavrilă Rus - Năsăud (28-29.04.2014), Gheorghe Petrov, 2014.
  -  Film documentaire de la série Memorialul Durerii, de Lucia Hossu-Longin : Memorialul Durerii - Figuri legendare ale rezistenței - Gheorghe Pașca de pe Valea Izei, Lucia Hossu-Longin, 2020.
  - (ro) Père Vasile Rus, « Gheorghe Pașca, simbol al rezistenței anticomuniste » [« Gheorghe Pașca, symbole de la résistance anticommuniste »], sur rasunetul.ro (Răsunetul), 25 avril 2013 (consulté le 26 septembre 2024).
  - (ro) Ioana Lucacel et Mircea Crișan, « Memoria umilită a unui simbol al rezistenței anticomuniste » [« La mémoire humiliée d'un symbole de la Résistance anticommuniste »], sur gazetademaramures.ro (Gazeta de Maramureș), 7 octobre 2013 (consulté le 29 septembre 2024).
  - (ro) Bianca Sara Gavrilă, « După un deceniu concentrat pe fuga de Securitate și o viață aproape de legendă, luptătorul anticomunist Gheorghe Pașca va avea un monument în Năsăud » [« La mémoire humiliée d'un symbole de la Résistance anticommuniste »], sur adevarul.ro (Adevărul), 4 mars 2014 (consulté le 24 septembre 2024).
  - (ro) Jurnalul.ro, « Acțiunea de căutare și deshumare a lui Gheorghe Pașca și Gavrilă Rus, uciși de Securitatea Comunista la 5 februarie 1956 » [« Recherche et exhumation de Gheorghe Paṣca Gavrilă Rus, tués par la Securitatea communiste le 5 février 1956 »], sur jurnalul.ro (Jurnalul Național), 25 avril 2014 (consulté le 26 septembre 2024).
  - (ro) Gheorghe Petrov, « La Cimitirul Năsăud, deshumarea osemintelor victimelor securității Gheorghe Pașca și Gavrilă Rus » [« Au cimetière de Năsăud, exhumation des restes des victimes de la securitate Gheorghe Pașca și Gavrilă Rus »], sur rasunetul.ro (Răsunetul), 29 avril 2014 (consulté le 21 juillet 2017).
  - (ro) Claudiu Pădurean, « Mormântul eroilor Pașca și Rus, căutat de vânătorii de securiști » [« La tombe des héros Pașca și Rus, recherchés par les chasseurs de sécuristes »], sur romanialibera.ro (România Liberă), 29 avril 2014 (consulté le 26 septembre 2024).
  - (ro) Ioana Lucacel et Mircea Crișan, « O crimă ascunsă șase decenii: deshumarea eroului Pașca » [« Un crime caché pendant cinq décennies : l'exhumation du héros Pașca »], sur gazetademaramures.ro (Gazeta de Maramureș), 2 mai 2014 (consulté le 26 septembre 2024).
  - (ro) Silvia Iliescu, « Comunismul cu față inumană. Mărturii. Maramureș: Gheorghe Paṣca » [« Le communisme au visage inhumain. Témoignages. Maramureș : Gheorghe Paṣca »], sur rador.ro (Radio România, Agenția de Presă), 9 décembre 2014 (consulté le 26 septembre 2024).
  - (ro) Maria Cenușă, « Martirii din ”Valea Arșiței”: partizanii Gheorghe Pașca și Gavrilă Rus, asasinați de Securitate și expuși într-un veceu public. Se împlinesc 65 de ani de la dramatica și eroica lor moarte » [« Les martyrs de la « vallée d'Arșiței » : les partisans Gheorghe Pașca et Gavrilă Rus, assassinés par la Securitate et exposés dans des toilettes publiques. 65 ans après leur mort dramatique et héroïque »], sur podul.ro (Podul Memoriei), 6 février 2021 (consulté le 10 novembre 2024).
60. ↑  (ro) Ouvrages, articles et documents publiés sur le groupe « Fetea » :
  - Rezistența armată anticomunistă din România 1944-1962, Adrian Brișcă, 1999, titre "5.1. Pădurile Fetea - Noul Săsesc (octombrie 1944-15 mai 1948).", p. 42-67.
  - O istorie a rezistenței și a represiunii: 1945-1989, Cezar Zugravu, 2002, p. 81.
  - (ro) Prof. Mircea Drãgan-Noiștețeanu (numéro 51), « Rezistența din Fetea Nasc și pe Hârtibaci Oameni! » [« La Résistance de Fetea et à Hârtibaci Oameni »] [archive du 10 mars 2014], sur primaria-agnita.ro (Gazeta hărtibaciului), août 2010 (consulté le 26 juillet 2017), p. 3.
  - (ro) Nicolae Balint, « Cei ce au îmbrăcat cămașa morții (I) – Condamnați la moarte prin împușcare » [« Ceux qui ont revêtu la chemise de la mort (I) Condamnés à mort et fusillés »], sur curentul.net (Curentul International), 15 novembre 2010 (consulté le 26 septembre 2024).
  - (ro) Alexandru Razes, « Cei ce au imbracat camasa mortii. Grupari de rezistenta anti-comunista » [« Ceux qui ont revêtu la chemise de la mort. Les groupes de résistance anticommniste »], sur foaienationala.ro (Foaie Națională), 15 décembre 2010 (consulté le 10 novembre 2024).
61. ↑  (ro) Ouvrages, articles et documents publiés sur la résistance dans le Banat :
  - Rezistența anticomunistă din munții României, 1946-1958, Cicerone Ionițoiu, 1993, Partea a III-a: Mișcarea de rezistență din munții Banatului - 1, p. chapitre "Banatul o altă regiune mult frământată".
  - Rezistența anticomunistă din munții României, 1946-1958, Cicerone Ionițoiu, 1993, Partea a III-a: Mișcarea de rezistență din munții Banatului - 2, p. chapitre "Divizarea grupului de partizani după Pietrele Albe".
  - Rezistența armată anticomunistă din România 1944-1962, Adrian Brișcă, 1999, titre "2. Banatul (1947-1962)", p. 42-67.
  - Lacrimi și sânge. Rezistența anticomunistă armată din munții Banatului, Atanasie Berzescu, 1999.
  - Rezistența armată din Banat vol. 1, 1945-1949, Adrian Brișcă, 2004.
  - Rezistența anticomunistă din Mehedinți, Ileana Mateescu et Marcel Mateescu, 2008.
  - Matei Tudor  1998, article "Rezistența anticomunistă din Mehedinți".
  - Emil Sebeșan, Ileana Silveanu  1998, article "Rezistența din Banat 1949 vol I".
  - (ro) Alexandru Razes, « Cei ce au imbracat camasa mortii. Grupari de rezistenta anti-comunista » [« Ceux qui ont revêtu la chemise de la mort. Les groupes de résistance anticommniste »], sur foaienationala.ro (Foaie Națională ), 15 décembre 2010 (consulté le 10 novembre 2024).
  - (ro) monitorfg.ro, « Eroii de la Fetea, executați de Securitate. Comemorarea eroilor Rezistenţei Anticomuniste din Codrii Fetea » [« Les héros de Feta, exécutés par la Securitate. Commémoration des héros de la Résistance anticommuniste de Codrii Fetea »], sur monitorfg.ro (Monitorul de Făgăraş), 29 août 2022 (consulté le 10 novembre 2024).
62. 1 2 3  (ro)  Série de films documentaires produits par la chaîne Carpathian Motion Pictures sur Nicolae Ciurică :
  - ISTORIA CUM (NU) AI ȘTIUT-O! - Nicolae Ciurică, ultimul partizan din România - partea I, Sebastian Grigore, Dragos-George Cheptanaru, Claudiu-Cristian Prisecaru, 2022.
  - ISTORIA CUM (NU) AI ȘTIUT-O! - Nicolae Ciurică, ultimul partizan din România - partea II, Sebastian Grigore, Dragos-George Cheptanaru, Claudiu-Cristian Prisecaru, 2022.
  - ISTORIA CUM (NU) AI ȘTIUT-O! - Nicolae Ciurică, ultimul partizan din România - partea III, Sebastian Grigore, Dragos-George Cheptanaru, Claudiu-Cristian Prisecaru, 2022.
63. ↑  (ro) Ouvrages, articles et documents publiés sur le groupe « Organizația Națională Creștină de Luptă Împotriva Comunismului, Partizanii României Mari » :
  - Rezistența armată anticomunistă din România 1944-1962, Adrian Brișcă, 1999, titre "2.5. Partizanii României Mari (septembrie 1948 - martie 1949).", p. 42-67.
  - Mircea Rusnac  2003, article "Mișcarea de rezistență anticomunistă din Banat (1945-1953), p. 303-328.
  - Dorin Dobrincu  2005, article "Organizația Națională Creștină de Luptă Împotriva Comunismului Partizanii României Mare și planul de răsculare a Banatului (1948-1949)", p. 295-316.
  - Vladimir Tismăneanu  2009, Dorin Dobrincu: "The discovery of a historiographical subject: anti-communist armed resistance in Romania", p. 327.
  - Florian Banu  2006, article "Mișcarea de rezistență armată anticomunistă din România - între negare și hiperbolizare", p. 299-314.
  - (ro) Mircea Rusnac, « Mircea Rusnac – Mișcarea de rezistență anticomunistă din Banat (1945-1953) », sur istoriabanatului.wordpress.com (Blog Istoria Banatului), 17 juin 2009 (consulté le 10 novembre 2024).
  - (ro) Viorel Rus, « Organizația anticomunistă „Partizanii României Mari” de pe șantierul Salva-Vișeu » [« L'organisation anticommuniste « Partizanii României Mari » du chantier de Salva-Viseu »], sur academia.edu (Academia.edu) (consulté le 26 septembre 2024).
64. ↑  (ro) Ouvrages, articles et documents publiés sur le groupe « Grupul de la Teregova » :
  - Rezistența anticomunistă din munții României, 1946-1958, Cicerone Ionițoiu, 1993, Partea a III-a: Mișcarea de rezistență din munții Banatului - 1, p. chapitre "Banatul o altă regiune mult frământată".
  - Rezistența anticomunistă din munții României, 1946-1958, Cicerone Ionițoiu, 1993, Partea a III-a: Mișcarea de rezistență din munții Banatului - 2, p. chapitre "Divizarea grupului de partizani după Pietrele Albe".
  - Rezistența armată anticomunistă din România 1944-1962, Adrian Brișcă, 1999, titres "2.3. Grupul Spiru Blănaru (vara 1947 - martie 1949)." et "2.7. Grupul Gheorghe Ionescu din Teregova (1949 ‑1950).", p. 42-67.
  - Lacrimi și sânge. Rezistența anticomunistă armată din munții Banatului, Atanasie Berzescu, 1999.
  - (ro) Memorialul Victimelor Comunismului și al Rezistenței, « 25 iunie 1949 - sentința 1091 a Tribunalului Militar Timișoara - grupul de rezistență Spiru Blănaru » [« 25 juin 1949 - Sentence 1091 du Tribunal militaire de Timișoara - Groupe de résistance Spiru Blănaru »], sur memorialsighet.ro (Memorialul Victimelor Comunismului și al Rezistenței) (consulté le 26 septembre 2024).
  -  Films documentaires de la série Memorialul Durerii, de Lucia Hossu-Longin :
    - Memorialul Durerii - Așezări care s-au opus comunismului - Comuna Teregova - prima parte, Lucia Hossu-Longin, 2021.
    - Memorialul Durerii - Așezări care s-au opus comunismului - Comuna Teregova - a doua parte, Lucia Hossu-Longin, 2021.

  - (ro) Alexandru Pătrașcu, « Spiru Blănaru », sur despredemnitate.wordpress.com (Despre demnitate / Povestea unor oameni (aproape) necunoscuți), 12 juin 2011 (consulté le 26 septembre 2024).
  - (ro) Cristian Franţ, « Banatul a dus cea mai lungă revoltă anticomunistă din ţară » [« Le Banat a mené le plus long soulèvement anticommuniste du pays »], sur adevarul.ro (Adevărul), 28 avril 2014 (consulté le 26 septembre 2024).
65. ↑  (ro) Ouvrages, articles et documents publiés sur le groupe « Aurel Vernichescu et Ioan Târziu » :
  - Rezistența anticomunistă din munții României, 1946-1958, Cicerone Ionițoiu, 1993, Partea a III-a: Mișcarea de rezistență din munții Banatului - 3, p. chapitre "Urmările".
  - Rezistența anticomunistă din munții României, 1946-1958, Cicerone Ionițoiu, 1993, Partea a III-a: Mișcarea de rezistență din munții Banatului - 2, p. chapitre "Divizarea grupului de partizani după Pietrele Albe".
  - Rezistența armată anticomunistă din România 1944-1962, Adrian Brișcă, 1999, titres "2.1. Grupul colonelului Ion Uță (mai 1947 - noiembrie 1949).", "2.2. Grupul Aurel Vernichescu (mai 1947 - martie 1949).", "2.5. Partizanii României Mari (septembrie 1948 - martie 1949).", p. 42-67.
  - (ro) Mircea Rusnac, « Mircea Rusnac – Mărturii privind amploarea mişcării de rezistenţă anticomunistă din Banat » [« Mircea Rusnac - Témoignages sur l'ampleur du mouvement de résistance anticommuniste dans le Banat. »], sur istoriabanatului.wordpress.com (Istoria Banatului), 17 juin 2009 (consulté le 26 septembre 2024).
  - (ro) Memorialul Victimelor Comunismului și al Rezistenței, « 25 iunie 1949 - sentința 1091 a Tribunalului Militar Timișoara - grupul de rezistență Spiru Blănaru » [« 25 juin 1949 - Sentence 1091 du Tribunal militaire de Timișoara - Groupe de résistance Spiru Blănaru »], sur memorialsighet.ro (Memorialul Victimelor Comunismului și al Rezistenței) (consulté le 24 septembre 2024).
  -  Films documentaires de la série Memorialul Durerii, de Lucia Hossu-Longin :
    - Memorialul Durerii - Așezări care s-au opus comunismului - Comuna Teregova - prima parte, Lucia Hossu-Longin, 2020.
    - Memorialul Durerii - Așezări care s-au opus comunismului - Comuna Teregova - a doua parte, Lucia Hossu-Longin, 2020.
66. ↑  (ro) Ouvrages, articles et documents publiés sur le groupe « Petre (ou Petru) Ambruș » :
  - Rezistența armată anticomunistă din România 1944-1962, Adrian Brișcă, 1999, titre "2.9. Grupul Petre Ambruș (1949-1950).", p. 42-67.
  - Formaţiunile „minore“ de rezistenţă anticomunistă din Banat (1947/1948 – începutul anilor ’60), Dorin Dobrincu, 2006, titre "8. Grupul dr. Petre Ambrus", p. 558.
  - Eroii Rezistenței Anticomuniste - Septembrie 2012, Gazeta de Maramureș, AFDPR, p. 5.
  - (ro) Mircea Rusnac, « 'Al doilea nivel' al mișcării de rezistență anticomunistă din Banat » [« Au second plan du mouvement de résistance anticommuniste du Banat »], sur istoriabanatului.wordpress.com (Istoria Banatului), 17 juin 2010 (consulté le 24 septembre 2024).
67. ↑  (ro) Ouvrages, articles et documents publiés sur le groupe « Dumitru Ișfănuț » :
  - Rezistența armată anticomunistă din România 1944-1962, Adrian Brișcă, 1999, titre "2.1. Grupul colonelului Ion Uță (mai 1947 - noiembrie 1949).", p. 42-67.
  - Dorin Dobrincu  2005, article "Rămășitele grupului Ion Uță: Formațiunile din Banat conduse de frații Duicu, Dumitru Mutașcu și Dumitru Ișfănuț (1949-1954)", p. 193-215.
  - Rezistența anticomunistă? Cazul colonelului I. Uță, Theodor Bărbulescu et Liviu Țăranu, 2003, article "Rezistența anticomunistă? Cazul colonelului I. Uță".
68. ↑  (ro) Ouvrages, articles et documents publiés sur le groupe « Nicolae Doran » :
  - Rezistența anticomunistă din munții României, 1946-1958, Cicerone Ionițoiu, 1993, Partea a III-a: Mișcarea de rezistență din munții Banatului - 3, p. chapitre "Grupul de partizani Nicolae Doran".
  - Rezistența armată anticomunistă din România 1944-1962, Adrian Brișcă, 1999, titre "2.4. Grupul Nicolae Popovici ‑ Nicolae Doran (1948-1950).", p. 42-67.
  - Rezistența armată din Banat vol. I, 1945-1949, Adrian Brișcă, 2004, titre "Grupul Popovici-Doran (1948-1950)", p. 33, 213 et 312.
  - (ro) Mircea Rusnac, « 'Al doilea nivel' al mișcării de rezistență anticomunistă din Banat » [« Au second plan du mouvement de résistance anticommuniste du Banat »], sur istoriabanatului.wordpress.com (Istoria Banatului), 17 juin 2010 (consulté le 24 septembre 2024).
69. ↑  (ro) Ouvrages, articles et documents publiés sur le groupe « Dr Liviu Vuc » :
  - Rezistența anticomunistă din munții României, 1946-1958, Cicerone Ionițoiu, 1993, Partea a III-a: Mișcarea de rezistență din munții Banatului - 3, p. chapitre "Comuna ZORLEANTUL MARE de pe dealul Poganis luată cu asalt de securitate, miliție și grăniceri".
  - Camelia Ivan Duică  2003, article "Din istoria rezistenței anticomuniste din Banat. Organizația dr. Liviu Vuc (1948-1952)", p. 121-133.
  - Dorin Dobrincu  2005, article "Rămășitele grupului Ion Uță: Formațiunile din Banat conduse de frații Duicu, Dumitru Mutașcu și Dumitru Ișfănuț (1949-1954)", p. 207 et 211.
  - Dorin Dobrincu  2006, article "Grupul bãnãþean de rezistențã Liviu Vuc - Ioan Beg (1948-1958)", p. 52-61.
70. ↑  (ro) Ouvrages, articles et documents publiés sur le groupe « Gheorghe Ungurașu » :
  - Rezistența armată anticomunistă din România 1944-1962, Adrian Brișcă, 1999, titre "10.1. Grupul Gheorghe Ungurașu (septembrie 1947 - noiembrie 1948).", p. 42-67.
  - (ro) Claudiu Pădurean, « Prabusirea centrului de comanda al rezistenței » [« La chute du centre de commande de la Résistance »], sur jurnalul.ro (Jurnalul Național), 10 mai 2004 (consulté le 27 septembre 2024).
  - (ro) Ion Marinescu, « Eroul Gheorghe Ungurașu, liderul partizanilor din Munții Solonțului. Aproape toți luptătorii din gruparea Baciu-Ungurașu au murit în anchete, temnițe sau au fost împușcați. Unica organizație de rezistență armată anticomunistă din România dotată inclusiv cu mijloace de luptă antitanc de tip Panzerfaust sau Faustpatronen » [« Le héros Gheorghe Ungurașu, le chef des partisans des montagnes Solontul. Presque tous les combattants du groupe Baciu-Ungurașu sont morts lors des interrogatoires, en prison ou ont été abattus. La seule organisation armée de résistance anticommuniste en Roumanie équipée d'armes antichars Panzerfaust ou Faustpatronen »], sur Podul.ro (Podul), 20 avril 2024 (consulté le 13 janvier 2025).
71. ↑  (ro) Ouvrages, articles et documents publiés sur le groupe « Constantin Dan » :
  - Cartea de Aur a rezistenței românești împotriva comunismului, Cicerone Ionițoiu, 1995 et 1996.
  - Dorin Dobrincu  2005, article "Formațiuni din rezistanța armată anticomunistă în sudul Moldovei (1945-1958)", p. titre "11. Grupul Constantin Dan", pages 179-181.
  - Revista Memoria  2009, article "Unde sunt cei care nu mai sunt - "Catalogul" celor uciși în temnițele comuniste", p. 241.
72. ↑  (ro) Ouvrages, articles et documents publiés sur la résistance en Bucovine :
  - Rezistența armată anticomunistă din România 1944-1962, Adrian Brișcă, 1999, titre "1. BUCOVINA (1944-1958)", p. 42-67.
  - Rezistența armată din Bucovina. 1944-1950. Vol. I, Adrian Brișcă et Radu Ciuceanu, 1998.
  - Rezistența armată din Bucovina, vol. al II-lea: 1950-1952, Adrian Brișcă, 2000.
  - Theodor Băbulescu  et Liviu Țăranu  2003, article "Existența cotidiană a unui 'bandit': cazul Vasile Motrescu", p. 284 et 286.
  - Dorin Dobrincu  2004, article "Bucovineni contra sovietici. Rezistența armată antisovietică/anticomunistă din Bucovina (martie-august 1944 - iulie 1946) ", p. 123-182.
73. ↑  (ro) Ouvrages, articles et documents publiés sur le groupe « Constantin Cenușă » :
  - Adrian Brișcă  1994, article "Constantin Cenusa (1911-1964)", p. 324-327.
  - Rezistența armată anticomunistă din România 1944-1962, Adrian Brișcă, 1999, titres "1.1.2. Apariția primelor grupuri de partizani antisovietici din România (mai 1944).", "1.2.3. Grupul Constantin Cenușă, Vasile Motrescu și Cozma Pătrăucean [...]", p. 42-67.
  - Dorin Dobrincu  2005, article "Nesupunere în Bucovina. Grupurile de rezistență armată anticomunistă Cenușă–Motrescu (1948-1951), Pătrăucean-Gherman și Cenușă-Pătrăucean 1948-1951", p. 451-481.
  - Dorin Dobrincu  2006, titre "3. Grupul Silvestru Harsmei", p. 182.
  - (ro) Père Silviu Cluci, « Maria de Putna », sur cidadededeus.wordpress.com (Blog Cidade de Deus), 27 septembre 2008 (consulté le 27 septembre 2024).
  - (ro) Marioara Cenușă, « Începutu amarului. Epopeea lui Constantin Cenușă » [« Le début de l'amertume. L'épopée de Constantin Cenușă »], sur despredemnitate.files.wordpress.com (Despre demnitate / Povestea unor oameni (aproape) necunoscuți), 2011 (consulté le 27 septembre 2024).
  - (ro) Cristina Pușcaș, « Mărioară Cenușă », sur memoriarezistentei.ro (Memorialul Victimelor Comunismului și al Rezistenței), 10 novembre 2015 (consulté le 27 septembre 2024).
74. ↑  (ro) & (en) Ouvrages, articles et documents publiés sur « Vasile Motrescu » :
  - Adrian Brișcă  1994, article "O zi din viața unui partizan. III / Documente privind viata cotidiana a partizanilor anticomunisti din Bucovina, 1944-1958", p. 93-116.
  - Adrian Brișcă  1994, article "Vasile Motrescu (1920-1958)", p. 217-220.
  - Adrian Brișcă  1995, article "O zi din viața unui partizan. VI / Documente privind viata cotidiana a partizanilor anticomunisti din Bucovina, 1944-1958", p. 83-104.
  - Theodor Băbulescu  et Liviu Țăranu  2003, article "Existența cotidiană a unui 'bandit': cazul Vasile Motrescu", p. 281-299.
  - Dorin Dobrincu  2005, article "Nesupunere în Bucovina. Grupurile de rezistență armată anticomunistă Cenușă–Motrescu (1948-1951), Pătrăucean-Gherman și Cenușă-Pătrăucean 1948-1951", p. 451-481.
  - Jurnalul unui partizan: Vasile Motrescu și rezistența armată din Bucovina, 1944-1958, Adrian Brișcă, 2005.
  - Serenela Ghițeanu  08/06/2007, article "Cum e posibil sa fii erou?".
  - (en) Vladimir Tismăneanu  2009, Dorin Dobrincu, The discovery of a historiographical subject: anti-communist armed resistance in Romania, p. 317, 318 et 320.
  -  Film documentaire de la série Memorialul Durerii, de Lucia Hossu-Longin : Memorialul Durerii - Recurs în cazul Motrescu, Lucia Hossu-Longin, 2005.
  - (ro) Marturisitorii, « Singur, în munți, de Sfintele Paști. Partizanul Vasile Motrescu: “Stau prigonit de frații mei trădători care și-au vândut țara și sufletele lor dracilor din Rusia” » [« Seul dans les montagnes pendant la semaine de Pâques. Le partisan Vasile Motrescu : “Je suis chassé par mes propres frères, traîtres qui ont vendu le pays et vendu leur âme à ces diables de Russes.” »], sur marturisitorii.ro (Mărturisitorii), 26 avril 2014 (consulté le 27 septembre 2024).
75. ↑  (ro) Ouvrages, articles et documents publiés sur le groupe « Gheorghe Munteanu » :
  - Rezistența armată anticomunistă din România 1944-1962, Adrian Brișcă, 1999, titre "1.2.4. Grupul colonelului Vasile Cârlan [...]", p. 42-67.
  - Dorin Dobrincu  2006, titre "9. Gheorghe Munteanu – fugar izolat", p. 188.
76. ↑  (ro) Ouvrages, articles et documents publiés sur le groupe « Grigore Sandu » :
  - Rezistența armată anticomunistă din România 1944-1962, Adrian Brișcă, 1999, titre "1.2.5. În urma trădării, la 14 și 16 decembrie 1949, [...]", p. 42-67.
  - Dorin Dobrincu  2005, article "Rezistența armată anticomunistă din Bucovina: 'Gărzile Decebal' și grupul Grigore Sandu (1949)", p. 33-48.
  - Aurelian Cocoreanu  2019, article "Un erou din munții Dornelor. Grigore Sandu (1907–1989)", p. 539-549.
  - (ro) Silvia Iliescu, « Iarna partizanilor (III) » [« L'hiver des partisans (III) »], sur rador.ro (Radio România, Agenția de Presă), 19 février 2016 (consulté le 16 août 2017).
  - (ro) Claudiu Pădurean, « „Tarzan din Carpați“, luptător anticomunist timp de 33 de ani » [« "Le tarzan des Carpates", combattant anticommuniste pendant 33 ans »], sur romanialibera.ro (România Liberă), 2 juillet 2016 (consulté le 28 septembre 2024).
  -  Film documentaire de l'association ProCivis Vatra Dorna, d'Aurelian Cocoreanu : Grigore Sandu - un luptator anticomunist din Muntii Dornelor, Aurelian Cocoreanu, 2019.
77. ↑  (ro) Ouvrages, articles et documents publiés sur le groupe « Vasile Cămăruță » :
  - Rezistența armată din Bucovina. 1944-1950. Vol. I, Adrian Brișcă et Radu Ciuceanu, 1998, p. 403.
  - Rezistența armată anticomunistă din România 1944-1962, Adrian Brișcă, 1999, titre "1.2.7. Partizanii învățătorului Vasile Cămăruță din Liteni (1949-1950).", p. 42-67.
78. ↑  (ro) Ouvrages, articles et documents publiés sur le groupe « Gavril Vatamaniuc » :
  - Muntele mărturisitor. Anii Rezistenței / Anii Suferinței, Constantin Hrehor, 2002.
  - Am fost un om liber. Convorbiri cu Liana Petrescu, Gavril Vatamaniuc et Liana Petrescu, 2016.
  - Adrian Brișcă  1993, article "Rezistenta anticomunista din Bucovina. Lupta de la Bâtca Corbului, 18 ianuarie 1955. Încercare de reconstituire", p. 89-98.
  - Adrian Brișcă  1994, article "Vasile Motrescu (1920-1958)", p. 217-220.
  - Adrian Brișcă  1994, article "O zi din viața unui partizan. III / Documente privind viata cotidiana a partizanilor anticomunisti din Bucovina, 1944-1958", p. 93-116.
  - Adrian Brișcă  1995, article "O zi din viața unui partizan. VI / Documente privind viata cotidiana a partizanilor anticomunisti din Bucovina, 1944-1958", p. 83-104.
  - Adrian Brișcă  1995, article "Ion Chiraș (1903-1955)", p. 215-217.
  - Adrian Brișcă  1995, article "Gheorghe Chiraș (1911-1955)", p. 197-199.
  - Rezistența armată anticomunistă din România 1944-1962, Adrian Brișcă, 1999, titre "1.2.9. Grupul de partizani Gavril Vatamaniuc (1949-1958).", p. 42-67.
  - Theodor Băbulescu et Liviu Țăranu  2003, article "Existența cotidiană a unui 'bandit': cazul Vasile Motrescu", p. 281-299.
  - Georges Diener  2001, article "Extraits d’entretien avec Gavril Vatamaniuc du 11 juin 1995 (réalisé et traduit par Georges Diener)", p. 150-158.
  - Dorin Dobrincu  2003-2004, article "Sfidarea Securității în Bucovina. Grupul de rezistență armată anticomunistă Gavril Vatamaniuc (1949-1958)", p. 363-412.
  - Pages consacrées à Gavril Vatamaniuc, publiées sur le site internet Despre demnitate : 
    - (ro) Alexandru Pătrașcu, « Gavril Vatamaniuc », sur despredemnitate.wordpress.com (Despre demnitate / Povestea unor oameni (aproape) necunoscuți), 14 mai 2011 (consulté le 28 septembre 2024).
    - (ro) Alexandru Pătrașcu, « Gavril Vatamaniuc (1924 – 2012) », sur despredemnitate.wordpress.com (Despre demnitate / Povestea unor oameni (aproape) necunoscuți), 1er mars 2012 (consulté le 28 septembre 2024).
    - (ro) Alexandru Pătrașcu, « Semnele – O povestire de Paște » [« Les signes - Une histoire de Pâques »], sur despredemnitate.wordpress.com (Despre demnitate / Povestea unor oameni (aproape) necunoscuți), 11 avril 2012 (consulté le 28 septembre 2024).
    - (ro) Alexandru Pătrașcu, « Semnele celorlați – O povestire din iad » [« Les traces des autres - Une histoire en enfer »], sur despredemnitate.wordpress.com (Despre demnitate / Povestea unor oameni (aproape) necunoscuți), 13 avril 2012 (consulté le 28 septembre 2024).

  -  Long Interviews de Gavril Vatamaniuc par Ioan Roșca : Mărturia lui Gavril Vatamaniuc - Série d'interviews-témoignage / 55 vidéos, Ioan Roșca, 2008.
  -  Débat TV sur le procès du communisme : Dezbatere privind sensul Procesului Comunismului / Mărturia lui Gavril Vatamaniuc, TVRI, 2009.
  -  Discours de Gavril Vatamaniuc lors des Journées Nationales de l'Anticommunisme : Zilele Rezistenței Naționale Anticomuniste, Sâmbăta de Sus, 22-24 iulie 2011, Simpozion, Fundația Ion Gavrilă Ogoranu, 2011.
  -  Conférence avec Gavril Vatamaniuc : Conferință "Memoria vie a spiritualității românești cu un invitat deosebit: Gavril Vatamaniuc", Fundația Creștină Părintele Arsenie Boca, 2010.
  -  Longs interviews du résistant Gavril Vatamaniuc, réalisés par Justin Lazar : Memorialul Durerii - Gavril Vatamaniuc, Justin Lazar, 2012.
  - (ro) Cristina Hurdubaia, « Singurul supraviețuitor: mit în manualul de istorie » [« L'unique survivant : un mythe dans le manuel d'histoire »], sur jurnalul.ro (Jurnalul Național), 10 avril 2004 (consulté le 28 septembre 2024).
  - (ro) Claudiu Pădurean, « A murit eroul din Bucovina. Află povestea lui Gavril Vatamaniuc, omul care s-a opus comunismului cu arma în mână » [« Un héros de Bucovine est mort. Découvrez l'histoire de Gavril Vatamaniuc, l'homme qui s'est opposé au communisme les armes à la main »], sur romanialibera.ro (România Liberă), 1er mars 2012 (consulté le 28 septembre 2024).
  - (ro) Vasile Surcel, « S-a dus și Gavril Vatamaniuc, eroul rezistenței anti-comuniste din Bucovina » [« Et s'en est allé Gavril Vatamaniuc, héros de la Résistance anticommuniste de Bucovine »], sur curentul.ro (Curentul), 2 mars 2012 (consulté le 28 septembre 2024).
  - (ro) România Liberă, « Află povestea atacului securiștilor la Bâtca Corbului din 1955, spusă de Gavril Vatamaniuc, unul din liderii rezistenței anticomuniste » [« Découvrez l'attaque des sécuristes de 1955 à Bâtca Corbului, racontée par Gavril Vatamaniuc, un des chefs de la résistance anticommuniste »], sur romanialibera.ro (România Liberă), 2 mars 2012 (consulté le 28 septembre 2024).
79. ↑  (ro) Adrian Brișcă  1993, article "Ion Vatamaniuc (1903-1992)", p. 188-189.
80. ↑  (ro) Ouvrages, articles et documents publiés sur Ion Chiraș :
  - Adrian Brișcă  1995, article "Ion Chiraș (1903-1955)", p. 215-217.
  - (ro) Dorin Dobrincu, Memorialul Victimelor Comunismului și al Rezistenței, « 18 iulie 1955 – fraţii Ion şi Gheorghe Chiraş ucişi de Securitate » [« 18 juillet 1955 – les frères Ion şi Gheorghe Chiraş tués par la Securitate »], sur memorialsighet.ro (Memorialul Victimelor Comunismului și al Rezistenței) (consulté le 12 octobre 2024).
81. ↑  (ro) Ouvrages, articles et documents publiés sur Gheorghe Chiraş :
  - Adrian Brișcă  1995, article "Gheorghe Chiraș (1911-1955)", p. 197-199.
  - (ro) Dorin Dobrincu, Memorialul Victimelor Comunismului și al Rezistenței, « 18 iulie 1955 – fraţii Ion şi Gheorghe Chiraş ucişi de Securitate » [« 18 juillet 1955 – les frères Ion şi Gheorghe Chiraş tués par la Securitate »], sur memorialsighet.ro (Memorialul Victimelor Comunismului și al Rezistenței) (consulté le 12 octobre 2024).
82. ↑  (ro) & (en) Ouvrages, articles et documents publiés sur le groupe « Vladimir Macoveiciuc » :
  - Muntele mărturisitor. Anii Rezistenței / Anii Suferinței, Constantin Hrehor, 2002.
  - (en) Romanian Counterinsurgency and its Global Context, 1944-1962, Andrei Miroiu, 2016, p. 39.
  - Adrian Brișcă  1994, article "Vladimir Macoveiciuc (1905-1946)", p. 240-242.
  - Rezistența armată anticomunistă din România 1944-1962, Adrian Brișcă, 1999, titres "1.2.1. Grupul Vladimir Macoveiciuc", "1.2.2. Grupul Ovidiu Găină", p. 42-67.
  - Theodor Băbulescu  et Liviu Țăranu  2003, article "Existența cotidiană a unui 'bandit': cazul Vasile Motrescu", p. 285 et 293.
  - Dorin Dobrincu  2004, article "Bucovineni contra sovietici. Rezistența armată antisovietică/anticomunistă din Bucovina (martie-august 1944 - iulie 1946) ", p. 160-173.
  - Lucia Hossu-Longin  2011, articol „Măturile de la Tescani”.
  - (ro) Alexandru Pătrașcu, « Povestea Crăciunului lui Vladimir Macoveiciuc » [« Le conte de Noël de Vladimir Macoveiciuc »], sur despredemnitate.wordpress.com (Despre demnitate / Povestea unor oameni (aproape) necunoscuți), 24 décembre 2011 (consulté le 5 juillet 2017).
  -  Film documentaire de la série Memorialul Durerii, de Lucia Hossu-Longin : Memorialul durerii - O istorie a bravilor - Victor Macoveiciuc, Lucia Hossu-Longin, 2015.
  - (ro) Ștefana Totorcea, « A fost inaugurat primul monument comemorativ al rezistenței anticomuniste din Bucovina » [« Le premier monument comémoratif de la résistance anticommuniste de Bucovine a été inauguré »], sur basilica.ro (Biserica Ortodoxă Română), 9 juillet 2021 (consulté le 29 septembre 2024).
83. ↑  (ro) Ouvrages, articles et documents publiés sur le groupe « Silvestru Hazmei » :
  - Cartea de Aur a rezistenței românești împotriva comunismului, Cicerone Ionițoiu, 1995 et 1996.
  - Dorin Dobrincu  2006, titre "3. Grupul Silvestru Harsmei", p. 181-184.
  - Eroii Rezistenței Anticomuniste - Septembrie 2012, Gazeta de Maramureș, AFDPR, p. 5.
84. ↑  (ro) Ouvrages, articles et documents publiés sur le groupe « Gărzile lui Decebal » :
  - Rezistența anticomunistă din munții României, 1946-1958, Cicerone Ionițoiu, 1993, Partea VII-a: Bucovinenii încep lupta.
  - Începuturile miscarii de rezistenta în România, vol. II: iunie-noiembrie 1946, Radu Ciuceanu, Octavian Roske et Cristian Troncotă, 2001, document 2, p. 138-147.
  - George Enache  et Adrian Nicolae Petcu  2001, Biserica Ortodoxă Română și Securitatea. Note de lectură, p. 108-136.
  - 3 articles de l'historien Adrian Nicolae Petcu sur les prêtres impliqués dans le groupe de résistance "Gărzile lui Decebal", publiés dans le journal Ziarul Lumina: 
    - (ro) Adrian Nicolae Petcu, « Clericii anticomuniști din "Gărzile lui Decebal" (I) » [« Les religieux anticommunistes du groupe 'les Gardes de Decebal (I)' »], sur ziarullumina.ro (Ziarul Lumina), 23 septembre 2010 (consulté le 29 septembre 2024).
    - (ro) Adrian Nicolae Petcu, « Clericii anticomuniști din "Gărzile lui Decebal" (II) » [« Les religieux anticommunistes du groupe 'les Gardes de Decebal (II)' »], sur ziarullumina.ro (Ziarul Lumina), 1er octobre 2010 (consulté le 29 septembre 2024).
    - (ro) Adrian Nicolae Petcu, « Clericii anticomuniști din "Gărzile lui Decebal" (III) » [« Les religieux anticommunistes du groupe 'les Gardes de Decebal (III)' »], sur ziarullumina.ro (Ziarul Lumina), 7 octobre 2010 (consulté le 29 septembre 2024).

  - (ro) Patriarhia Română - Ziarul Lumina, « Clerici și mărturisitori urmăriți și arestați de Securitate - Gărzile lui Decebal » [« Les religieux et témoins poursuivis et arrêtés par la Securitate - Gărzile lui Decebal »], Album Photo, sur ziarullumina.ro (Ziarul Lumina), 2006 (consulté le 29 septembre 2024).
85. ↑  (ro) Ouvrages, articles et documents publiés sur le Père Filaret Gămălău :
  - George Enache  et Adrian Nicolae Petcu  2001, Biserica Ortodoxă Română și Securitatea. Note de lectură, p. 121.
  - (ro) Ion Antohe, « Călugărul Filaret Gămălău - om blând și cucernic » [« Le moine Filaret Gămălău - un homme doux et pieux »], Extrait de Răstigniri în România după Ialta (Les crucifixions en Roumanie après Ialta), Editura Albatros, București, 1995, p. 340., sur fericiticeiprigoniti.net (Fericiți cei Prigoniți), 1995 (consulté le 29 septembre 2024).
  - (ro) Petru Baciu, « Părintele Filaret Gămălău - în lanțuri pentru Hristos » [« Le Père Filaret Gămălău - enchaîné pour le Christ »], Extrait de Răstigniri ascunse. Mărturii, Vol. I (Les crucifixions cachées. Témoignages, Volume I), Editura Fundația Culturală Buna-Vestire, 2004, pp. 220-222., sur fericiticeiprigoniti.net (Fericiți cei Prigoniți), avril 2004 (consulté le 29 septembre 2024).
  - (ro) Nicolae Băciuț, « Părintele Filaret Gămălău - condamnat la moarte pentru ”vina” de a salva viața unui soldat » [« Le Père Filaret Gămălău - condamné à mort 'coupable' d'avoir sauvé la vie d'un soldat »], Interview réalisé par Nicolae Băciuț et publié avec le titre Nichifor - Poezia detenției, detenția poeziei (Nichifor - Poésie de la détention, détention de la poésie) dans le supplément littéraire du journal Mesagerului de Bistrița d'avril 2006, en page 3, sur fericiticeiprigoniti.net (Fericiți cei Prigoniți), avril 2006 (consulté le 29 septembre 2024).
  - (ro) Grigore Caraza, « Filaret Gămălău un preot cu o mare trăire duhovnicească » [« Filaret Gămălău, un prêtre d'une grande expérience spirituelle »], Extrait de Aiud însângerat, ediție îngrijită de Adrian Alui Gheorghe, ediția a V-a, Editura Tipo Moldova, Iași, 2013, page 44, sur fericiticeiprigoniti.net (Fericiți cei Prigoniți), 2013 (consulté le 29 septembre 2024).
86. ↑  (ro) Ouvrages, articles et documents publiés sur le sous-lieutenant Jenică Arnăutu :
  - (ro) E.b., Vlad Toma, Tudor Despina, I.P. et P.C., « alexandru visinescu », 4 articles sur la condamnation en justice d'Alexandru Vișinescu pour crimes contre l'humanité, sur revista22.ro (Revista 22), 24/07/2015 - 26/09/2015 - 10/02/2016 - 05/12/2016 (consulté le 29 septembre 2024).
  - (ro) E.b., Vlad Toma, Tudor Despina, I.P. et P.C., « A murit torționarul Alexandru Vișinescu, condamnat pentru crime împotriva umanităţii » [« Le tortionnaire Alexandru visinescu, condamné pour crimes conre l'humanité, est mort »], sur revista22.ro (Revista 22), 5 novembre 2018 (consulté le 29 septembre 2024).
  -  Film documentaire de la série Memorialul Durerii, de Lucia Hossu-Longin : Memorialul Durerii - Șef al Penitenciarului de pedeapsă Maior Alexandru Vișinescu a condus închisoarea tăcerii de la Râmnicu Sărat între anii 1950-1963, Lucia Hossu-Longin, 2013.
  - (ro) Virgil Burlă, « Victima înfruntă Călăul în instanță. Singurul supraviețuitor de la Râmnicu-Sărat este față în față cu Torționarul Vișinescu! » [« La victime affronte le boucher au tribunal. Le seul survivant de Râmnicu-Sărat est face à face au tortionnaire Vișinescu! »], Article sur le tortionnaire de Jenică Arnăutu: Vișinescu, jugé pour crimes contre l'humanité, sur evz.ro (Evenimentul Zilei), 19 novembre 2014 (consulté le 4 août 2017).
  - (ro) N.G., « Destinul cumplit al luptătorului anticomunist Ioan Jenică Arnăutu. Cum era pedepsit de torționarul Alexandru Vișinescu » [« Le terrible destin du combattant anticommuniste Ioan Jenică Arnăutu. Comment a-t-il été puni par le tortionnaire Alexandru Vișinescu ? »], Récit des mauvais traitements et punitions d'Alexandru Vișinescu sur le résistant Jenică Arnăutu, sur ziare.com (Gândul), 21 octobre 2023 (consulté le 3 février 2025).
87. ↑  (ro) Ouvrages, articles et documents publiés sur la résistance dans la région de Vrancea :
  - Mihai Timaru  1995, article "Lupta de rezistență anticomunistă în munții Vrancei", p. 228-233.
  - Ionel Anitimirescu  2023, article "Rezistența anticomunistă din Vrancea: activitatea grupului din Herăstrău", p. 222-233.
88. ↑  (ro) Ouvrages, articles et documents publiés sur le groupe « Vrancea ou Paragină » :
  - Rezistența anticomunistă din munții României, 1946-1958, Cicerone Ionițoiu, 1993, Partea a X-a: Moldova pe drumul crucii. Vrancea. Parașutiștii. Berna., p. chapitre „Vrancea”.
  - Mihai Timaru  1998, article "Amintiri despre grupul Paragină", p. 261.
  - Rezistența armată anticomunistă din România 1944-1962, Adrian Brișcă, 1999, titre "4.1. Grupul Paragină (grupul “Vrancea”) (1948-1953). ", p. 42-67.
  - Laura Stancu  et Liviu Burlacu  2001, article "Organizația de rezistență 'Paragină' în atenția Securității", p. 146-153.
  -  Film documentaire de la série Memorialul Durerii, de Lucia Hossu-Longin : Memorialul Durerii - episodul Grupul lui Ion Paragină, Lucia Hossu-Longin, 2015.
  - (ro) Vasile Surcel, « Eroii din Vrancea: Paragină și Timaru » [« Les héros de Vrancea : Paragină et Timaru »], sur jurnalul.ro (Jurnalul Național), 10 mai 2004 (consulté le 30 septembre 2024).
  - (ro) Valentin Muscă, « Calugarul anticomunist » [« Le moine anticommuniste »], sur ziaruldevrancea.ro (Ziarul de Vrancea), 4 mars 2008 (consulté le 30 septembre 2024).
  - (ro) Silvia Iliescu, « Comunismul cu față inumană. Mărturii. Vrancea: Grupul fraților Paragină » [« Le communisme à visage inhumain. Témoignages. Vrancea : Les groupes des frères Paragină »], sur rador.ro (Radio România, Agenția de Presă), 13 décembre 2014 (consulté le 30 septembre 2024).
89. ↑  (ro) Ouvrages, articles et documents publiés sur Mihai Timaru :
  - Am fost ofițer al armatei regale române și nu puteam să absentez de la lupta armată anticomunistă din munții Vrancei, Mihai Timaru, 1997.
  - Destinul unui ofițer / Amintiri, Mihai Timaru, 2000.
90. ↑  (ro) Ouvrages, articles et documents publiés sur le groupe Gheorghe Militaru :
  - Rezistența anticomunistă din munții României, 1946-1958, Cicerone Ionițoiu, 1993, Partea a X-a: Moldova pe drumul crucii. Vrancea. Parașutiștii. Berna., p. chapitre „Vrancea”.
  - Rezistența armată anticomunistă din România 1944-1962, Adrian Brișcă, 1999, titre "4.2. Grupul Gheorghe Militaru (Dumitrești - Vrancea) (1948-1950).", p. 42-67.
  - Gheorghe Militaru: din lagărele sovietice în rezistența anticomunistă din România (I), Cosmin Budeanca, 2020.
  - Gheorghe Militaru: din lagărele sovietice în rezistența anticomunistă din România (II), Cosmin Budeanca, 2020.
  - (ro) Sebastian Oancea, « Rezistenta din muntii Vrancei - fresca luptei antisovietizare » [« La Résistance des montagnes de Vrancea - Une fresque des luttes contre la soviétisation »], sur ziaruldeiasi.ro (Ziarul de Iași), 6 juillet 2004 (consulté le 30 septembre 2024).
91. ↑  (ro) Ouvrages, articles et documents publiés sur le groupe « Mâna Albă » :
  - Rezistența armată anticomunistă din România 1944-1962, Adrian Brișcă, 1999, titre "4.4. Grupul Mândrișteanu-Vrancea (1951)", p. 42-67.
  - Dorin Dobrincu  2005, article "Formațiuni din rezistanța armată anticomunistă în sudul Moldovei (1945-1958)", p. titre "15. Organizația „Mâna Albă” ; pages 188-189.
  - (ro) Livia Dandara, « Victimele genociduui: militari [sinteză Livia Dandara] » [« Les victimes du génocide: les militaires »], sur procesulcomunismului.com (Procesul comunismului, contrarevolutiei şi tranzitiei criminale), 1989–2013 (consulté le 3 octobre 2024).
92. ↑  (ro) Ouvrages, articles et documents publiés sur Ion Carlaonț :
  - Rezistența anticomunistă din munții României, 1946-1958, Cicerone Ionițoiu, 1993, Partea a IV-a: Alecu ia conducerea mișcării de rezistență. Pregătiri de luptă și la Craiova. Maramureșul prezent în lupta pentru libertate., p. chapitre „Pregătiri de luptă și la Craiova”.
  - Rezistența anticomunistă în județul Gorj reflectată în mentalul colectiv: 1945-1981, Gheorghe Gorun, 2008.
  - (ro) Memorialul Victimelor Comunismului și al Rezistenței, « Ioan Carlaonț », sur memorialsighet.ro (Memorialul Victimelor Comunismului și al Rezistenței) (consulté le 3 octobre 2024).
  - (ro) Cornel Șomâcu, « Despre rezistența anticomunistă în județul Gorj » [« Au sujet de la Résistance anticommuniste dans le Comté de Gorj »], sur verticalonline.ro (Vertical), 26 mai 2009 (consulté le 3 octobre 2024).
  - (ro) ziarul Adevărul / Radu Ciuceanu, « Interviu cu istoric Radu Ciuceanu 'Dacă Stalin mai trăia scăpam de comuniști' » [« Interview de l'historien Radu Ciuceanu 'Si Staline avait vécu plus longtemps, alors nous échappions au communisme' »], sur adevarul.ro (Adevărul), 28 janvier 2010 (consulté le 3 octobre 2024).
  - (ro) Marturisitorii et Silviu B. Moldovan, « Articole Luptatorii din munti Parintele Gherasim Iscu Radu Ciuceanu Studii MIŞCAREA NAŢIONALĂ DE REZISTENŢĂ. STUDIU INST - ACADEMIA ROMÂNĂ » [« Articles les combattants des montagnes: Père Gherasim Iscu et Radu Ciuceanu - Études du Mouvement de résistance nationale. ÉTUDE INST - ACADÉMIE ROUMAINE »], sur marturisitorii.ro (Marturisitorii), Studiu extras din România 1945-1989. Enciclopedia regimului comunist. Represiunea. vol.II. INSTITUTUL NATIONAL PENTRU STUDIUL TOTALITARISMULUI, 11 mai 2014 (consulté le 3 octobre 2024).
  - (ro) Alin Ion, « Povestea stareţului de la Tismana, lider al Mişcării de Rezistenţă din Oltenia. Securitatea l-a torturat până la moarte pentru credinţa lui în Dumnezeu » [« Histoire de l'abbé de Tismana, chef du Mouvement de Résistance de l'Oltenie. la Securitate l'a torturé à mort en raison de sa foi en Dieu »], sur adevarul.ro (Adevărul), 18 mai 2015 (consulté le 3 octobre 2024).
  - (ro) Marturisitorii et Mediafax, « Articole Radu Ciuceanu Profesorul Radu Ciuceanu la 88 de ani: "Ţării mele, pentru care au murit atâţia, îi doresc oameni curaţi!" INTERVIU » [« Articles Radu Ciuceanu Professeur Radu Ciuceanu à 88 ans : « À mon pays, pour lequel tant de gens sont morts, je souhaite des gens sains ! INTERVIEW »], sur marturisitorii.ro (Marturisitorii), 16 avril 2016 (consulté le 3 octobre 2024).
  - (ro) Marturisitorii, « Eroul și marele poet aproape necunoscut al României, Sergiu Mandinescu. Poetul închisorilor antihristice "încrezător neclintit în victoria luptei sale continue". AMIN » [« Le héros presque inconnu et le grand poète roumain, Sergiu Mandinescu. Le poète des prisons anti-christiques « inébranlablement confiant dans la victoire de sa lutte continue ». AMIN »], sur marturisitorii.ro (Marturisitorii), 18 mai 2018 (consulté le 3 octobre 2024).
93. ↑  (ro) Ouvrages, articles et documents publiés sur Capitaine Grigore Brâncuși :
  - Rezistența anticomunistă din munții României, 1946-1958, Cicerone Ionițoiu, 1993, Partea a IV-a: Alecu ia conducerea mișcării de rezistență. Pregătiri de luptă și la Craiova. Maramureșul prezent în lupta pentru libertate., p. chapitre „Organizația de rezistență din județul Gorj”.
  - (ro) Alin Ion, « Vărul marelui sculptor Constantin Brâncuși, ajuns unul dintre liderii importanți ai rezistenței anticomuniste » [« Le cousin du grand sculpteur Constantin Brâncuși est devenu l'un des chefs importants de la résistance anticommuniste »], sur adevarul.ro (Adevărul), 1er juin 2016 (consulté le 3 octobre 2024).
94. ↑  (ro) Ouvrages, articles et documents publiés sur le groupe Partizanii de la Arnota :
  - Monica Grigore  2003, article "Grupul Arnota – un episod al rezistenței anticomuniste românești din nordul Olteniei", p. 102-103.
  - Florian Banu  2006, article "Mișcarea de rezistență armată anticomunistă din România - între negare și hiperbolizare", p. 299-314 (p.15 du pdf).
  - Puica Buhoci  2010, article "Istorie și frauda (I). Caz Penal: cum au dispărut documente incriminatorii din Arhivele C.N.S.A.S. Un furt “garantat” de Academia Cațavencu. Documente".
  - Puica Buhoci  2011, article "Istorie și frauda (II). Cum a dispărut o delațiune din Arhiva C.N.S.A.S pentru a se deschide apoi un proces de calomnie".
  - (ro) Dumitru Lăcătușu, « Sorin Oane, Istoria județului Vâlcea: 1945-1965. Un studiu de caz, Editura Conphys, Râmnicu Vâlcea, 2007. » [« Sorin Oane, Histoire du comté de Vâlcea: 1945-1965. Une étude de cas, Editura Conphys, Râmnicu Vâlcea, 2007. »], Page de critique de l'IICCMER sur l'ouvrage de Sorin Oane, sur iiccmer.ro (IICCMER), septembre 2008 (consulté le 2 août 2017).
  -  Film documentaire de la série Memorialul Durerii, de Lucia Hossu-Longin : Memorialul Durerii - Figuri legendare ale rezistenței - Grupul Arnota, Lucia Hossu-Longin, 2020.
  - (ro) Curierul de Valcea, « Arnota, exemplu de rezistenţă şi demnitate anti-comunistă » [« Arnota, un exemple de résistance et de dignité anti-commuiste »], sur curierul.ro (Curierul de Valcea), 29 avril 2014 (consulté le 4 octobre 2024).
  - (ro) Irina Rîpan, « Rezistenţa anticomunistă de la Mănăstirea Arnota, din Vâlcea - asediul Securităţii din ziua de Paşte şi masacrul de pe munte » [« La résistance anticommuniste au monastère d'Arnota à Valcea - le siège de la Securitate le jour de Pâques et le massacre sur la montagne »], sur adevarul.ro (Adevărul), 25 avril 2015 (consulté le 4 octobre 2024).
  - (ro) Răzvan Moceanu, « REPERE SPIRITUALE: Mănăstirea Arnota – simbol al rezistenţei anticomuniste, necropolă domnească, „ultimul pas spre Dumnezeu” » [« REPÈRES SPIRITUELS : Monastère d'Arnota - symbole de la résistance anticommuniste, nécropole royale, "le dernier pas vers Dieu". »], sur rador.ro (Radio România, Agenția de Presă), 1er février 2017 (consulté le 6 février 2025).
  - (ro) Istoria locală, « Vâlcea în regimul Gheorghe Gheorghiu-Dej (1948-1965) » [« Vâlcea pendant le régime de Gheorghe Gheorghiu-Dej »], Une union des bibliothèques publiques des comtés de Bihor, Braila, Cluj, Valcea, et Suceava, un projet soutenu par l'université de l'Illinois (USA), sur istorielocala.ro (Istoria locală), 3 juillet 2024 (consulté le 4 octobre 2024).
95. ↑  (ro) Ouvrages, articles et documents publiés sur la résistance de Dobroudja :
  - Rezistența armată din Dobrogea, 1945-1960, Marian Cojoc, 2004.
  - Zoe Rădulescu  1995, article "Rezistența anticomunistă din munții Babadag", p. 218-223.
  -  Films documentaires de la série Memorialul Durerii, de Lucia Hossu-Longin : 
    - Memorialul Durerii - Poveşti de iubire în infern - Olimpia şi Gogu Puiu, Lucia Hossu-Longin, 2017.
    - Memorialul Durerii - Figuri legendare ale rezistenței - Dobrogea eroică, Lucia Hossu-Longin, 2020.
96. ↑  Site à l'Occupation soviétique de la Bessarabie et de la Bucovine du Nord, la conclusion du traité de paix de Paris (1947) entre la Roumanie et l'URSS, la Bessarabie (ainsi que la Pays de Herta et la |Bucovine septentrionale (ro) passe de facto et de droit aux mains des Soviétiques.
97. ↑  (ro) Ouvrages, articles et documents sur la résistance en Bessarabie :
  - Elena Postică, 1997, Rezistenta antisovietica în Basarabia : 1944-1950.
  - Elena Postică, 1998, Strategia represiunii în Basarabia si forme de rezistenta împotriva ocupatiei sovietice : 1944-1950.
  - Elena Postică, 2000, Martiri ai rezistentei antitotalitare în Basarabia : 1949-1951.
  -  Documentaire de la TVR Moldova : Vasile Monteanu - LECȚIE de ISTORIE - TVR Moldova  2022.
  - (ro) Ion Vatra, « Rezistenta antisovietică și anticomunistă în Basarabia postbelică » [« La résistance antisoviétique et anticommuniste dans la Bessarabie d'après-guerre »], sur moldova.org (Moldova.org est administrée par Asociația Obștească Sud-Est Media), 9 mars 2010 (consulté le 12 novembre 2024).
  - (ro) Mariana Țăranu, « RIDICAȚII. MĂRTURII DIN SIBERIA Istoricul Mariana Țăranu: Rezistența în Basarabia a existat! Au fost primari care le-au spus ocupanților: „De ce-ați venit, noi nu avem nevoie de puterea sovietică!” (AUDIO) » [« REVOLTES. TÉMOIGNAGES DE SIBÉRIE. L'historienne Mariana Țăranu : La résistance en Bessarabie a existé ! Il y avait des maires qui disaient aux occupants : « Pourquoi êtes-vous venus ? nous n'avons pas besoin du pouvoir soviétique ! » »], sur radiochisinau.md (Radio România), 17 janvier 2022 (consulté le 12 novembre 2024).
  - (ro) IPN, « Istoricul Virgiliu Bîrlădeanu: Rezistența antisovietică a fost platforma pe care s-a lansat schimbarea » [« L'historien Virgiliu Bîrlădeanu : la résistance antisoviétique a été la plateforme grâce à laquelle le changement a été amorcé »], sur ipn.md (agenție de presă independentă cu sediul la Chișinău), 30 novembre 2022 (consulté le 12 novembre 2024).
98. ↑  (ro) Ouvrages, articles et documents sur le groupe Armata_Neagră :
  - Memoria, revista gândirii arestate, 2009, Represiunile comuniste în Moldova sovietică.
  - Rezistență anticomunistă în Basarabia: Cazul Clerului și enoriașilor de la Biserica din Chițcanii vechi, Mihai Tașcă, 2010.
  - (ro) Laurentiu Dologa, « Armata Neagra: Haiducii mortii din Basarabia (I) » [« Armata Neagra : les haidouks morts de Bessarabie (I) »], sur Ziare.com, 8 mai 2012 (consulté le 12 novembre 2024).
  - (ro) Laurentiu Dologa, « Armata Neagra: Haiducii mortii din Basarabia (II) » [« Armata Neagra : les haidouks morts de Bessarabie (II) »], sur Ziare.com, 9 mai 2012 (consulté le 12 novembre 2024).
  - (ro) Elena Postică, Gheorghe Buzatu, Alexandru Moraru, Ion Varta, Nicolae Tibrigan, « Haiducii Mortii: Armata Neagra. Rezistenta armata anticomunista si antisovietica din Basarabia. Studii de Elena Postică, Gheorghe Buzatu, Alexandru Moraru, Ion Varta, Nicolae Tibrigan » [« Les haidouks morts : Armata Neagra. La résistance armée anticommuniste et antisoviétique de Bessarabie. Etudes d'Elena Postică, Gheorghe Buzatu, Alexandru Moraru, Ion Varta et Nicolae Tibrigan »], sur ziaristionline.ro (Ziaristi Online), 11 mai 2012 (consulté le 12 novembre 2024).
99. ↑  (ro) Ouvrages, articles et documents sur le groupe Sabia Dreptății :
  - Memoria, revista gândirii arestate, 2009, Represiunile comuniste în Moldova sovietică.
  -  Documentaire de la TVR Moldova : Vasile Monteanu - LECȚIE de ISTORIE - TVR Moldova  2022.
  - (ro) Radio Romania Cultural, « AUTOBIOGRAFIA disidentului sovietic Ion Moraru, descoperită de fiica sa, la patru ani de la decesul acestuia: „Mama plângea, eu icneam, bunelul lăcrăma şi i-a spus atunci mamei că el îmi va fi mai mult decât un tată” » [« L'AUTOBIOGRAPHIE du dissident soviétique Ion Moraru, découverte par sa fille, quatre ans après sa mort : « Ma mère pleurait, j'étais haletante, mon grand-père versait des larmes et puis il a dit à ma mère qu'il serait plus qu'un père pour moi " »], sur ziarulnational.md (Ziarul National), 10 octobre 2023 (consulté le 16 octobre 2024).
  - (ro) Radio Romania Cultural, « "ION MORARU Pustiirea și Sabia Dreptății - Treptele infernului - Fata cu miros de busuioc " - Un imn închinat jertfei românilor din Basarabia » [« "ION MORARU La désolation et l'Épée de la Justice - Les marches de l'enfer - La fille au parfum de basilic" - Un hymne dédié au sacrifice des Roumains en Bessarabie »], sur radioromaniacultural.ro (Radio Romania Cultural), 15 octobre 2024 (consulté le 16 octobre 2024).
100. ↑  (ro) Ouvrages, articles et documents sur le groupe Uniunea Democratică a Libertății :
  - Elena Postică, 1997, Grupuri de rezistenta pe teritoriul Basarabiei, I, Uniunea Democratica a Libertatii.
  - Memoria, revista gândirii arestate, 2009, Represiunile comuniste în Moldova sovietică.
101. ↑  (ro) Ouvrages, articles et documents sur le groupe Arcașii lui Ștefan :
  - Memoria, revista gândirii arestate, 2009, Represiunile comuniste în Moldova sovietică.
  - (ro) Diana Răilean, « Arcasii lui Stefan,  Marturii din GULAG » [« Les archers de Ștefan, Témoignages du GOULAG »], sur adevarul.ro (Adevărul), 29 novembre 2007 (consulté le 16 janvier 2025).
  - (ro) Laurentiu Dologa, « Arcasii lui Stefan - Partizanii uitati de dincolo de Prut - Documentar » [« Les archers de Stefan - Les partisans oubliés d'au-delà du Prut - Documentaire »], sur adevarul.ro (Adevărul), 12 mai 2012 (consulté le 12 novembre 2024).
  - (ro) Mihai Tasca, « Mișcarea de rezistență în Basarabia: Organizația Național-Creștină Antisovietică » [« Le mouvement de résistance en Bessarabie : l’organisation Nationale-chrétienne antisoviétique »], sur adevarul.ro (Adevărul), 27 septembre 2012 (consulté le 12 novembre 2024).
  - (ro) IPN, « Istoricul Virgiliu Bîrlădeanu: Rezistența antisovietică a fost platforma pe care s-a lansat schimbarea » [« L'historien Virgiliu Bîrlădeanu : la résistance antisoviétique a été la plateforme grâce à laquelle le changement a été amorcé »], sur ipn.md (agenție de presă independentă cu sediul la Chișinău), 30 novembre 2022 (consulté le 12 novembre 2024).
102. ↑  (ro) IICCMER, « Legislație » [« législation »], sur IICCMER.ro (IICCMER), 18 novembre 2009 (consulté le 16 janvier 2025).